# Ludwigsburg

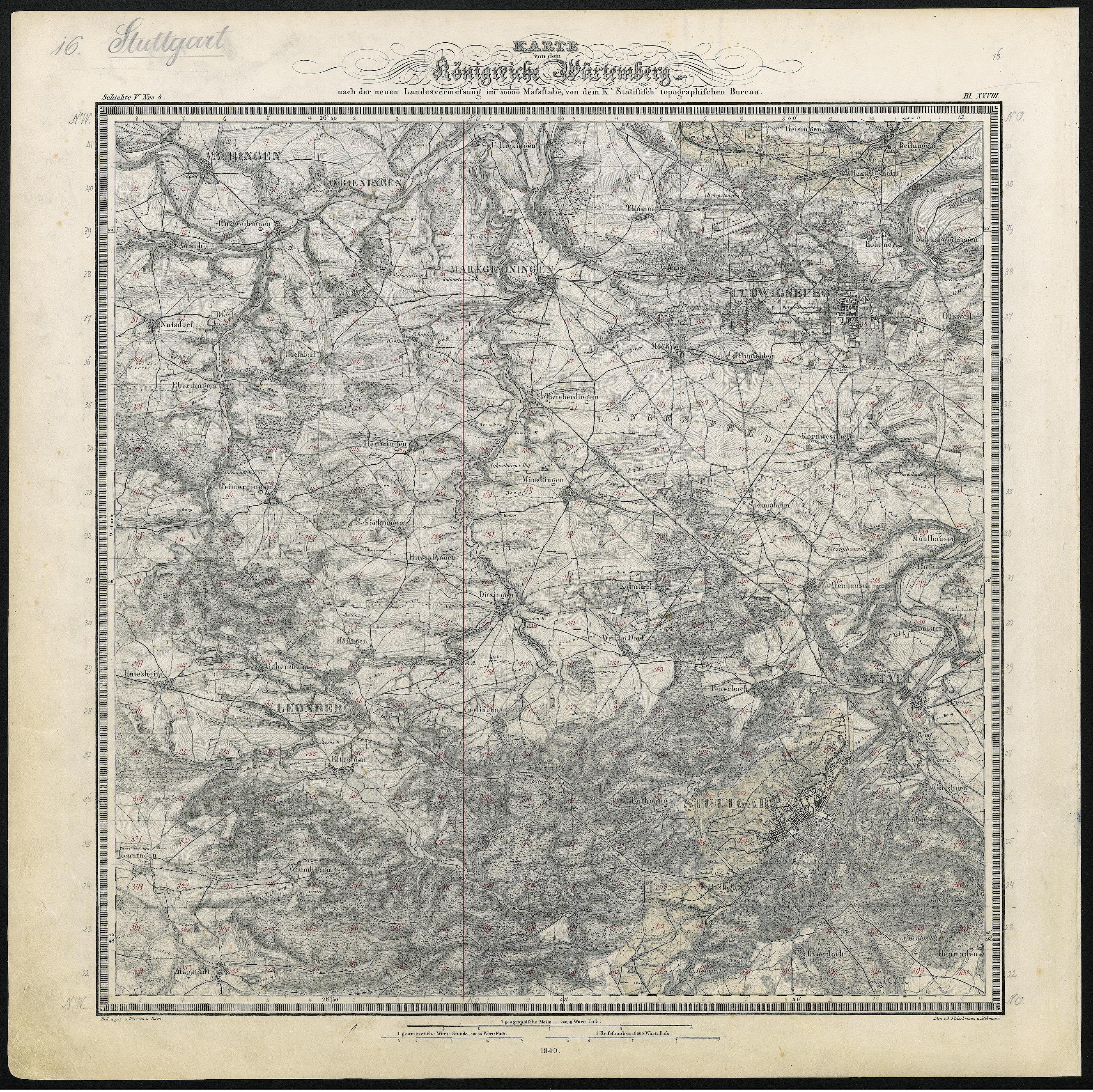
Ludwigsburg und die Solitude-Allee auf der Topographischen Karte von 1840 (Maßstab 1:50.000)

Ludwigsburg ist eine Stadt mit 92.858 Einwohnern (31. Dezember 2024) in Baden-Württemberg, etwa zwölf Kilometer nördlich der Stuttgarter Innenstadt. Sie gehört zur Region Stuttgart und zur europäischen Metropolregion Stuttgart. Sie ist die Kreisstadt und größte Stadt des Landkreises Ludwigsburg. Ludwigsburg ist hinsichtlich der Bevölkerung die elftgrößte Stadt Baden-Württembergs. Zusammen mit Kornwestheim bildet Ludwigsburg ein Mittelzentrum für die umliegenden Gemeinden. Seit dem 1. April 1956 ist Ludwigsburg Große Kreisstadt. Das Residenzschloss, die umgebenden Grünanlagen und die Alleen prägen das Stadtbild.

## Geographie

### Geographische Lage
Das zentrale Ludwigsburg liegt auf dem Langen Feld am Ostrand des Strohgäus auf einer Hochfläche des Neckarbeckens zwischen dem Hohenasperg im Westen und dem Neckartal im Osten. Durch das innere Stadtgebiet fließt der Tälesbach, der etwa drei Kilometer nordöstlich in den Neckar mündet. Die inzwischen eingemeindeten Stadtteile Hoheneck, Neckarweihingen und Poppenweiler liegen am Ufer des Neckars, die zwei letztgenannten am rechten. Der mit 363,9 m ü. NHN höchste Punkt des Stadtgebietes liegt auf dem Lemberg ganz im Osten, der tiefste am Ausfluss des Neckars auf 196,2 m ü. NHN.
In Luftlinie ist die Mitte Ludwigsburgs etwa 13 Kilometer nördlich vom Zentrum der Landeshauptstadt Stuttgart entfernt.
Die von 1764 bis 1768 schnurgerade erstellte Solitude-Allee, die anfangs vom Südtor des Ludwigsburger Schlossgartens zum Schloss Solitude westlich von Stuttgart führte, wurde 1820 als trigonometrische Basis für die Württembergische Landesvermessung genutzt. Die 13 Kilometer lange Basislinie endete damals vor der Stadtgrenze. Ihr Endpunkt an der Kreuzung mit der Köhlstraße ist mit einem Gedenkstein markiert. Außerhalb Ludwigsburgs, wo sie durch den Bahnbau unterbrochen wurde, hat sich der Verlauf der für den Verkehr unbedeutenden Achse im Wechsel von Feldwegen und Straßen erhalten.

### Nachbargemeinden
Alle Nachbarkommunen der Stadt liegen im Landkreis Ludwigsburg. Es sind reihum: Die Stadt Tamm im Nordwesten, die Stadt Freiberg und die Gemeinde Benningen am Neckar im Norden, die zentrale Stadt Marbach am Neckar sowie die Gemeinde Erdmannhausen im Nordosten, ganz im Osten hinter dem Lemberg die Gemeinde Affalterbach, an dessen Südseite die Siegelhausener Gebietsexklave von Marbach. Die Städte Remseck und Kornwestheim liegen südöstlich und südlich von Ludwigsburg, die Gemeinde Möglingen im Südwesten, die Stadt Asperg schließlich im Westen.

### Stadtgliederung
Das Stadtgebiet Ludwigsburgs besteht aus der Kernstadt und sieben Stadtteilen. Die Kernstadt wird in den folgenden Stadtteile Mitte, West, Nord, Ost und Süd unterteilt. Weitere Stadtteile sind Pflugfelden, Eglosheim, Hoheneck, Oßweil, Grünbühl-Sonnenberg, Neckarweihingen und Poppenweiler.
Daneben unterscheidet man gelegentlich noch weitere Wohnplätze oder Wohngebiete, deren Namen sich im Laufe der Zeit eingebürgert haben. Die Grenzen sind hier jedoch meist nicht genau festgelegt. Hierzu gehören zum Beispiel der Kugelberg, der Makenhof, Monrepos, Mäurach, das Osterholz und Schlösslesfeld.

#### Tabellarische Übersicht der Stadtteile
Stand 31.12.2024
| \| Stadtteile \| Einwohner[3] \| Fläche[4] km² \| Dichte Einwohner/km²[3] \| \| ------------------- \| ------------ \| ------------- \| ----------------------- \| \| Mitte \| 11.725 \| 2,00 \| 5863 \| \| West (Weststadt) \| 11.968 \| 3,91 \| 2992 \| \| Nord \| 3.241 \| 1,99 \| 1621 \| \| Ost (Schlößlesfeld) \| 15.491 \| 2,90 \| 5164 \| \| Süd \| 3.926 \| 0,92 \| 3926 \| \| Eglosheim \| 11.671 \| 4,47 \| 2918 \| \| Grünbühl-Sonnenberg \| 3.630 \| 0,71 \| 3630 \| \| Hoheneck \| 5.113 \| 3,40 \| 1704 \| \| Neckarweihingen \| 7.659 \| 5,95 \| 1277 \| \| Oßweil \| 10.732 \| 7,14 \| 1533 \| \| Pflugfelden \| 4.508 \| 2,31 \| 2254 \| \| Poppenweiler \| 4.788 \| 7,64 \| 599 \| \| Ludwigsburg \| 94.452 \| 43,34 \| 2143 \| |           |            |                      |
| Stadtteile | Einwohner | Fläche km² | Dichte Einwohner/km² |
| Mitte | 11.725    | 2,00       | 5863                 |
| West (Weststadt) | 11.968    | 3,91       | 2992                 |
| Nord | 3.241     | 1,99       | 1621                 |
| Ost (Schlößlesfeld) | 15.491    | 2,90       | 5164                 |
| Süd | 3.926     | 0,92       | 3926                 |
| Eglosheim | 11.671    | 4,47       | 2918                 |
| Grünbühl-Sonnenberg | 3.630     | 0,71       | 3630                 |
| Hoheneck | 5.113     | 3,40       | 1704                 |
| Neckarweihingen | 7.659     | 5,95       | 1277                 |
| Oßweil | 10.732    | 7,14       | 1533                 |
| Pflugfelden | 4.508     | 2,31       | 2254                 |
| Poppenweiler | 4.788     | 7,64       | 599                  |
| Ludwigsburg | 94.452    | 43,34      | 2143                 |

### Flächenaufteilung
Nach Daten des Statistischen Landesamtes, Stand 2014.

### Raumplanung
Ludwigsburg bildet mit der südlichen Nachbarstadt Kornwestheim ein Mittelzentrum in der Region Stuttgart, deren Oberzentrum die Stadt Stuttgart ist. Zum Mittelzentrum Ludwigsburg/Kornwestheim gehören die Städte und Gemeinden
im Süden und Osten des Landkreises. Im Einzelnen sind das Affalterbach, Asperg, Benningen am Neckar, Erdmannhausen, Freiberg am Neckar, Großbottwar, Hemmingen, Marbach am Neckar, Markgröningen, Möglingen, Murr, Oberstenfeld, Pleidelsheim, Remseck am Neckar, Schwieberdingen, Steinheim an der Murr und Tamm.

## Geschichte

### Frühgeschichte
Im Schlösslesfeld, einem Wohngebiet, das erst ab dem Jahr 1965 in größerem Umfang bebaut wurde, fanden sich viele Besiedlungsspuren aus der Jungsteinzeit. Dieses Gebiet war von 5700 v. Chr. bis 3300 v. Chr., also rund 2400 Jahre lang, nahezu kontinuierlich von Siedlern der Bandkeramik bewohnt.
Zahlreiche Funde aus dem Ludwigsburger Stadtgebiet und der näheren Umgebung sind aus der keltischen Siedlungszeit erhalten geblieben. Gegen Ende des 1. Jahrhunderts unserer Zeitrechnung besetzten die Römer die Region, bis 260 die Alemannen in das Neckarland kamen. Auch die alemannische Besiedlung ist durch Grabfunde auf dem heutigen Stadtgebiet nachgewiesen. Aus römischer Zeit stammt eine villa rustica (Landgut), die im Stadtteil Hoheneck ergraben wurde.

### Politische Zugehörigkeit
| Staatszugehörigkeit      | Land oder Verwaltungseinheit                                              | Dauer der Zugehörigkeit |
| ------------------------ | ------------------------------------------------------------------------- | ----------------------- |
| Heiliges Römisches Reich | Herzogtum Württemberg                                                     | 1709–1806               |
| Württemberg              | Zweiter Kreis Ludwigsburg                                                 | 1806–1810               |
| Württemberg              | Landvogtei an der Enz                                                     | 1810–1818               |
| Württemberg              | Neckarkreis, Oberamt Ludwigsburg                                          | 1818–1871               |
| Deutsches Reich          | Königreich Württemberg, Neckarkreis, Oberamt Ludwigsburg                  | 1871–1918               |
| Deutsches Reich          | Volksstaat Württemberg, Oberamt Ludwigsburg                               | 1918–1933               |
| Deutsches Reich          | Württemberg                                                               | 1933–1945               |
| Deutschland, US-Zone     | Württemberg-Baden, Landesbezirk Württemberg, Landkreis Ludwigsburg        | 1945–1949               |
| Deutschland              | Württemberg-Baden, Landesbezirk Württemberg, Landkreis Ludwigsburg        | 1949–1952               |
| Deutschland              | Baden-Württemberg Regierungsbezirk Nordwürttemberg, Landkreis Ludwigsburg | 1952–1972               |
| Deutschland              | Baden-Württemberg Regierungsbezirk Stuttgart, Landkreis Ludwigsburg       | seit 1973               |

1718 wurde die Markgröninger Vogtei nach Ludwigsburg verlegt, ab 1758 Oberamtei genannt. Aus dem Oberamt Ludwigsburg ging 1938 der Kreis Ludwigsburg und 1973 schließlich der im Zuge der Kreisreform vergrößerte Landkreis Ludwigsburg hervor.

### Barocke Gründung unter Eberhard Ludwig (1704–1733)

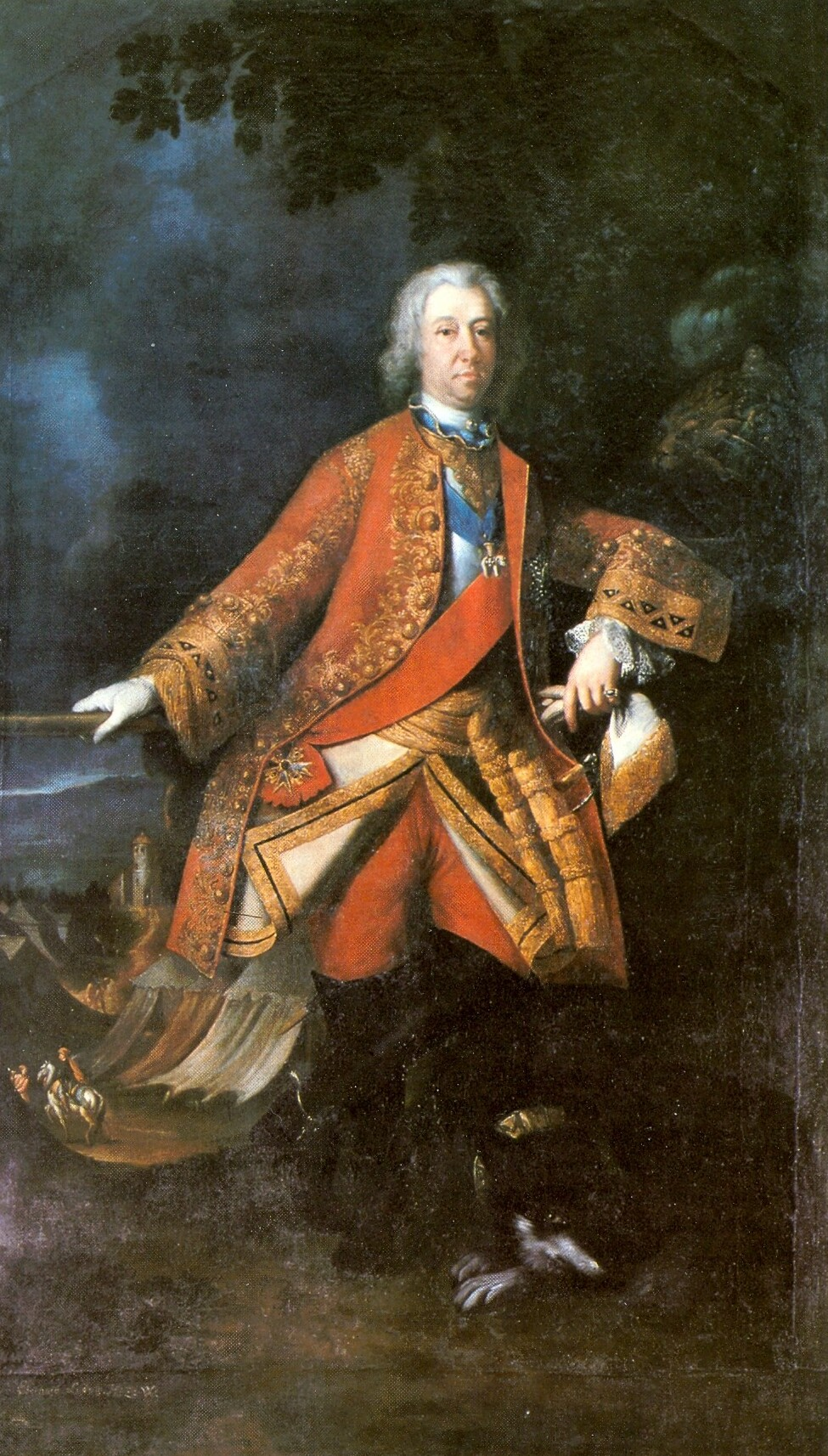
Der Stadtgründer: Herzog Eberhard Ludwig (Regierungszeit: 1677–1733)

Ludwigsburg ist nicht wie die meisten Städte in Europa über Jahrhunderte gewachsen, sondern wurde Anfang des 18. Jahrhunderts am Reißbrett geplant. Nach dem Vorbild von Versailles bauten viele absolutistische Souveräne neue Residenzen vor den Toren ihrer alten Hauptstädte (vgl. Mannheim, Karlsruhe, Rastatt, Potsdam, Ludwigslust und Wolfenbüttel). Um der Jagd, einem Privileg des Adels, nachzugehen, ließ der Herzog Eberhard Ludwig von Württemberg im Jahr 1704 ein Schloss außerhalb der alten Hauptstadt Stuttgart errichten. Das Ludwigsburger Schloss war zunächst nur als einfacher Jagdsitz vorgesehen, hatte aber einen entscheidenden Vorteil gegenüber dem Alten Schloss, der Hauptresidenz in Stuttgart. Wegen der engen mittelalterlichen Bebauung in Stuttgart stach die Residenz wenig hervor. Ludwigsburg mit seinem Schlosspark und breiten Straßen kann als genauer Gegenentwurf zum Stuttgart des 18. Jahrhunderts angesehen werden. Der Ludwigsburger Jagdsitz wurde zu einem repräsentativen Residenzschloss (Residenzschloss Ludwigsburg) ausgebaut, das sich als größtes unzerstörtes Barockschloss Deutschlands rühmen kann.
Mit dem Bau des Residenzschlosses nahmen die Ambitionen von Herzog Eberhard Ludwig jedoch noch kein Ende: Er strebte erfolglos das Ziel einer Rangerhöhung zum Kurfürsten an. Diesen gesonderten Herrschaftsanspruch, der über den eines Herzoges weit hinaus ging, wollte er ab 1709 mit der Gründung einer ganzen Stadt unübersehbar zum Ausdruck bringen. Die Entwürfe der Planstadt sahen vor, dass das Residenzschloss in der Hauptachse lag. Westlich ans Schloss angrenzend sollte die städtische Wohnbebauung entstehen. Das rechtwinklige, um einen zentralen Marktplatz angelegte Straßenraster teilte die Stadt in regelmäßige Blöcke. Die zweigeschossigen Wohnhäuser wurden nach dem Entwurf des aus Italien stammenden Schlossbaumeisters Donato Giuseppe Frisoni errichtet. Nach Vorgabe des Herzoges sollten die Wohngebäude ohne Zwischenräume entlang der Straßen aneinander gereiht werden, sodass geschlossene Straßenfluchten entstanden. Das Straßenbild wurde durch Alleen aufgelockert.

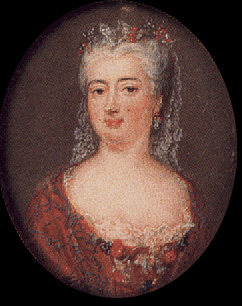
Die Mätresse: Wilhelmine von Grävenitz

Am 3. September 1718 erhielt der Ort die Stadtrechte. Um Bürger für seine Stadt zu gewinnen, warb der Herzog mit weitreichenden Privilegien. Er stellte eine 15-jährige Steuerfreiheit, kostenfreies Land und Baumaterialien in Aussicht. Später kamen noch Zoll- und Religionsfreiheit hinzu. Dennoch wuchs Ludwigsburg nur langsam. Gründe hierfür waren zum einen die fehlenden Möglichkeiten zum Grunderwerb und zum anderen die durch den Herzog gesteuerte Auswahl von Bürgern. Die Bewohner hatten über eine Vermögensgrundlage von mindestens 1000 Talern zu verfügen und durften keine Bauern sein. Auf diese Weise wollte der Herzog eine repräsentative Idealstadt mit wohlhabenden Bürgern aus dem Boden stampfen. Von den ersten 21 Bewerbern erhielten nur zwei die Erlaubnis, sich in Ludwigsburg niederzulassen. Allerdings ging das Konzept einer prosperienden Stadt nicht auf. Da auf der Schlossbaustelle hauptsächlich mittellose Handwerker, Knechte, Mägde, Tagelöhner und Hofbedienstete beschäftigt wurden, machte zeitweise die Hälfte der Stadtbevölkerung Geringverdiener aus. Die Einwohner blieben wirtschaftlich vom herzoglichen Hof abhängig.
Im Jahr 1718 ließ Eberhard Ludwig die Hauptstadt Württembergs von Stuttgart nach Ludwigsburg verlegen. Seinen Stuttgarter Beamten drohte der Herzog, sie zu entlassen, sollten sie sich weigern, ihm nach Ludwigsburg zu folgen. Durch die erzwungene Umsiedlung sollte eine dem Fürsten gegenüber loyale Bürokratie in Ludwigsburg etabliert werden. Viele der Beamten zogen in „feuchte, erst halb ausgebaute Häuser“, wie der Staatsrechtler Johann Jakob Moser klagte. Auch andere Zeitgenossen spotteten der Bemühungen des Herzogs:

„Dieser Fürst richtet Stuttgart zugrunde und wird doch niemals aus Ludwigsburg eine richtige Stadt machen.“

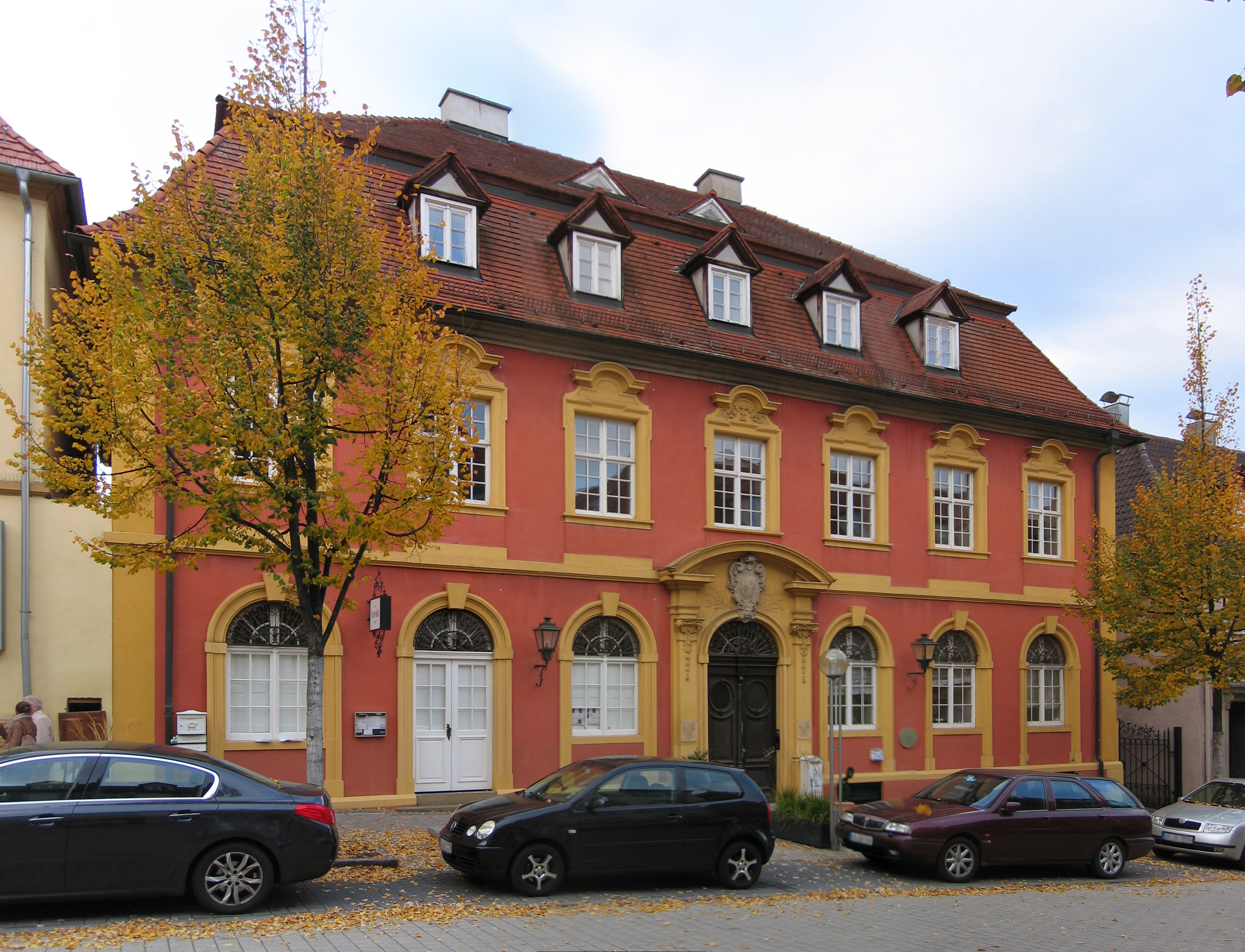
Wohnsitz der Mätresse: das Grävenitz-Palais

Allerdings zählte Ludwigsburg beim Tode Eberhard Ludwigs 6000 Einwohner, halb so viele wie in Stuttgart. Verantwortlich für den schlechten Ruf in bürgerlichen Kreisen waren die Sitten- und Moralvorstellungen des Ludwigsburger Hofes. Die Bevölkerung im Herzogtum Württemberg war fest im evangelisch-lutherischen Glauben verankert. Deshalb empörte es sie, dass der Herzog mit seiner Mätresse Wilhelmine von Grävenitz in Ludwigsburg eine außereheliche Verbindung pflegte, während die rechtmäßige Ehefrau Johanna Elisabeth von Baden-Durlach sich weiterhin in Stuttgart aufhielt. Im Volksmunde wurde Ludwigsburg daher auch als „Lumpenburg“ bezeichnet. Als Rückzugsort für sich und seine Mätresse ließ Eberhard Ludwig Stadt und Residenzschloss um das Jagd- und Lustschloss Favorite (Bauzeit: 1713–1728) erweitern. Das Grävenitz-Palais ließ Herzog Eberhard Ludwig 1728, wahrscheinlich von dem Stadtplaner Donato Giuseppe Frisoni erbauen und schenkte es seiner Mätresse. Das ursprünglich nur zweigeschossige Gebäude befindet sich nahe dem Residenzschloss in der Marstallstraße 5 und beherbergt die Geschäftsstelle der Schlossfestspiele.
Seit ihrer Gründungszeit war die Stadt auch eng mit dem Militär verbunden. Da zur Zeit Eberhard Ludwigs noch keine Kasernen in Ludwigsburg existierten, wurde die 40 Mann starke herzogliche Leibgarde in den Häusern der Bürger einquartiert. Jeweils zwei Leibgardisten sicherten im Schichtenwechsel die Gemächer Eberhard Ludwigs im Residenzschloss. Die eigentliche Zeit als Garnisonsstadt sollte in Ludwigsburg erst 1736 unter Herzog Carl Alexander beginnen.

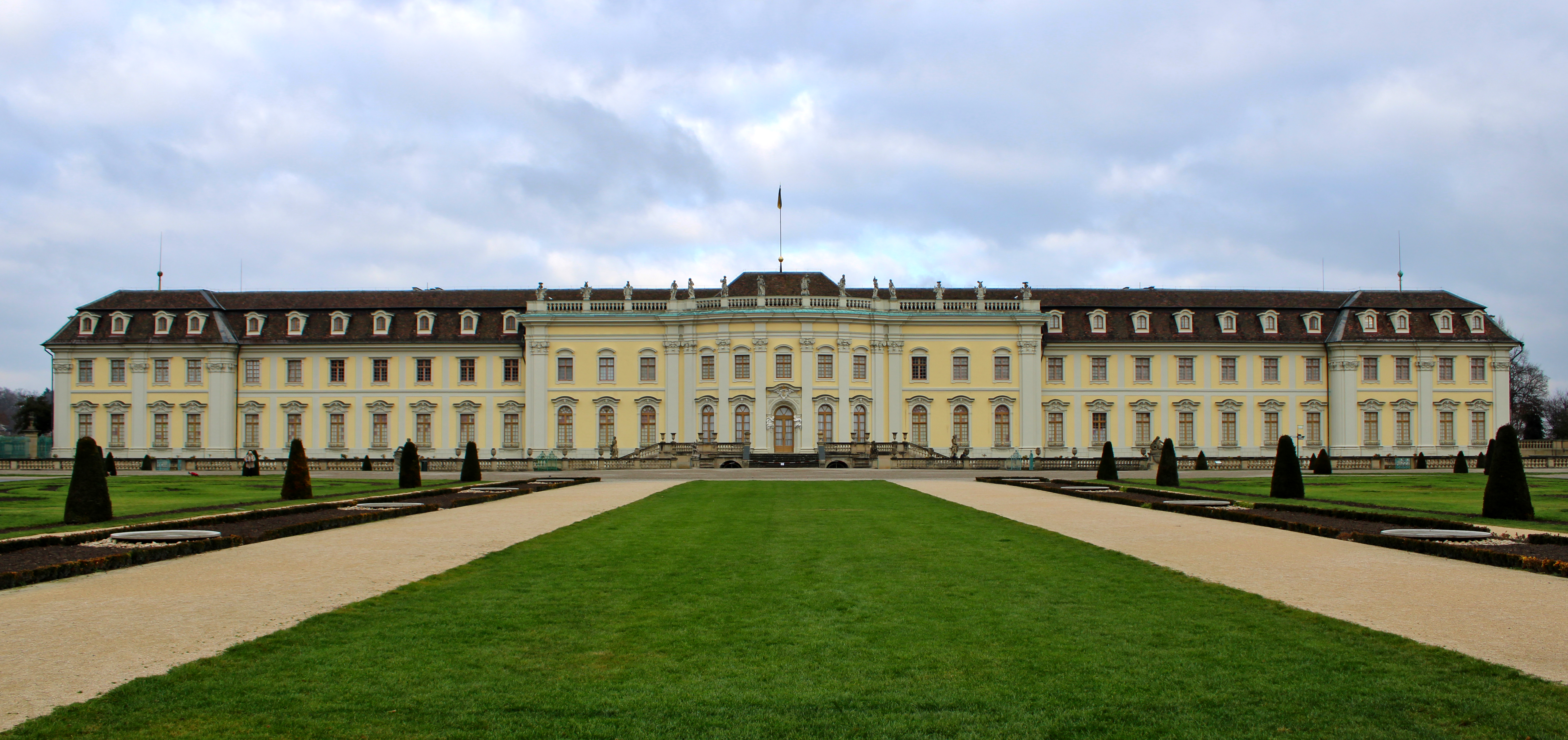
Residenzschloss Ludwigsburg
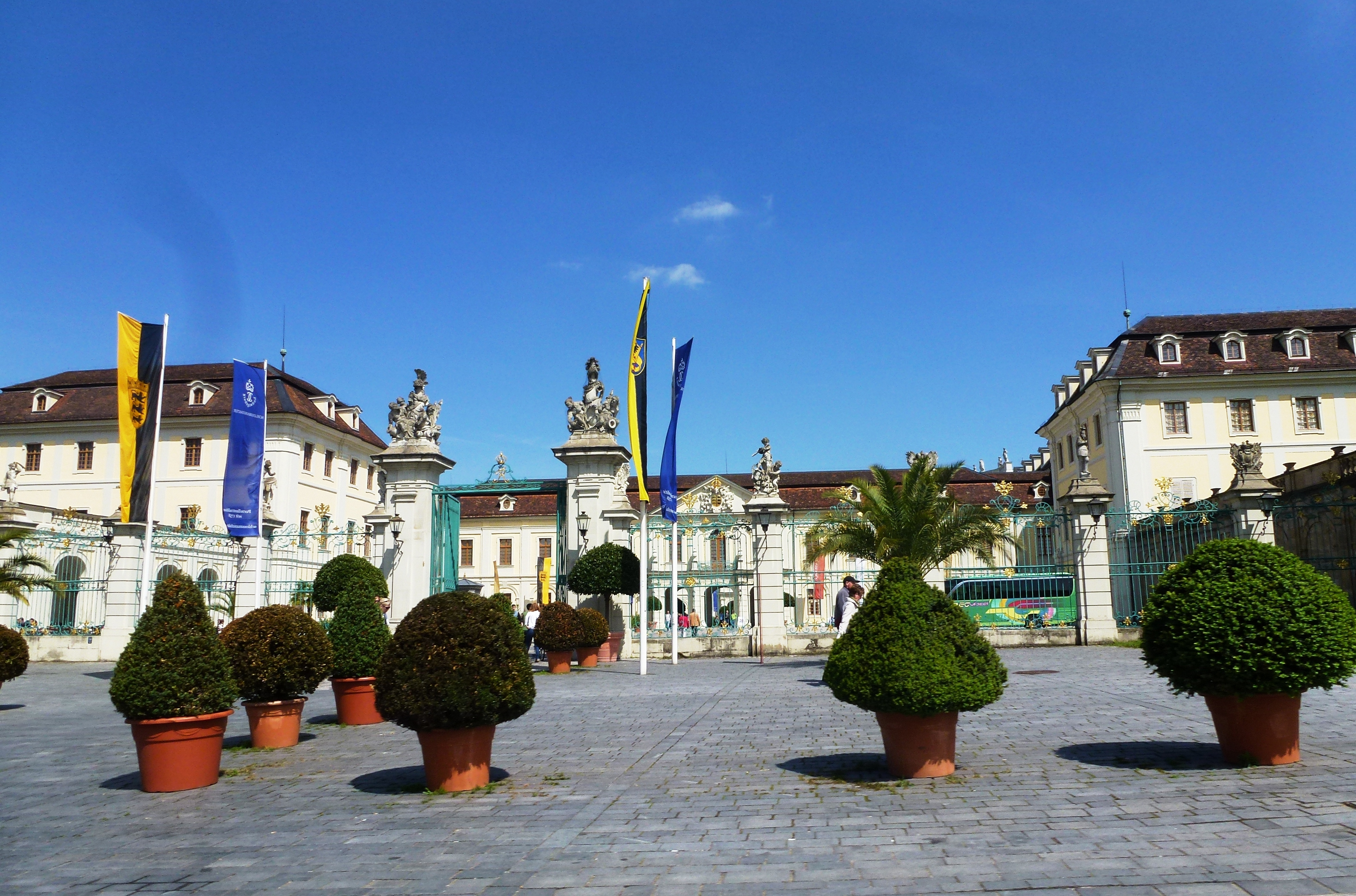
Westtor des Residenzschlosses
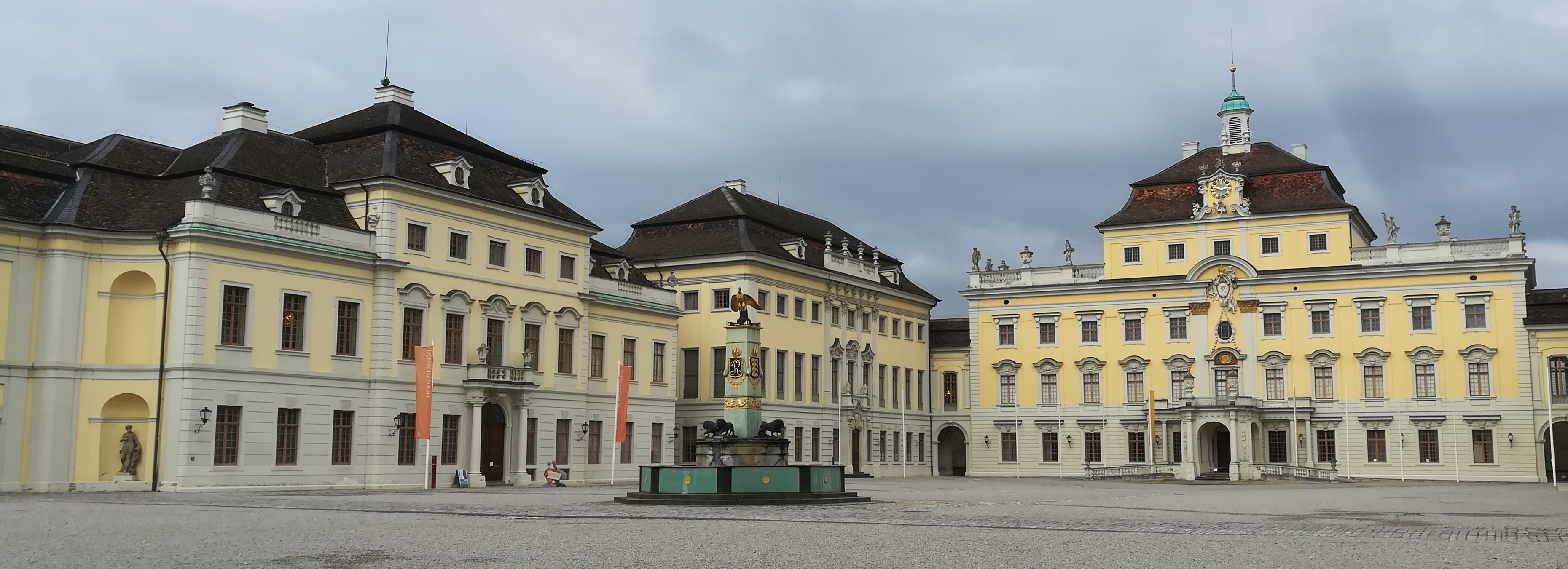
Innenhof des Residenzschlosses
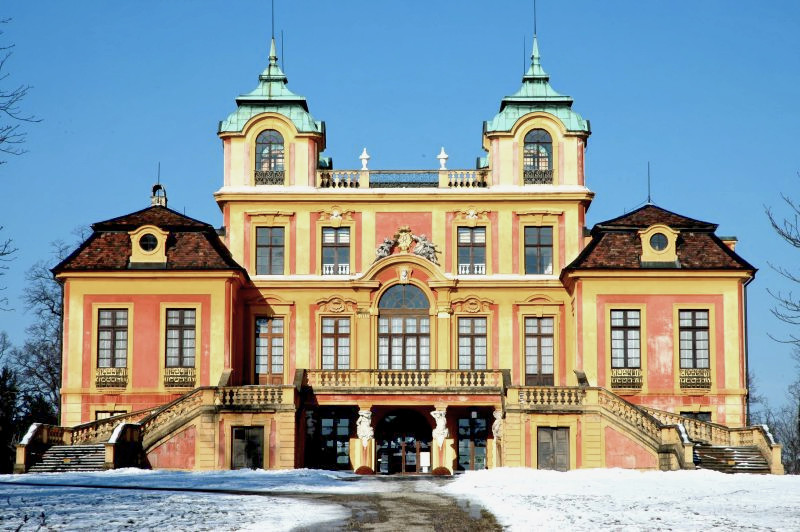
Jagd- und Lustschloss Favorite
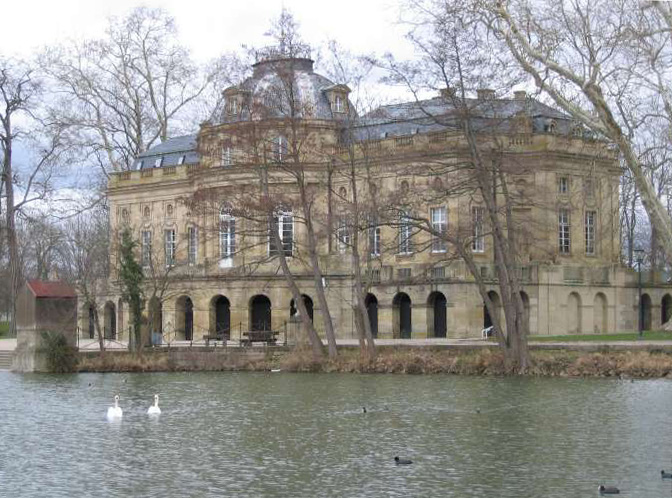
Seeschloss Monrepos
Residenzschloss und Blühendes Barock (2010)

### Zeit als Residenzstadt nach Eberhard Ludwig (1733–1816)
In den Jahren zwischen 1718 und 1816 wechselte die herzogliche Hauptstadt mehrmals zwischen Stuttgart und Ludwigsburg hin und her:
| Zeitraum  | Herzöge bzw. ab 1806 König                                                                                                  | Hauptstadt                                    |
| --------- | --- | --------------------------------------------- |
| 1718–1733 | Eberhard Ludwig (Regierungszeit: 1693–1733)                                                                                 | Ludwigsburg                                   |
| 1733–1764 | Carl Alexander (Regierungszeit: 1733–1737) Carl Eugen (Regierungszeit: 1737–1793)                                           | Stuttgart                                     |
| 1764–1775 | Carl Eugen (Regierungszeit: 1737–1793)                                                                                      | Ludwigsburg                                   |
| 1775–1797 | Carl Eugen (Regierungszeit: 1737–1793) Ludwig Eugen (Regierungszeit: 1793–1795) Friedrich Eugen (Regierungszeit: 1795–1797) | Stuttgart                                     |
| 1797–1816 | Friedrich I. (Regierungszeit: 1797–1816)                                                                                    | Stuttgart (Ludwigsburg jedoch Sommerresidenz) |

#### Ludwigsburg unter Carl Alexander

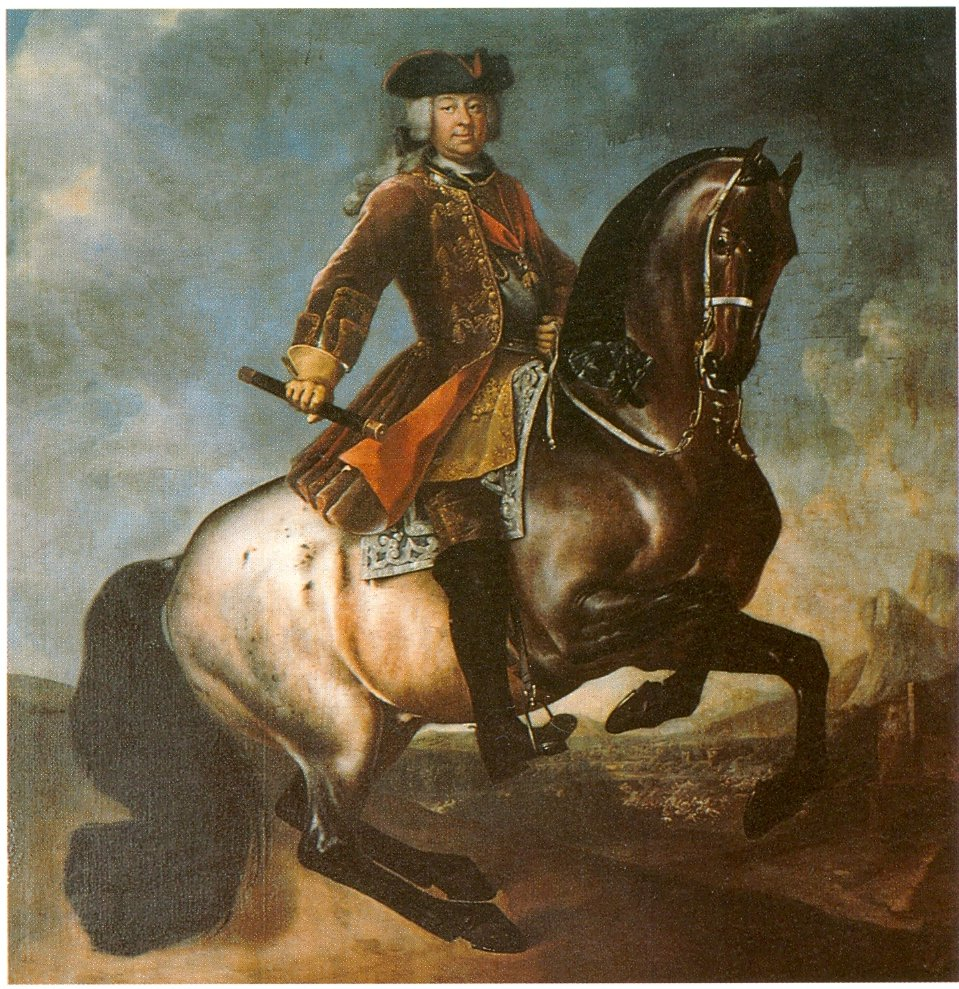
Herzog Carl Alexander von Württemberg (Regierungszeit: 1733–1737)

Als Carl Alexander im Jahr 1733 Herzog von Württemberg wurde, verlegte er die Residenz zurück nach Stuttgart. Mehr als die Hälfte der Einwohner folgte dem Herzog, da sie wirtschaftlich vom Hof abhängig waren. Um dem Niedergang von Ludwigsburg entgegenzuwirken, richtete Carl Alexander im Jahr 1736 das erste württembergische Zucht- und Arbeitshaus ein. In der Einrichtung waren Obdachlose, Waisen und Kriminelle, später auch psychisch Kranke gemeinsam untergebracht und mussten in der Tuchmanufaktur arbeiten. Carl Alexander warb zu diesem Zweck gelernte Tuchmacher nach Ludwigsburg ab, die die eigentliche Webarbeit übernahmen, während die einfacheren Arbeiten von den übrigen Gefangenen der Einrichtung vorgenommen wurden.
Wegen des Antisemitismus der württembergischen Landstände und Regierungsbeamten in Stuttgart, ließ sich der jüdische Finanzier des Herzoges, Joseph Süß Oppenheimer, in Ludwigsburg nieder. Carl Alexander stellte Oppenheimer ein Haus nahe dem Ludwigsburger Residenzschloss zur Verfügung, das allerdings im Staatsbesitz verblieb und nicht Eigentum Oppenheimers wurde. Das Haus verfügte über sieben Zimmer, die Oppenheimer mit teuren Frankfurter Tuchtapeten ausstaffieren ließ. Das Haus befindet sich in der heutigen Mömpelgardstraße 18. Für die Kostendeckung der prächtigen Hofhaltung Carl Alexanders empfahl Oppenheimer die Gründung einer Porzellan-Manufaktur in Ludwigsburg. Der Finanzrat war sogar dafür bereit, sein Haus der Manufaktur zur Verfügung zu stellen und dem Unternehmer 2000 Gulden Vorschuss zu geben. Wegen der Hinrichtung Oppenheimers vom 4. Februar 1738 in Stuttgart konnte die Gründung der Ludwigsburger Porzellan-Manufaktur aber erst unter Herzog Carl Eugen erfolgen.

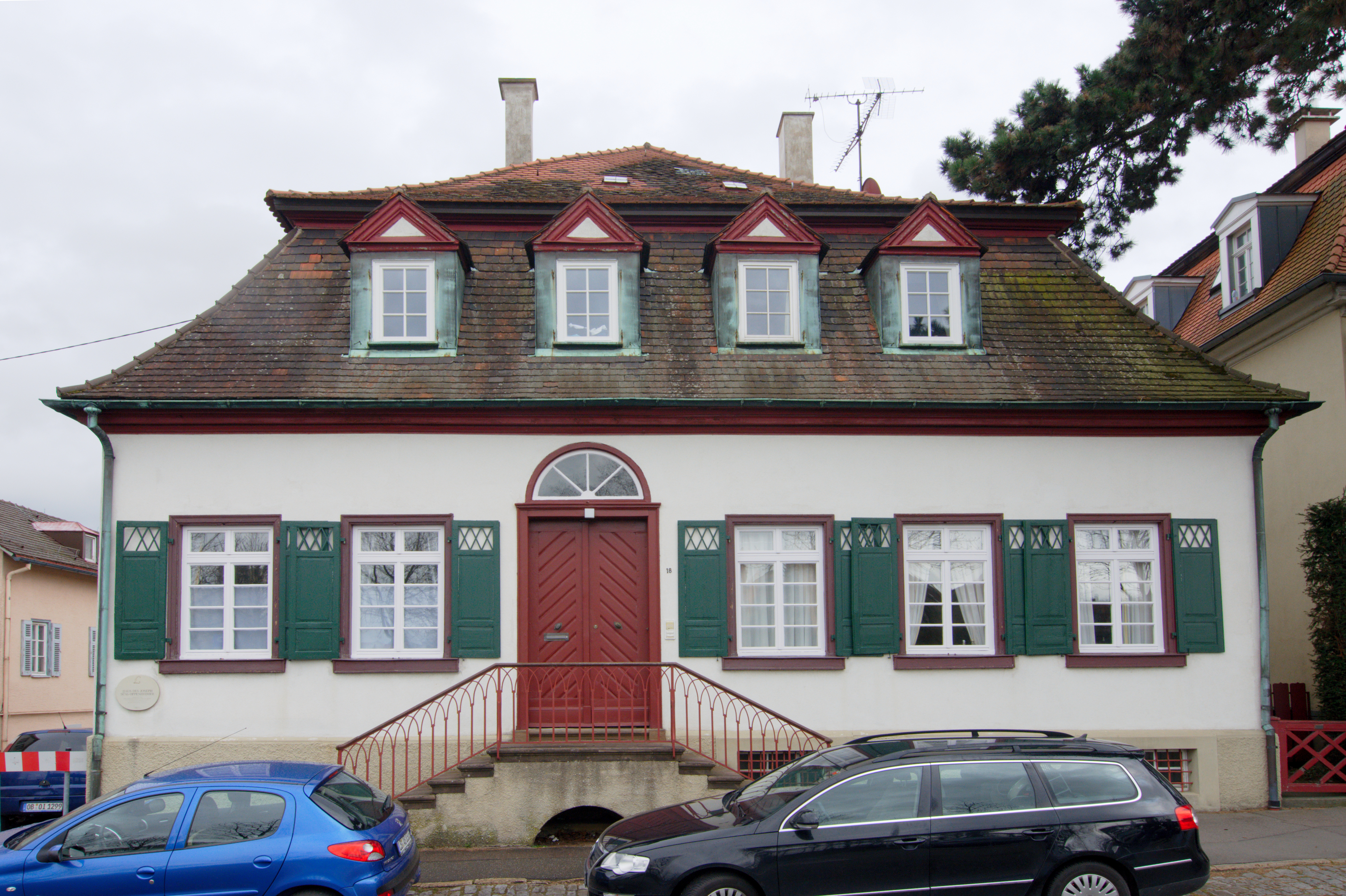
Haus des herzoglichen Finanzrates Joseph Süß Oppenheimer
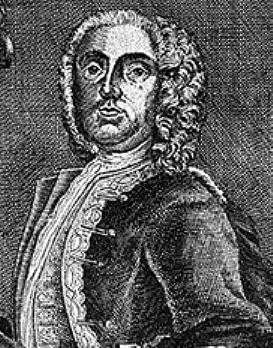
Joseph Süß Oppenheimer, Stich von 1738

#### Ludwigsburg unter Carl Eugen

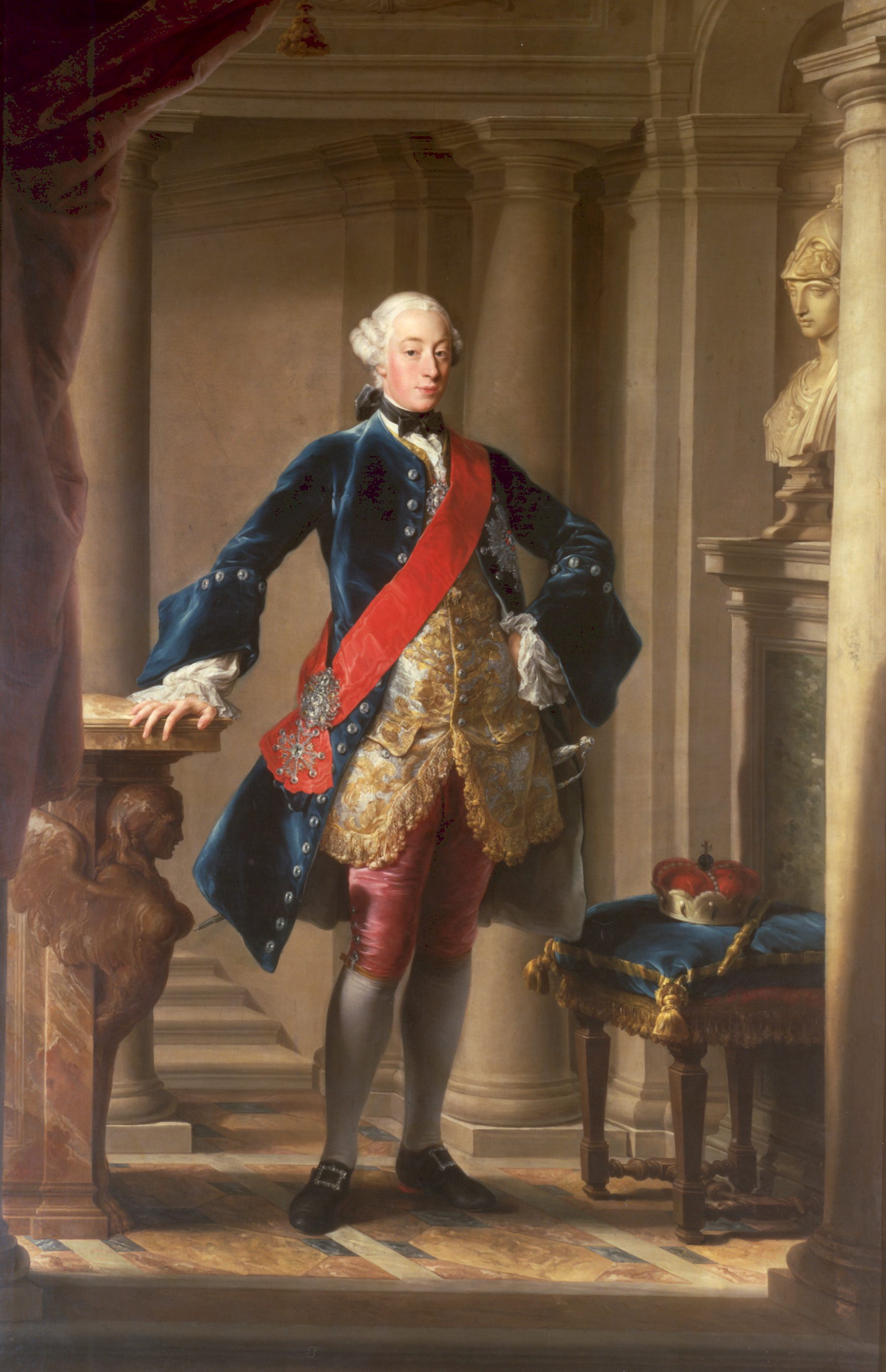
Carl Eugen (Regierungszeit: 1744–1793)

Der frühe Tod seines Vaters Carl Alexander machte den 9-jährigen Carl Eugen zum Herzog von Württemberg. Bei seinem Regierungsantritt im Jahr 1744 drohte Herzog Carl Eugen den württembergischen Landständen mit einer Rückverlegung der Residenz nach Ludwigsburg. Um den Herzog in ihrer Nähe und damit in Stuttgart zu halten, genehmigten die Landstände, Vertreter der evangelischen Geistlichkeit und des Bürgertums, Gelder für den Neubau eines repräsentativeren Residenzschlosses in Stuttgart, dem heutigen Neuen Schloss. Zwei Faktoren führten jedoch dazu, dass Stuttgart noch einmal seine Hauptstadtfunktion an Ludwigsburg verlor. Zum einen eskalierten die Konflikte zwischen Carl Eugen und den Landständen und zum anderen brannte das nahezu fertiggestellte Neue Schloss im Jahr 1762 fast vollständig aus. Im Jahr 1764 verlegte Carl Eugen den Hof von Stuttgart nach Ludwigsburg. Der Herzog sah sich mit anderen Fürstenhöfen in einen kulturellen Wettstreit verwickelt. Briefe, Reisen und der Versand von Porträts und Kupferstichen ließen schon im 18. Jahrhundert ein so enges Kommunikationsnetz zwischen den Fürstenhöfen entstehen, dass der kulturelle Wettstreit ständig angefacht blieb. Auch Carl Eugen durfte in seinem Herrschaftsanspruch nicht hinter dem kulturellen Programm anderer Souveräne zurückstehen.

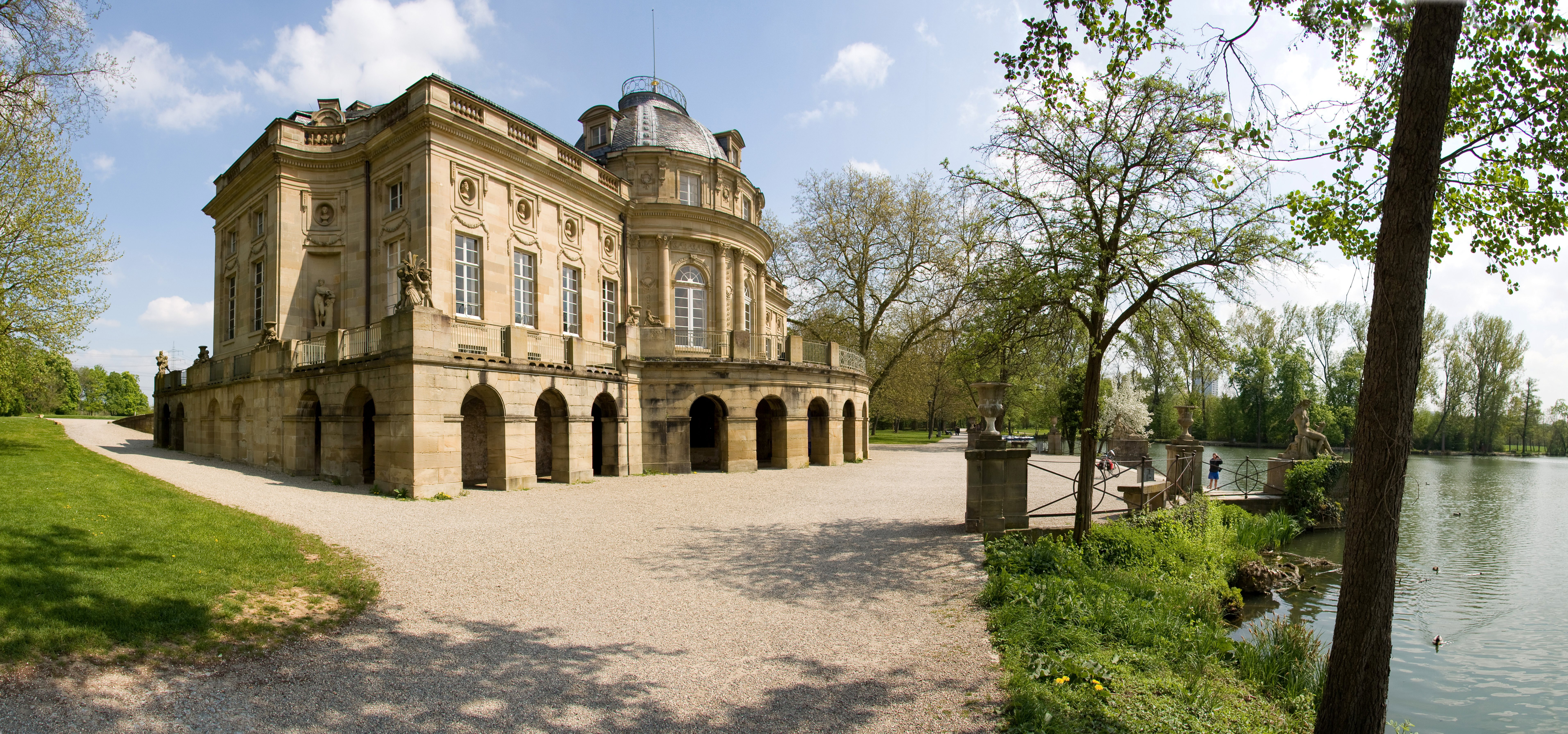
Seeschloss Monrepos

In dieser Hinsicht fehlte Ludwigsburg noch ein Attribut der modernen Residenzstadt des späten 18. Jahrhunderts; eine Oper. Schon am 11. November 1764 ordnete Carl Eugen den Bau einer Oper an, die noch vor seinem 37. Geburtstag fertigzustellen war. Seinen Baumeistern gab Carl Eugen also nur dreieinhalb Monate Zeit für den Bau des seinerzeit größten Opernhauses in Europa. Um die Frist einzuhalten, mussten Bauern der umliegenden Ortschaften in Frondienst Bäume fällen und das Holz nach Ludwigsburg heranschaffen. 300 Zimmerleute, 150 Maurer, 75 Handlanger, 40 Steinbrecher und 20 Schreiner wurden auf der Baustelle entlohnt. Hinzu kamen noch Grenadiere, die von ihrem Militärdienst abkommandiert wurden. Am 11. Februar 1765, dem 37. Geburtstag Carl Eugens, konnte tatsächlich die erste Aufführung in der Oper stattfinden. Um hochrangige Künstler aus ganz Europa an seinen Ludwigsburger Hof zu binden, zahlte Carl Eugen hohe Gagen. Allein für den aus Paris stammenden Ballett-Choreographen Jean Georges Noverre gab der Herzog so viel Geld wie für seine 12 000 Mann starke Armee aus. Vom Hof des Papstes warb Carl Eugen den italienischen Komponisten Niccollo Jommelli nach Ludwigsburg ab.
Einen Misserfolg erlitt jedoch die Familie Mozart in Ludwigsburg: Auf der Reise nach Mannheim und Paris machte sie Anfang Juli 1763 mit den Kindern Wolfgang Amadeus und Maria Anna in Ludwigsburg Station. Vater Leopold wollte seine Kinder dem Herzog vorspielen lassen. Dieser empfing die Familie jedoch nicht, da er zur Jagd nach Schloss Grafeneck aufgebrochen war. Die Familie übernachtete zwei Tage im Hotel Waldhorn, direkt gegenüber der Residenz gelegen.

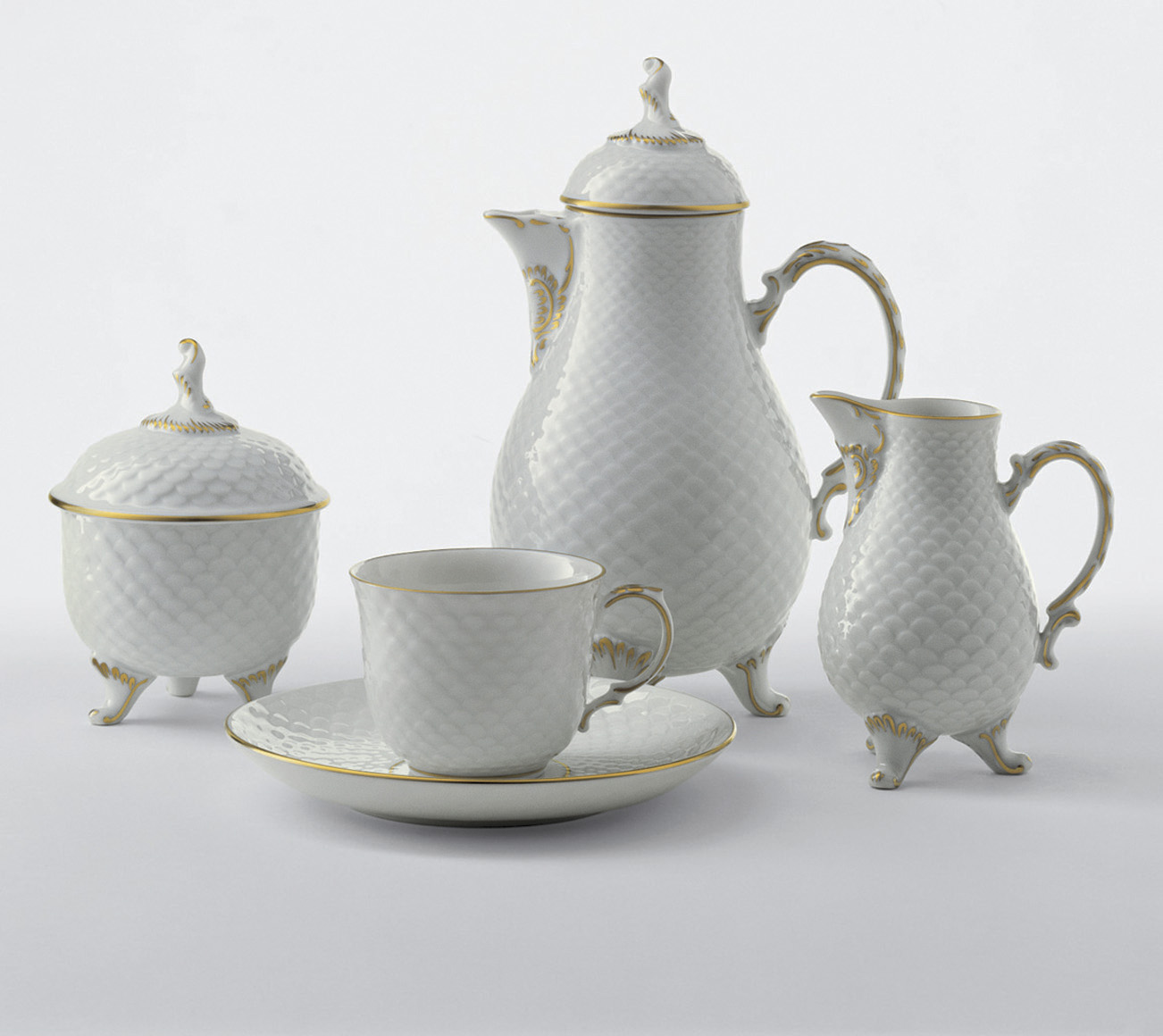
Ludwigsburger Porzellan: Mokkaservice mit Schuppenmuster

Die barocken Bauten wurden in Ludwigsburg unter Herzog Carl Eugen durch das Seeschloss Monrepos (Bauzeit: 1764–1768) ergänzt. Zum Schloss gelangten Carl Eugen und seine Gäste durch venezianische Gondeln. Nur vier Jahre nach Baubeginn ließ Carl Eugen die Bauarbeiten an seinem Landsitz einstellen, da sich sein Interesse bereits auf Schloss Solitude verlagerte.
Neben dem Hof förderte Carl Eugen ganz im Sinne der Aufklärung aber auch Bildungseinrichtungen in Ludwigsburg. Seine Hofbibliothek mit 100.000 Bänden wurde als erste öffentlich zugängliche Bibliothek im Herzogtum Württemberg eröffnet. Schon im Jahr 1758 gründete Carl Eugen mit Unterstützung von Joseph Jakob Ringler eine Porzellanmanufaktur in Ludwigsburg. Wirtschaftlich rentabel war die Manufaktur aber nicht, da Kaolin, ein Rohmaterial für die Porzellanherstellung, aus Passau herangekarrt werden musste. Der Transport des Rohmaterials durch mehrere Fürstentümer und Reichsstädte, an denen Zollabgaben verlangt wurden, verteuerte das Ludwigsburger Porzellan so weit, dass seine Herstellung ohne finanzielle Zuschüsse der württembergischen Herzöge nicht lebensfähig war.
Um sich den Blicken des Hofstaates zeitweilig entziehen zu können, forderte Carl Eugen die Einrichtung eines privaten Rückzugortes  im Residenzschloss. Im zweiten Obergeschoss des Neuen Corps de Logis schuf der französische Hofarchitekt Philippe de La Guêpière die sogenannten „Neuen Zimmer“ im zeitgenössischen Rokokostil. Viele der kostbaren Möbelstücke kaufte der Herzog während eines Aufenthaltes in Paris. Es entstand eine Enfilade bzw. Raumflucht bestehend aus einer Galerie, zwei Vorzimmern, einem Konzertsaal, einem Spielzimmer, zwei Kabinetten und einem Schlafzimmer. Carl Eugen vergnügte sich hier an Musik, geselligen Zusammenkünften in kleinem Kreis und Brettspielen wie Backgammon und Schach. Kurz nach der Fertigstellung ließ Carl Eugen jedoch schon wieder die Möbel für neue Schlossbauten wie dem Solitude ausräumen.
In Ludwigsburg stationierte Carl Eugen Teile seines stehenden Heeres. Von den im Jahr 1773 ansässigen über 11.000 Einwohnern gehörte mehr als die Hälfte der Garnison an. 
Im Jahr 1775 verlegte Carl Eugen die Residenz endgültig zurück nach Stuttgart. Dies geschah letztlich als Folge des sogenannten Erbvergleiches von 1770. Die württembergischen Landstände hatten den Herzog vor dem Reichshofrat in Wien angeklagt, da der württembergische Herzog seine rechtlichen Kompetenzen überschritten habe. Den Tübinger Vertrag von 1514, der die rechtlichen Befugnisse zwischen Herzog und Landständen aufteilte, habe der Herzog aus Sicht der Landstände verletzt. Der Reichshofrat gab den württembergischen Landständen Recht und zwang Carl Eugen, der absolutistisch regieren wollte, sich den in Stuttgart tagenden Landständen anzunähern. Der Umzug des Hofes nach Stuttgart war als symbolische Versöhnungsgeste des Herzogs konzipiert; für Ludwigsburg bedeute er allerdings einen erneuten Niedergang. Da viele Gebäude nach 1775 leer standen, die Parkanlagen verwilderten und auf den Straßen Unkraut wuchs, wurde Ludwigsburg von den Zeitgenossen spöttisch als „Grasburg“ bezeichnet. Dieser Zustand sollte bis zum Regierungsantritt von Herzog Friedrich II., dem späteren ersten König von Württemberg, anhalten.

#### Ludwigsburg unter König FriedrichII.

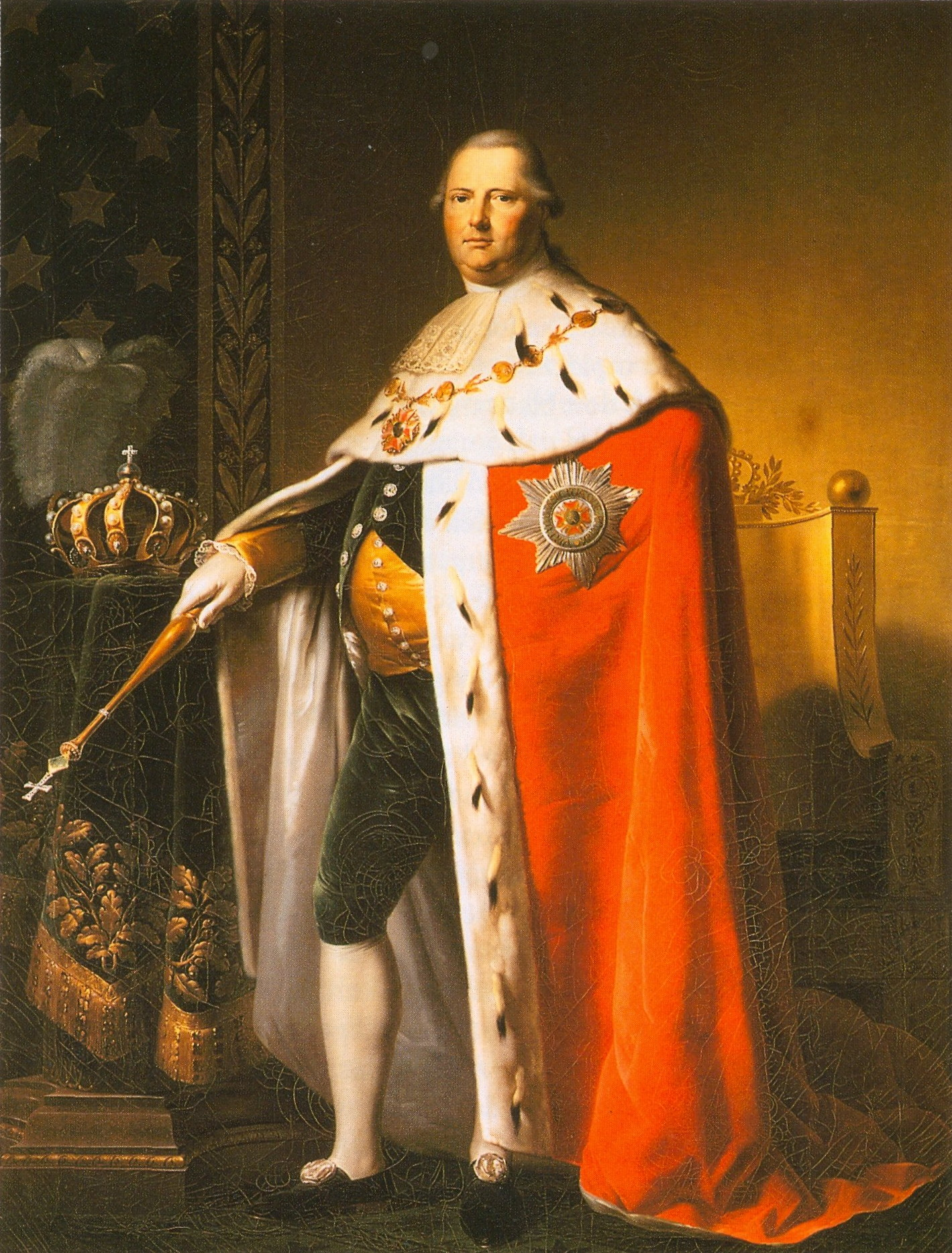
Friedrich I. (Regierungszeit: 1797–1816)

1797 erklärte Herzog Friedrich II. Ludwigsburg zur Sommerresidenz. Er ließ die Parkanlagen und vor allem das Residenzschloss von dem Hofarchitekten Nikolaus Friedrich von Thouret nach der neuesten Mode des Klassizismus umgestalten. Zwischen 1798 und 1804 ließ er die Gartenanlagen des Schlosses in einen Englischen Landschaftsgarten umgestalten. Unter Beibehaltung der Alleen als Gliederungselemente wurde bis zum Jahr 1800 – vermutlich unter maßgeblicher Planung von Friedrich selbst – im Südgarten ein großes Ovalbassin mit auf das Schloss zuführendem Kanal als „Epauletten-See“ angelegt. Der tiefe Graben östlich vom Residenzschloss bot den perfekten Standort für die romantische Emichsburg. Zeitgleich zur Gestaltung der Gartenanlagen wurden die Innenräume der Schlösser Favorite und Monrepos dem neuen Zeitgeschmack angepasst.
Ludwigsburg profitierte von der Neuordnung Europas durch Kaiser Napoleon I. Napoleons Pläne liefen darauf hinaus, durch starke Mittelstaaten wie Württemberg eine von Paris abhängige dritte Kraft zwischen Preußen und Österreich zu bilden. Die deutschen Mittelstaaten sollten in der Lage sein, Frankreich bei seinen Feldzügen wirksam zu unterstützen, andererseits sollte ihre Kraft nicht ausreichen, um wirkungsvoll etwas gegen Frankreich unternehmen zu können. 1803 wurde der württembergische Herzog zum Kurfürsten aufgewertet. Durch Säkularisation und Mediatisierung konnte Württemberg erhebliche Gebietsgewinne erzielen. Die Rangerhöhung, um die seine Vorgänger jahrhundertelang gekämpft hatten, ließ Friedrich im gleichen Jahr durch Innenarbeiten im Residenzschloss hervorheben.

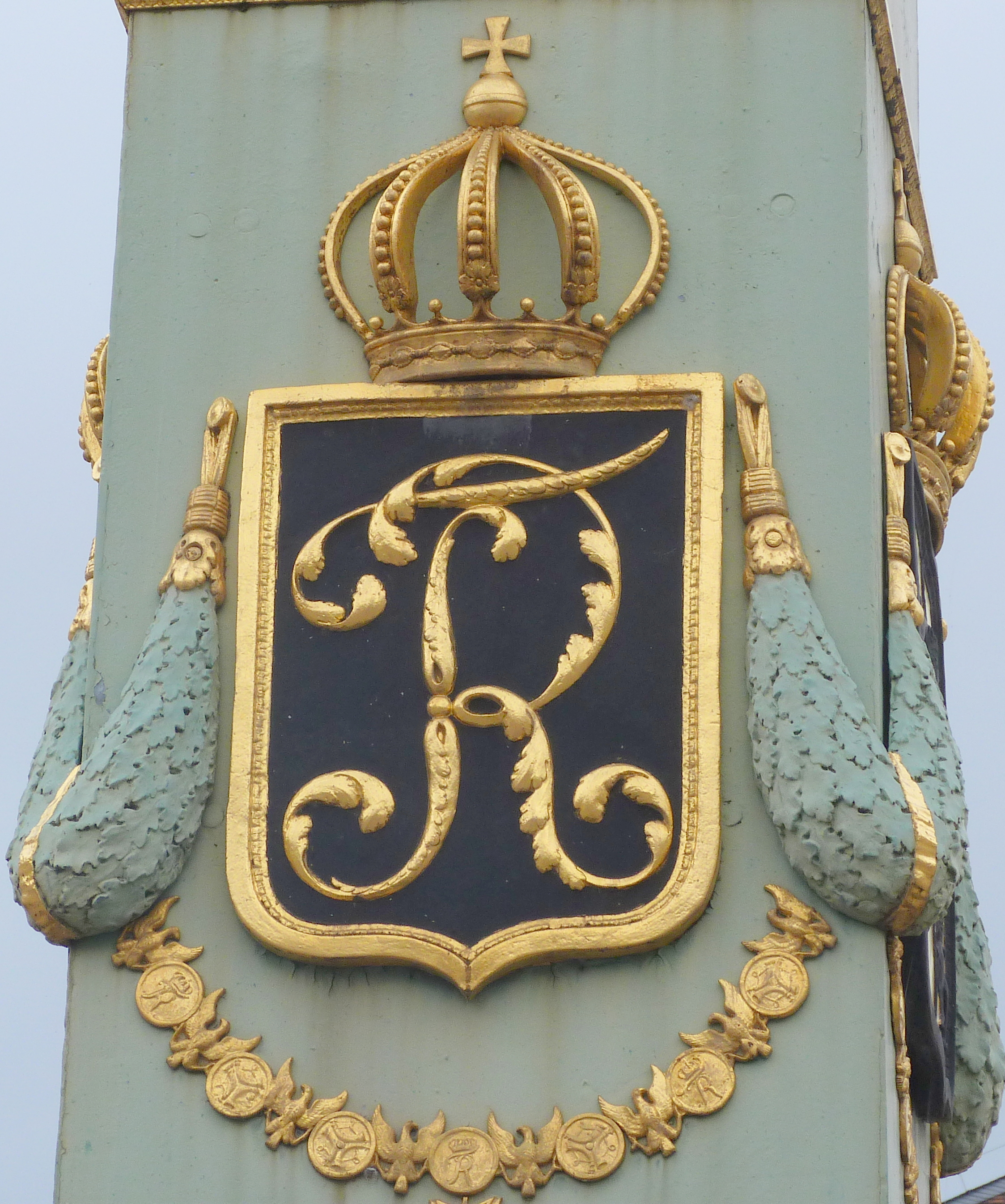
Zeichen der Königswürde: Das Monogramm Friedrichs auf dem Brunnen im Innenhof des Residenzschlosses

Die Arbeiten ruhten jedoch, als am 2. Oktober 1805 Napoleon mit großem Gefolge vor dem Residenzschloss erschien. Napoleon war im Zuge des Dritten Koalitionskrieges auf dem Weg zu seinen Truppen. Der württembergische Hof in Ludwigsburg steckte beim Erscheinen des ungebetenen Gastes noch mitten in den Festlichkeiten anlässlich der Hochzeit des Prinzen Paul von Württemberg, einem Sohn Friedrichs. Dennoch kam Friedrich beim Empfang Napoleons, diesem standesgemäß beim Verlassen der Kutsche entgegen. Mit großer Prachtentfaltung geleitete Friedrich den Kaiser in das Residenzschloss. Napoleon verhielt sich den höfischen Gepflogenheiten entsprechend galant und respektvoll, sodass er sogar die Sympathien der Kurfürstin Charlotte Mathilde gewann. Am 3. Oktober 1805 gelang es Napoleon in einem zähen eineinhalb Stunden andauernden Gespräch, das im Konferenzzimmer des Königs stattfand, ein Bündnis zwischen Frankreich und Württemberg abzuschließen. Friedrich, der Napoleon zunächst um die Anerkennung einer Neutralität bat, konnte sich dem Abkommen nicht verweigern, da Württemberg bereits weitgehend von französischen Truppen besetzt war. Friedrich erklärte sich gegenüber Napoleon bereit, ihm 8000 bis 10 000 Soldaten zu stellen. Im Gegenzug sicherte Napoleon Friedrich Rückendeckung bei der Entmachtung der württembergischen Landstände zu. Außerdem stellte Napoleon territoriale Gebietsgewinne für Württemberg in Aussicht. Württemberg, so Napoleon, sei für das Bündnis mit Frankreich nicht dazu gezwungen, aus dem Heiligen Römischen Reich auszutreten. In Briefen äußerte Napoleon später mehrfach Respekt für das selbstbewusste und intelligente Auftreten Friedrichs ihm gegenüber.
Auf Drängen Napoleons wurde Friedrich am 1. Januar 1806 zum König erhoben. Dieser neue Titel erforderte einen nochmal deutlich repräsentativeren Hof in Ludwigsburg. So wurde beispielsweise der Ordenssaal zum Thronsaal umgebaut. In dem Saal wird noch der Prozess der Säkularisierung sichtbar: Der aus Brokat und Seide bestehende Baldachin des Throns wurde aus konfiszierten Liturgiestoffen oberschwäbischer Klöster gewonnen, die dem Königreich Württemberg einverleibt wurden.
1812 wurde in Ludwigsburg das württembergische Heer für Napoleons Russlandfeldzug aufgestellt; aus ihm kehrten von 15.800 württembergischen Soldaten nur etwa 500 zurück.

### Neuere Stadtgeschichte
Seit dem 19. Jahrhundert waren in der Stadt jüdische Familien ansässig, die in der Alleenstraße an der Ecke zur Solitudestraße eine Synagoge erbauten und 1884 einweihten. Ihre Toten begruben sie seit 1870 auf dem Alten, seit 1904 auf dem Neuen jüdischen Friedhof, welche jeweils in unmittelbarer Nachbarschaft zum Alten bzw. Neuen städtischen Friedhof angelegt worden sind.
Am 5. Oktober 1846 fuhr der erste Zug in den neu errichteten Bahnhof Ludwigsburg ein. Zu der Zeit war dies die nördliche Endstation der Württembergischen Zentralbahn, jedoch schon 1848 reichten die Schienen der Württembergischen Staatsbahnen im Norden bis Heilbronn.
1921 wurde Ludwigsburg größte Garnison in Südwestdeutschland, deshalb erhielt die Stadt auch den Beinamen „Schwäbisches Potsdam“.
1926 wurde im Zuge des Baus der Nord-Süd-Leitung das Umspannwerk Hoheneck gebaut, das auch heute noch einen zentralen Knotenpunkt im Stromnetz Baden-Württembergs darstellt. 1935 wurde Ludwigsburg nach der Deutschen Gemeindeordnung zum Stadtkreis erklärt, gehörte aber weiterhin noch zum Oberamt bzw. ab 1938 zum Landkreis Ludwigsburg.

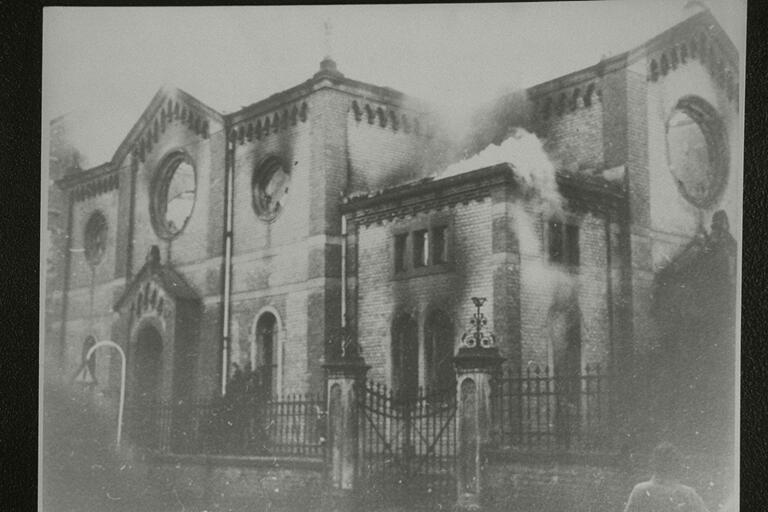
Brennende Synagoge 1938

Beim Novemberpogrom 1938 zerstörten SA-Männer die Ludwigsburger Synagoge. Ihr Grundriss wurde 1988 im Pflaster des heutigen Synagogenplatzes nachgebildet. Einige jüdische Bürger wurden verhaftet und in das Schutzhaftlager Welzheim und das KZ Dachau deportiert. Viele jüdische Bewohner übersiedelten nach Stuttgart und in andere Städte, einige emigrierten ins Ausland. Im Dezember 1941 wurden die verbliebenen Juden nach Baisingen umgesiedelt, von wo sie deportiert wurden. Mindestens 56 jüdische Bewohner wurden Opfer der „Endlösung“. Nachbildungen von Koffern mit den Namen von Ermordeten erinnern an die jüdischen Opfer der Shoa. Ein 1959 aufgestellter Gedenkstein mahnt zu Menschlichkeit und Recht. Die Max-Elsas-Straße und die Walter-Pintus-Straße erinnern an die jüdischen Ludwigsburger. Seit 2008 wurden etwa 100 „Stolpersteine“ als Erinnerung an die jüdischen Mitbürger verlegt. 1940 wurde der NS-Propagandafilm Jud Süß in Ludwigsburg gedreht.
Am 26. August 1939 wurde in Ludwigsburg die 260. Infanterie-Division als Großverband der deutschen Wehrmacht aufgestellt. Sie nahm im Zweiten Weltkrieg unter anderem am Westfeldzug und dem Unternehmen Barbarossa teil, ehe sie im Verlauf der Operation Bagration, dem sowjetischen Großangriff gegen die Heeresgruppe Mitte im Sommer 1944 im Kessel von Minsk, vernichtet wurde.
Im Zweiten Weltkrieg erlitt die Stadt im Vergleich zu anderen deutschen Städten nur mäßige Zerstörungen. Die Bevölkerung hatte 1.500 Tote zu beklagen. Durch Bombenabwürfe wurden in Ludwigsburg 140 Häuser völlig zerstört. Insgesamt wurde Ludwigsburg zu 2 % zerstört. Nach 1945 bestand das Internierungslager Ludwigsburg, von den Amerikanern Lager I.C.74 genannt, bis 1948. Außerdem waren 1945 in mehreren Ludwigsburger Kasernen (unter anderem in der Karlskaserne, der Jägerhofkaserne, der Arsenalkaserne) DP-Lager eingerichtet worden. Die Betreuung der Displaced Persons erfolgte zwischen August 1945 bis Ende Juli 1947 vermutlich durch die UNRAA.
Nach dem Krieg unterhielt die US-Armee etwa 45 Jahre lang am Rande der Stadt die große Garnison Pattonville mit einer US Army Highschool. In folgenden weiteren Einrichtungen waren US-Truppen stationiert: Flak-Kaserne, Karlskaserne, Coffey Barracks, Krabbenloch-Kaserne, Murphy Barracks, Valdez Barracks. 1956 nahm die Bundeswehr die Tradition als deutsche Garnisonsstadt wieder auf. Sie unterhielt in Ludwigsburg drei Kasernen: Luitpold-, Eberhard-Ludwig- und Jägerhofkaserne. 1994 gab die Bundeswehr den Standort auf.
1945 wurde Ludwigsburg unmittelbare Kreisstadt und mit Inkrafttreten der baden-württembergischen Gemeindeordnung am 1. April 1956 zur Großen Kreisstadt erklärt.
1957 ging zwischen dem Umspannwerk Ludwigsburg-Hoheneck und Rommerskirchen die erste 380-kV-Leitung in Deutschland in Betrieb.
Ab 1958 wurde die Zentrale Stelle der Landesjustizverwaltungen zur Aufklärung nationalsozialistischer Verbrechen in Ludwigsburg aufgebaut. 1966 wurde die Pädagogische Hochschule und die Staatliche Sportschule Ludwigsburg eingeweiht.
Am 9. September 1962 hielt der französische Staatspräsident Charles de Gaulle am letzten Tage seines Staatsbesuches seine Rede an die deutsche Jugend. Diese Ansprache vor 5000 Zuhörern im Schlosshof war ein Meilenstein in den deutsch-französischen Beziehungen.
Das Forum am Schlosspark wurde am 19. März 1988 eingeweiht.
2004 feierte das Residenzschloss Ludwigsburg seinen 300. Geburtstag mit der Eröffnung der Barockgalerie, des Modemuseums und des Keramikmuseums. Das Sinfonieorchester der Stadt Ludwigsburg gestaltete den musikalischen Rückblick mit Fürsten, Bürger und Soldaten und den oratorischen Szenen Tage des Mondes von Wolfram Graf. Chöre und Tanzensembles aus Ludwigsburg wirkten bei den Aufführungen mit. Nach 1996 und 2000 war dies die dritte große Ludwigsburger Kulturproduktion.

### Christliche Konfessionen

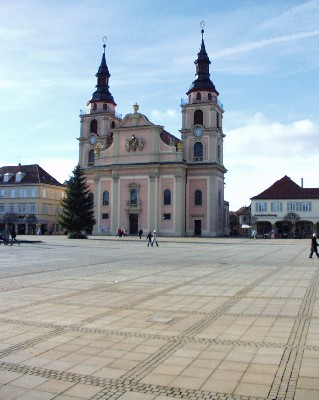
Evangelische Stadtkirche am Marktplatz. Evangelische und katholische Kirche stehen einander gegenüber.

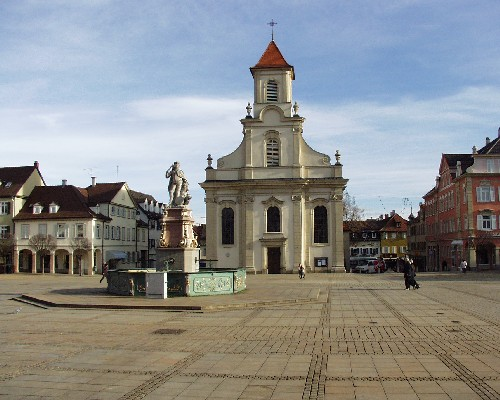
Katholische Pfarrkirche am Marktplatz. Ursprünglich Kirche der Reformierten Gemeinde. Im Vordergrund Marktbrunnen mit Statue des Stadtgründers Eberhard Ludwig.

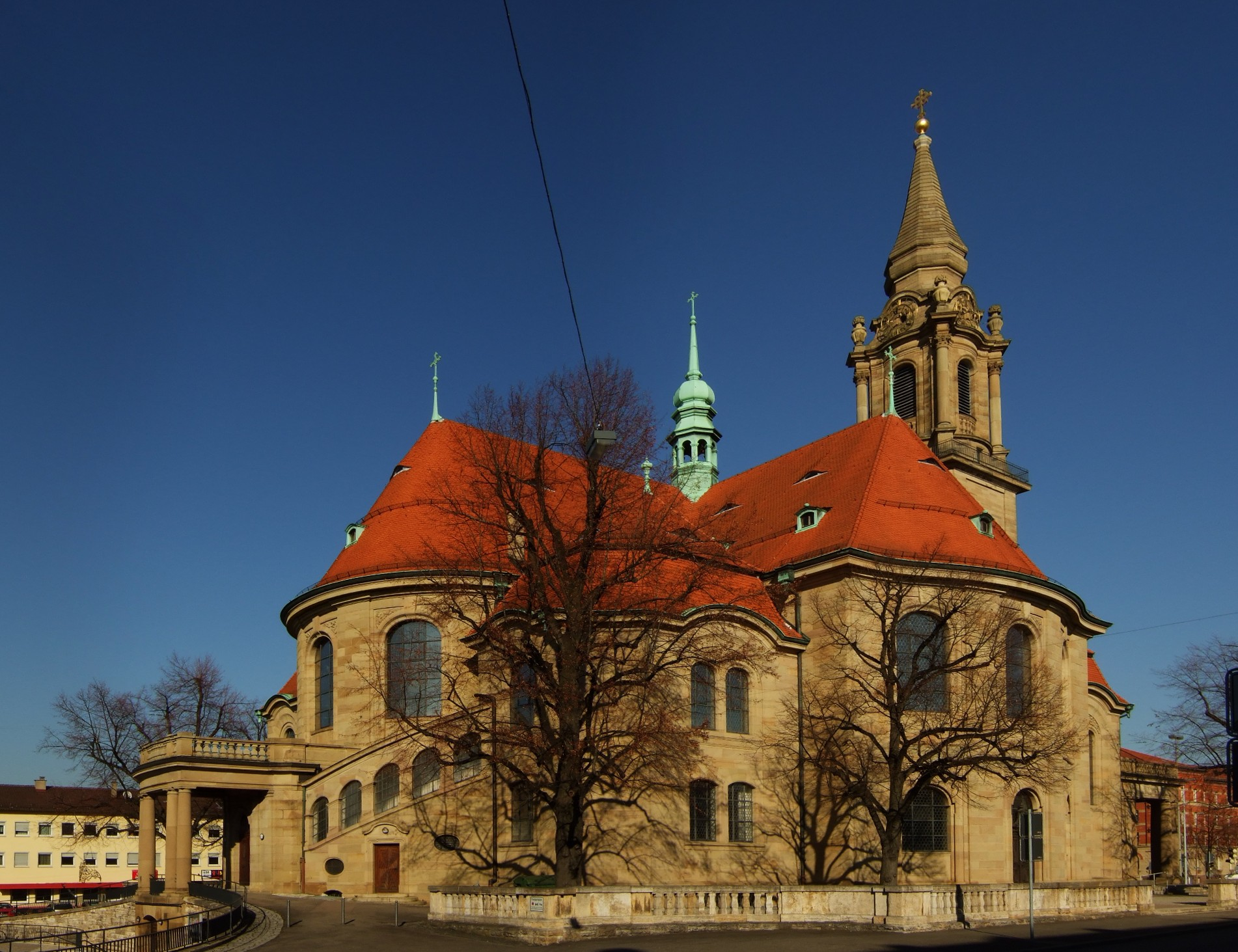
Evangelische Friedenskirche am Karlsplatz

Das Gebiet der heutigen Stadt Ludwigsburg gehörte ursprünglich überwiegend zum Bistum Konstanz (Archidiakonat vor dem Wald), Eglosheim jedoch zum Bistum Speyer (Archidiakonat zur Hl. Dreifaltigkeit). Wie in ganz Württemberg wurde auch im Raum Ludwigsburg ab 1534 die Reformation eingeführt, infolgedessen das Gebiet über viele Jahrhunderte überwiegend protestantisch war. Die ersten evangelischen Bewohner der Stadt Ludwigsburg waren zunächst den Kirchengemeinden Oßweil und Eglosheim zugeordnet. 1711 wurde Ludwigsburg eine eigene Pfarrei, und 1718 wurde sie anstelle von Markgröningen Sitz des Superintendenten (Dekans). Doch erst 1726, nach Fertigstellung der evangelischen Stadtkirche, hatte die junge Gemeinde auch ein eigenes Gotteshaus. Auch den zugewanderten reformierten Gemeindegliedern wurde zunächst von Herzog Eberhard Ludwig eine eigene Kirche versprochen und als solche auch mit dem Bau gegenüber der evangelischen Stadtkirche begonnen. Nach der Fertigstellung 1781 wurde diese jedoch als lutherische Garnisonkirche eingeweiht. 1823 wurden die reformierten Gemeindeglieder in die (lutherische) Landeskirche Württembergs eingegliedert. 1903 wurde die neue Garnisonskirche (die heutige Friedenskirche) erbaut.
Im 20. Jahrhundert entstanden aufgrund starken Anwachsens der protestantischen Gemeinde fünf weitere Kirchengemeinden beziehungsweise Kirchen und zwar die Auferstehungskirche (1934), die Erlöserkirche (1936), die Martinskirche (1954), die Paul-Gerhardt-Kirche (1958) und die Kreuzkirche (1964). Es bilden alle sieben Kirchengemeinden zusammen mit der Kirchengemeinde Pflugfelden die Gesamtkirchengemeinde Ludwigsburg. Weitere Kirchengemeinden im Stadtgebiet Ludwigsburg sind Eglosheim, Hoheneck, Neckarweihingen, Oßweil und Poppenweiler. Sie alle gehören zum Kirchenbezirk bzw. Dekanat Ludwigsburg innerhalb der Evangelischen Landeskirche in Württemberg. Ludwigsburg war zwischen 1823 und 1956 sowie zwischen 1992 und 2003 auch Sitz einer Prälatur.
Schon seit der Stadtgründung gab es in Ludwigsburg auch Katholiken. Es waren vor allem italienische Künstler und Bauarbeiter am Schloss. Ab 1725 konnten sie in Privathäusern ihre Gottesdienste feiern. Der katholische württembergische Herzog Carl Alexander ließ 1733 die Schlosskapelle in ein katholisches Gotteshaus umwandeln. Doch waren beide Konfessionen erst ab 1806 gleichberechtigt. 1807 entstand eine katholische Garnisonsgemeinde. Ab 1810 konnten die Katholiken in der Garnisonskirche, die seitdem simultan genutzt wurde, ihre Gottesdienste halten. Nach dem Neubau der Garnisonskirche 1903 (der heutigen Friedenskirche, die inzwischen evangelisch ist) wurde die bisherige Garnisonskirche vollständig den Katholiken überlassen. Diese richteten dort die heutige Stadtpfarrkirche Zur heiligsten Dreieinigkeit ein. Ludwigsburg wurde 1949 Sitz eines Dekanats innerhalb des Bistums Rottenburg-Stuttgart. Die 1960 gegründete Pfarrei St. Johann Baptist in der Weststadt (Kirche von 1959) und die 1962 gegründete Pfarrei St. Thomas Morus in Eglosheim (Kirche von 1955) haben sich 2016 zur neuen Pfarrei St. Thomas und Johannes zusammengeschlossen. Zusammen bilden die 5 Pfarreien Zur heiligsten Dreieinigkeit in der Innenstadt mit der 1969 gegründeten Pfarrei St. Elisabeth in Grünbühl (Kirche von 1965), der 1973 gegründeten Pfarrei Auferstehung Christi in Neckarweihingen, der 1974 gegründeten Pfarrei St. Paulus Ludwigsburg, sowie der neuen Pfarrei St. Thomas und Johannes seit 2014 die Seelsorgeeinheit Katholische Kirche Ludwigsburg und die Katholische Gesamtkirchengemeinde Ludwigsburg.
Neben diesen beiden Kirchen gibt es in Ludwigsburg auch Freikirchen, darunter zwei Evangelisch-methodistische Kirchen (Christuskirche und Erlöserkirche), eine Evangelisch-Freikirchliche Gemeinden (Baptisten), die sich in der Versöhnungskirche trifft, eine Freie evangelische Gemeinde (FeG), seit 2006 die Venue Church Ludwigsburg (ebenfalls eine evangelische Freikirche), eine Evangelische Täufergemeinde (gehört zum Bund Evangelischer Täufergemeinden), eine Gemeinde der Volksmission entschiedener Christen, eine Gemeinde der Siebenten-Tags-Adventisten und das Lighthouse (Biblisches Glaubenszentrum e. V.). Ferner haben der landeskirchliche altpietistische Gemeinschaftsverband und der Süddeutsche Gemeinschaftsverband Gemeinden in Ludwigsburg.
Auch die Neuapostolische Kirche ist mit mehreren Kirchen in Ludwigsburg vertreten sowie die Kirche Jesu Christi der Heiligen der Letzten Tage.

### Konfessionsstatistik
Laut der Volkszählung 2011 waren 34,4 % der Einwohner evangelisch, 23,3 % römisch-katholisch und 42,3 % waren konfessionslos, gehörten einer anderen Religionsgemeinschaft an oder machten keine Angabe. Der Anteil der evangelischen und katholischen Kirchenmitglieder an der Gesamtbevölkerung ist seitdem jährlich um 1 Prozentpunkt gesunken. Gemäß dem Zensus 2022 waren 26,7 % der Einwohner evangelisch, 19,1 % katholisch, und 54,2 % waren konfessionslos, gehörten einer anderen Glaubensgemeinschaft an oder machten keine Angabe.

### Einwohnerentwicklung

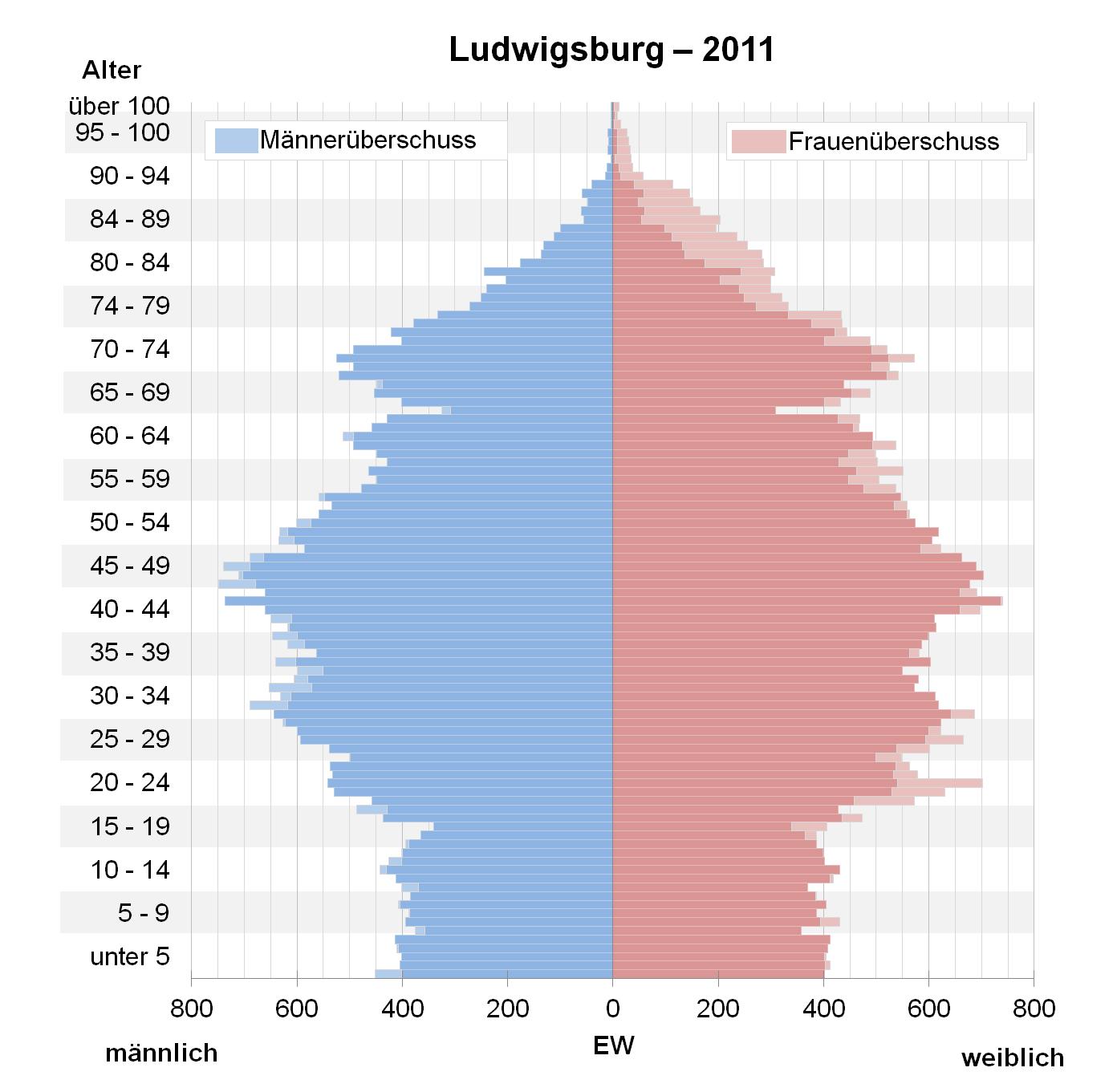
Bevölkerungspyramide für Ludwigsburg (Datenquelle: Zensus 2011)

Mit dem Beginn der Industrialisierung im 19. Jahrhundert wuchs die Bevölkerung der Stadt sehr schnell. Lebten 1803 erst 5.000 Menschen in Ludwigsburg, so waren es 1900 bereits rund 20.000.
Bis 1939 verdoppelte sich diese Zahl auf 44.000. Im Zweiten Weltkrieg starben 1.500 Menschen. Ludwigsburg erlitt im Vergleich zu anderen deutschen Städten nur mäßige Zerstörungen. Die Einwohnerzahl sank auf 39.000 im Dezember 1945. Danach wuchs die Bevölkerung der Stadt weiter stark. Am 30. Juni 2005 betrug die Amtliche Einwohnerzahl für Ludwigsburg nach Fortschreibung des Statistischen Landesamtes Baden-Württemberg 87.703 (nur Hauptwohnsitze und nach Abgleich mit den anderen Landesämtern).
Die folgende Übersicht zeigt die Einwohnerzahlen nach dem jeweiligen Gebietsstand. Bis 1833 handelt es sich meist um Schätzungen, danach um Volkszählungsergebnisse (¹) oder amtliche Fortschreibungen des Statistischen Landesamtes. Die Angaben beziehen sich ab 1871 auf die „Ortsanwesende Bevölkerung“, ab 1925 auf die Wohnbevölkerung und seit 1987 auf die „Bevölkerung am Ort der Hauptwohnung“. Vor 1871 wurde die Einwohnerzahl nach uneinheitlichen Erhebungsverfahren ermittelt.
| Jahr           | Einwohner |
| -------------- | --------- |
| 1718           | 600       |
| 1726           | 2.442     |
| 1774           | 11.607    |
| 1803           | 5.248     |
| 3. Dez. 1843 ¹ | 10.726    |
| 1. Dez. 1871 ¹ | 11.785    |
| 1. Dez. 1875 ¹ | 13.800    |
| 1. Dez. 1880 ¹ | 14.700    |
| 1. Dez. 1885 ¹ | 16.187    |
| 1. Dez. 1890 ¹ | 17.418    |
| 2. Dez. 1895 ¹ | 19.311    |
| 1. Dez. 1900 ¹ | 19.436    |
| 1. Dez. 1905 ¹ | 22.585    |
| 1. Dez. 1910 ¹ | 24.926    |

| Jahr             | Einwohner |
| ---------------- | --------- |
| 1. Dez. 1916 ¹   | 19.377    |
| 5. Dez. 1917 ¹   | 19.206    |
| 8. Okt. 1919 ¹   | 23.303    |
| 16. Juni 1925 ¹  | 28.861    |
| 16. Juni 1933 ¹  | 34.135    |
| 17. Mai 1939 ¹   | 43.505    |
| 31. Dez. 1945    | 38.804    |
| 29. Okt. 1946 ¹  | 49.635    |
| 13. Sept. 1950 ¹ | 58.489    |
| 25. Sept. 1956 ¹ | 69.535    |
| 6. Juni 1961 ¹   | 73.512    |
| 31. Dez. 1965    | 76.555    |
| 27. Mai 1970 ¹   | 78.019    |
| 31. Dez. 1975    | 83.622    |

| Jahr           | Einwohner |
| -------------- | --------- |
| 31. Dez. 1980  | 81.589    |
| 31. Dez. 1985  | 76.973    |
| 25. Mai 1987 ¹ | 78.884    |
| 31. Dez. 1990  | 82.343    |
| 31. Dez. 1995  | 86.810    |
| 31. Dez. 2000  | 86.897    |
| 31. Dez. 2005  | 87.673    |
| 31. Dez. 2010  | 87.735    |
| 9. Mai 2011 ¹  | 86.139    |
| 31. Dez. 2015  | 92.973    |
| 31. Dez. 2016  | 93.035    |
| 31. Dez. 2017  | 93.593    |
| 31. Dez. 2020  | 93.358    |

¹ Volkszählungsergebnis

### Eingemeindungen
Folgende Gemeinden beziehungsweise Siedlungen wurden nach Ludwigsburg eingegliedert:
| - 1901: Eglosheim - 1903: Pflugfelden - 1906: Weiler Salon und Karlshöhe (von Kornwestheim) - 1922: Oßweil | - 1926: Hoheneck - 1956: Siedlung Grünbühl (von Kornwestheim) - 1. Januar 1974: Neckarweihingen - 1. Januar 1975: Poppenweiler |

## Politik

### Gemeinderat
Der Gemeinderat der Stadt Ludwigsburg besteht aus 40 gewählten ehrenamtlichen Gemeinderäten (Stadträten) sowie dem Oberbürgermeister als Vorsitzendem. Der Oberbürgermeister ist im Gemeinderat stimmberechtigt. Die Gemeinderäte wurden zuletzt bei der Kommunalwahl am 9. Juni 2024 gewählt. Die Wahl führte zu folgendem vorläufigen Ergebnis:
| Parteien und Wählergemeinschaften | Parteien und Wählergemeinschaften           | % 2024  | Sitze 2024 | Kommunalwahl 2024 %3020100 22,5921,5015,0513,378,064,443,252,239,51 GrüneCDUFWSPDFDPLinkeVielfaltLUBUAfDGewinne und Verlusteim Vergleich zu 2019 %p 10 8 6 4 2 0 −2 −4 −6−5,10+2,39−2,70−1,46−0,80−0,85−0,07−0,30+9,51GrüneCDUFWSPDFDPLinkeVielfaltLUBUAfD |
| Grüne                             | Bündnis 90/Die Grünen                       | 22,59   | 9          | Kommunalwahl 2024 %3020100 22,5921,5015,0513,378,064,443,252,239,51 GrüneCDUFWSPDFDPLinkeVielfaltLUBUAfDGewinne und Verlusteim Vergleich zu 2019 %p 10 8 6 4 2 0 −2 −4 −6−5,10+2,39−2,70−1,46−0,80−0,85−0,07−0,30+9,51GrüneCDUFWSPDFDPLinkeVielfaltLUBUAfD |
| CDU                               | Christlich Demokratische Union Deutschlands | 21,50   | 9          | Kommunalwahl 2024 %3020100 22,5921,5015,0513,378,064,443,252,239,51 GrüneCDUFWSPDFDPLinkeVielfaltLUBUAfDGewinne und Verlusteim Vergleich zu 2019 %p 10 8 6 4 2 0 −2 −4 −6−5,10+2,39−2,70−1,46−0,80−0,85−0,07−0,30+9,51GrüneCDUFWSPDFDPLinkeVielfaltLUBUAfD |
| FW                                | Freie Wähler Ludwigsburg                    | 15,05   | 6          | Kommunalwahl 2024 %3020100 22,5921,5015,0513,378,064,443,252,239,51 GrüneCDUFWSPDFDPLinkeVielfaltLUBUAfDGewinne und Verlusteim Vergleich zu 2019 %p 10 8 6 4 2 0 −2 −4 −6−5,10+2,39−2,70−1,46−0,80−0,85−0,07−0,30+9,51GrüneCDUFWSPDFDPLinkeVielfaltLUBUAfD |
| SPD                               | Sozialdemokratische Partei Deutschlands     | 13,37   | 5          | Kommunalwahl 2024 %3020100 22,5921,5015,0513,378,064,443,252,239,51 GrüneCDUFWSPDFDPLinkeVielfaltLUBUAfDGewinne und Verlusteim Vergleich zu 2019 %p 10 8 6 4 2 0 −2 −4 −6−5,10+2,39−2,70−1,46−0,80−0,85−0,07−0,30+9,51GrüneCDUFWSPDFDPLinkeVielfaltLUBUAfD |
| FDP                               | Freie Demokratische Partei                  | 8,06    | 3          | Kommunalwahl 2024 %3020100 22,5921,5015,0513,378,064,443,252,239,51 GrüneCDUFWSPDFDPLinkeVielfaltLUBUAfDGewinne und Verlusteim Vergleich zu 2019 %p 10 8 6 4 2 0 −2 −4 −6−5,10+2,39−2,70−1,46−0,80−0,85−0,07−0,30+9,51GrüneCDUFWSPDFDPLinkeVielfaltLUBUAfD |
| Linke                             | Die Linke                                   | 4,44    | 2          | Kommunalwahl 2024 %3020100 22,5921,5015,0513,378,064,443,252,239,51 GrüneCDUFWSPDFDPLinkeVielfaltLUBUAfDGewinne und Verlusteim Vergleich zu 2019 %p 10 8 6 4 2 0 −2 −4 −6−5,10+2,39−2,70−1,46−0,80−0,85−0,07−0,30+9,51GrüneCDUFWSPDFDPLinkeVielfaltLUBUAfD |
| Vielfalt                          | Bündnis der Vielfalt                        | 3,25    | 1          | Kommunalwahl 2024 %3020100 22,5921,5015,0513,378,064,443,252,239,51 GrüneCDUFWSPDFDPLinkeVielfaltLUBUAfDGewinne und Verlusteim Vergleich zu 2019 %p 10 8 6 4 2 0 −2 −4 −6−5,10+2,39−2,70−1,46−0,80−0,85−0,07−0,30+9,51GrüneCDUFWSPDFDPLinkeVielfaltLUBUAfD |
| LUBU                              | Liste Unabhängiger Bürgerinnen Und Bürger   | 2,23    | 1          | Kommunalwahl 2024 %3020100 22,5921,5015,0513,378,064,443,252,239,51 GrüneCDUFWSPDFDPLinkeVielfaltLUBUAfDGewinne und Verlusteim Vergleich zu 2019 %p 10 8 6 4 2 0 −2 −4 −6−5,10+2,39−2,70−1,46−0,80−0,85−0,07−0,30+9,51GrüneCDUFWSPDFDPLinkeVielfaltLUBUAfD |
| AfD                               | Alternative für Deutschland                 | 9,51    | 4          | Kommunalwahl 2024 %3020100 22,5921,5015,0513,378,064,443,252,239,51 GrüneCDUFWSPDFDPLinkeVielfaltLUBUAfDGewinne und Verlusteim Vergleich zu 2019 %p 10 8 6 4 2 0 −2 −4 −6−5,10+2,39−2,70−1,46−0,80−0,85−0,07−0,30+9,51GrüneCDUFWSPDFDPLinkeVielfaltLUBUAfD |
| Gesamt                            | Gesamt                                      | 100 %   | 40         | Kommunalwahl 2024 %3020100 22,5921,5015,0513,378,064,443,252,239,51 GrüneCDUFWSPDFDPLinkeVielfaltLUBUAfDGewinne und Verlusteim Vergleich zu 2019 %p 10 8 6 4 2 0 −2 −4 −6−5,10+2,39−2,70−1,46−0,80−0,85−0,07−0,30+9,51GrüneCDUFWSPDFDPLinkeVielfaltLUBUAfD |
| Wahlbeteiligung                   | Wahlbeteiligung                             | 59,34 % | 59,34 %    | Kommunalwahl 2024 %3020100 22,5921,5015,0513,378,064,443,252,239,51 GrüneCDUFWSPDFDPLinkeVielfaltLUBUAfDGewinne und Verlusteim Vergleich zu 2019 %p 10 8 6 4 2 0 −2 −4 −6−5,10+2,39−2,70−1,46−0,80−0,85−0,07−0,30+9,51GrüneCDUFWSPDFDPLinkeVielfaltLUBUAfD |

Die Kommunalwahlen 2019 und 2014 führten zu folgenden Ergebnissen:
| Parteien und Wählergemeinschaften | Parteien und Wählergemeinschaften           | % 2019  | Sitze 2019 | % 2014  | Sitze 2014 |
| --------------------------------- | ------------------------------------------- | ------- | ---------- | ------- | ---------- |
| Grüne                             | Bündnis 90/Die Grünen                       | 27,69   | 11         | 19,87   | 8          |
| CDU                               | Christlich Demokratische Union Deutschlands | 24,88   | 8          | 26,72   | 11         |
| FW                                | Freie Wähler Ludwigsburg                    | 17,75   | 7          | 17,64   | 7          |
| SPD                               | Sozialdemokratische Partei Deutschlands     | 14,83   | 6          | 18,52   | 8          |
| FDP                               | Freie Demokratische Partei                  | 8,86    | 4          | 5,98    | 2          |
| Linke                             | Die Linke                                   | 5,29    | 2          | 5,20    | 2          |
| Vielfalt                          | Bündnis der Vielfalt                        | 3,32    | 1          | –       | –          |
| LUBU                              | Liste Unabhängiger Bürgerinnen Und Bürger   | 2,53    | 1          | 3,37    | 1          |
| REP                               | Die Republikaner                            | –       | –          | 1,78    | 1          |
| Graue                             | Graue Panther                               | 0,62    | –          | 0,92    | –          |
| Gesamt                            | Gesamt                                      | 100 %   | 40         | 100 %   | 40         |
| Wahlbeteiligung                   | Wahlbeteiligung                             | 56,12 % | 56,12 %    | 44,62 % | 44,62 %    |

### Bürgermeister
Die Stadtoberhäupter seit 1720:

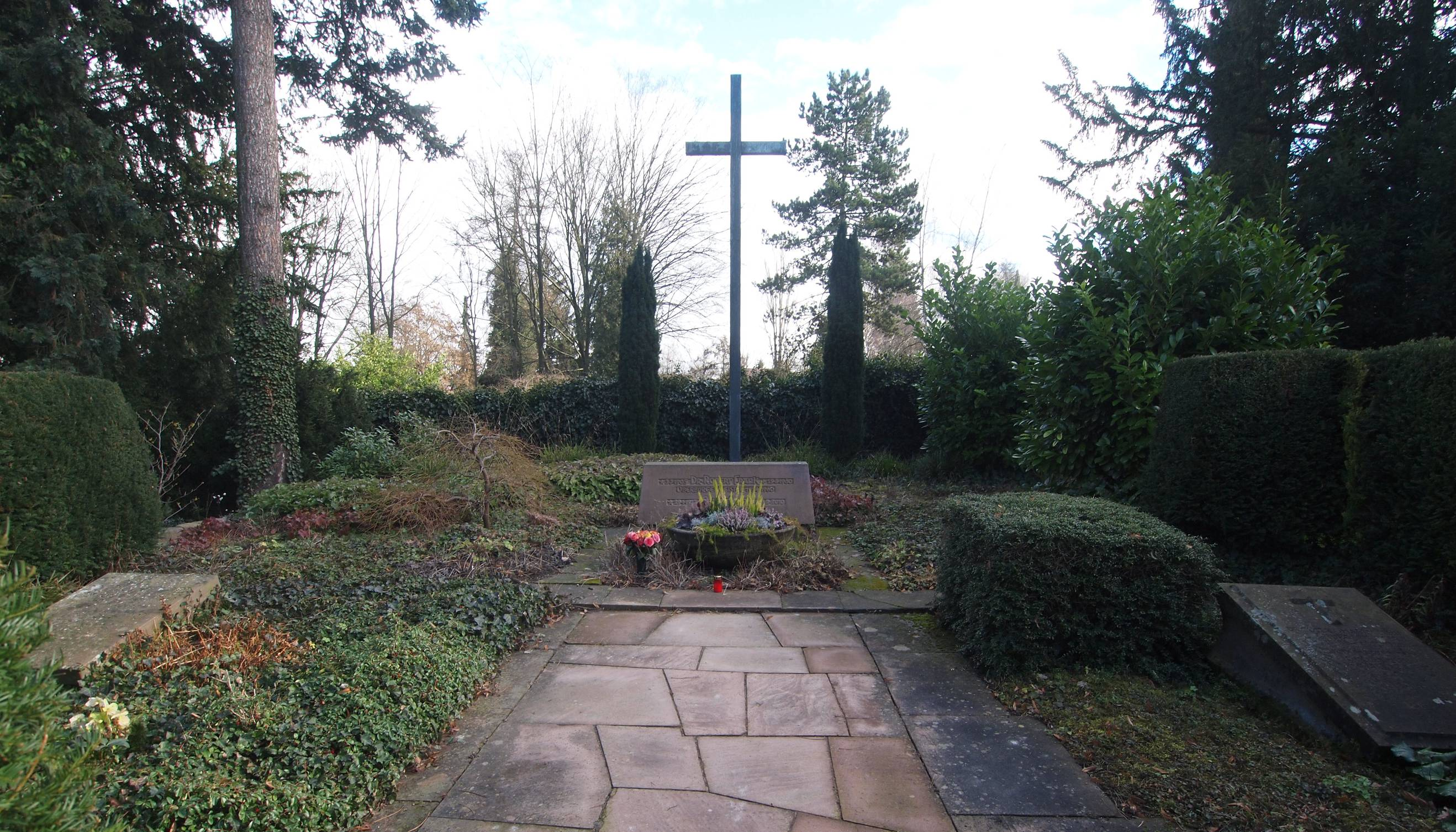
Gräber einiger Bürgermeister auf dem neuen Friedhof

An der Spitze der Stadt stand im 18. Jahrhundert ein rechtskundiger Bürgermeister, dem zwei weitere zur Seite standen. Ferner gab es einen Stadtschreiber. Eine einheitliche Vertretung der Bürgerschaft gab es erst ab 1819. In jener Zeit trug das Stadtoberhaupt die Amtsbezeichnung Stadtschultheiß, von denen die meisten den Ehrentitel Oberbürgermeister verliehen bekamen. Dieser wurde vom Gemeinderat und vom Bürgerausschuss gewählt. Wie bei allen Großen Kreisstädten in Baden-Württemberg ist Oberbürgermeister die generelle amtliche Bezeichnung des Stadtoberhaupts. Dieses wird von den Wahlberechtigten auf acht Jahre direkt gewählt. Der Oberbürgermeister ist Vorsitzender des Gemeinderats. Seine allgemeinen Stellvertreter sind der 1. Beigeordnete mit der Amtsbezeichnung Erster Bürgermeister und der weitere Beigeordnete mit der Amtsbezeichnung Bürgermeister.
| - 1720–1739: Johann Wilhelm Wildt - 1741–1755: Jacob Friedrich Kornbeck - 1755–1785: Georg Thomas Schönleber - 1786–1792: Johannes Bunz - 1792–1796: Johann Georg Kerner - 1796–1805: Christian Friedrich Baz - 1805–1817: Johannes Bunz - 1819–1840: Gottfried Heinrich von Preyß - 1840–1864: Karl Friedrich Bunz - 1864–1897: Heinrich von Abel - 1897–1926: Gustav Hartenstein | - 1927–1930: Erich Schmid - 1931–1945: Karl Frank (ab 1937: NSDAP) - 1946–1954: Elmar Doch - 1954–1960: Robert Frank - 1960–1968: Anton Saur - 1968–1984: Otfried Ulshöfer - 1984–1995: Hans Jochen Henke (CDU) - 1995–2003: Christof Eichert - 2003–2019: Werner Spec - seit 2019: Matthias Knecht |

### Wappen und Flagge

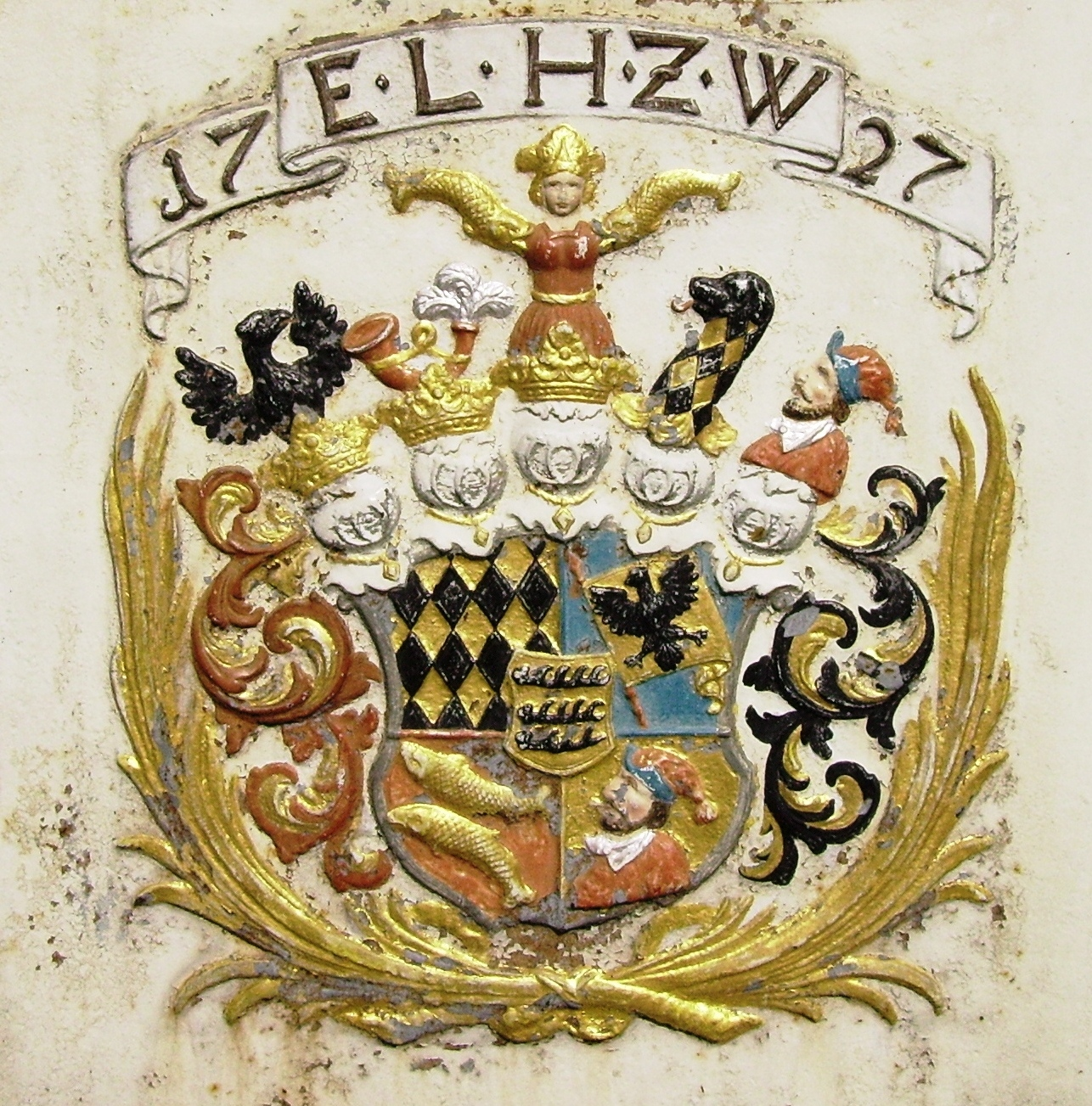
Herzogswappen ab 1705: nicht nur mit Reichssturmfahne, sondern nun auch mit Helmzier für die Grafschaft Grüningen (Grafenkrone mit Reichsadler)

| Wappen von Ludwigsburg | Blasonierung: „In Blau an schrägem roten Fahnenstock mit goldener Spitze die goldene Reichssturmfahne, darin ein rot bewehrter und rot bezungter schwarzer Adler.“ |
| Wappen von Ludwigsburg | Wappenbegründung: Das Wappen wurde der Stadt von Herzog Eberhard Ludwig von Württemberg kurz nach Verleihung der Stadtrechte am 3. September 1718 verliehen. Für die Wahl des Motivs können mehrere Gründe eine Rolle gespielt haben: Burg und Stadt Grüningen, seither Markgröningen, waren im Mittelalter ein Reichslehen, das mit dem Amt des Reichssturmfähnrichs verknüpft und seit 1336 erblich dem Haus Württemberg verliehen war. Zum Ausdruck dieser Amtswürde wurde die Reichssturmfahne 1495 Bestandteil des herzoglichen-württembergischen Wappens. Wenige Jahre vor der Gründung Ludwigsburgs hatte Herzog Eberhard Ludwig dieses für die angestrebte Kurwürde mittlerweile wieder bedeutungsvolle Reichsamt gegen Ansprüche der Herzöge von Braunschweig-Lüneburg verteidigt und schließlich die Fahne vom obsoleten Markgröninger ins Ludwigsburger Residenzschloss geholt. Das Stadtwappen spielt damit auf die Funktion als herzogliche Residenz und den Aufbewahrungsort der Reichssturmfahne an. Dabei wurde Ludwigsburg auch Sitz des bisherigen Amts Grüningen, womit die Ablösung Markgröningens durch Ludwigsburg unterstrichen wurde. Das Amt Grüningen wurde jedoch nach andauernden Protesten in vermindertem Umfang wiederhergestellt, um 1806 dann endgültig ins Oberamt Ludwigsburg integriert zu werden. |

Die Stadtflagge Ludwigsburgs ist schwarz-gelb und wird seit etwa 1750 geführt.

### Städtepartnerschaften

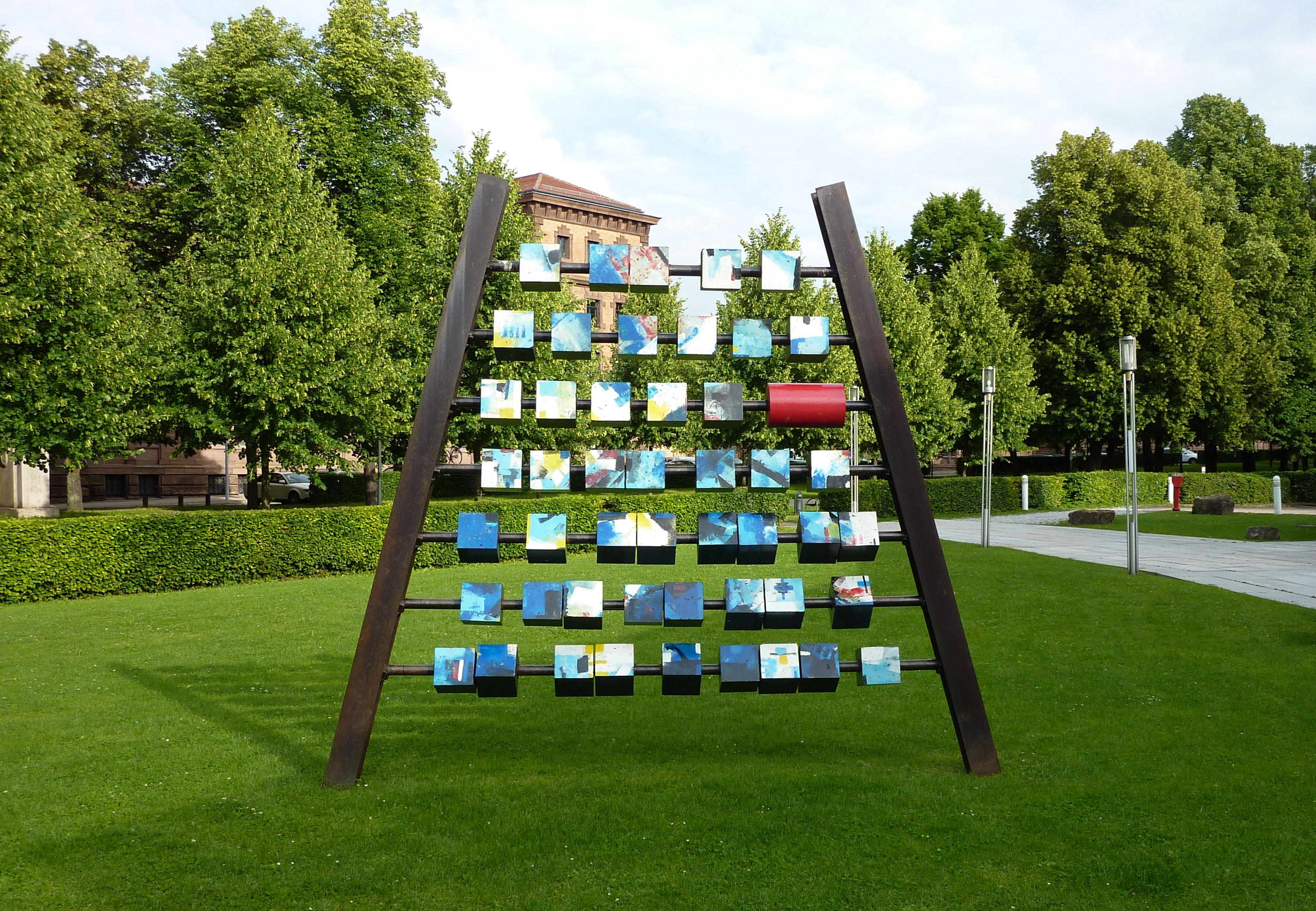
Der Abakus vor dem Forum im Schlosspark wurde im Sinne der Städtepartnerschaft in Europa im Jahr 2000 realisiert.

Ludwigsburg unterhält seit 1950 eine Partnerschaft mit dem französischen Montbéliard. Die Stadt gehörte bis 1796 zum Herzogtum Württemberg. Es war der erste Abschluss einer deutsch-französischen Städtepartnerschaft. Weitere Partnerschaften bestehen mit dem walisischen Caerphilly (seit 1960), mit Jewpatorija (seit 1990) in der (Autonomen) Republik Krim, mit dem amerikanischen Saint Charles (seit 1995), mit dem tschechischen Nový Jičín (seit 2012) und dem italienischen Bergamo (seit 2022).

### Patenschaften
1962 wurde die Patenschaft für die vertriebenen Sudetendeutschen aus dem Kuhländchen übernommen. Die nach dem Fall des Eisernen Vorhangs (ab 1990) immer besser werdenden Kontakte der Vertriebenen zu ihrer früheren Heimat führten im Jahr 2012 zu der Städtepartnerschaft zur Stadt Nový Jičín (früher: Neutitschein) in Tschechien/Mähren.

## Wirtschaft und Infrastruktur
Im Zukunftsatlas 2016 belegte der Landkreis Ludwigsburg Platz 12 von 402 Landkreisen, Kommunalverbänden und kreisfreien Städten in Deutschland und zählt damit zu den Regionen mit „sehr hohen Zukunftschancen“.

### Verkehr

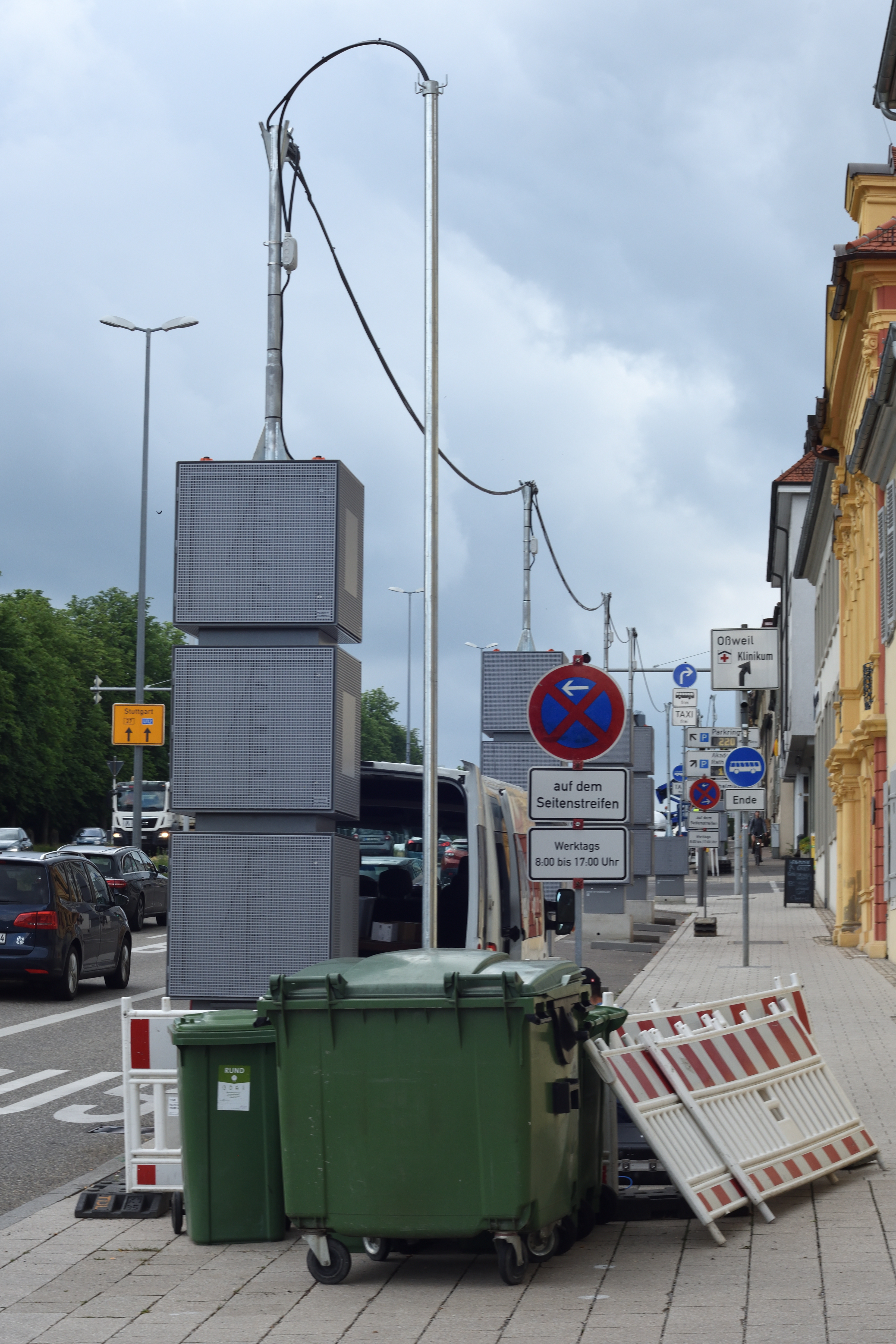
Luftfilter an der B 27

#### Straßenverkehr
Ludwigsburg ist über die Anschlussstellen Ludwigsburg-Nord und Ludwigsburg-Süd der Autobahn A 81 zu erreichen. An der AS LB-Nord gibt es aus Richtung Stuttgart eine zweistreifige, direkt geführte Zufahrt auf die B 27 in Richtung Bietigheim, um eine Überquerung der zwei Ampelanlagen an der Anschlussstelle zu verhindern. Diese ist vor allem für Pendler nach Stuttgart von Bedeutung. Ferner führt die B 27 Stuttgart–Heilbronn teilweise sechsstreifig durch das Stadtgebiet (ca. 70.000 Fahrzeuge pro Tag).
Im Stadtgebiet von Ludwigsburg wurde eine Umweltzone eingerichtet; somit gilt in diesem Bereich seit 1. März 2008 die Feinstaubplakettenpflicht. 2013 wurde die Umweltzone mit weiteren Umweltzonen zu einer regionalen Umweltzone Ludwigsburg und Umgebung zusammengefasst, die unter anderem Bietigheim-Bissingen einschließt, in der Gemarkung Markgröningen in die Umweltzone Leonberg/Hemmingen und Umgebung übergeht und im Süden an die Umweltzone Stuttgart anschließt.
Gleichwohl drohten aufgrund der immer noch hohen Belastung durch Feinstaub und Stickoxide Fahrverbote für Dieselfahrzeuge. Um diese zu vermeiden, wurden im Juni 2021 entlang eines stark befahrenen Abschnittes der B 27 Filtersäulen installiert, die einen Teil dieser Schadstoffe aus der Luft entfernen sollen.

#### Bahnverkehr

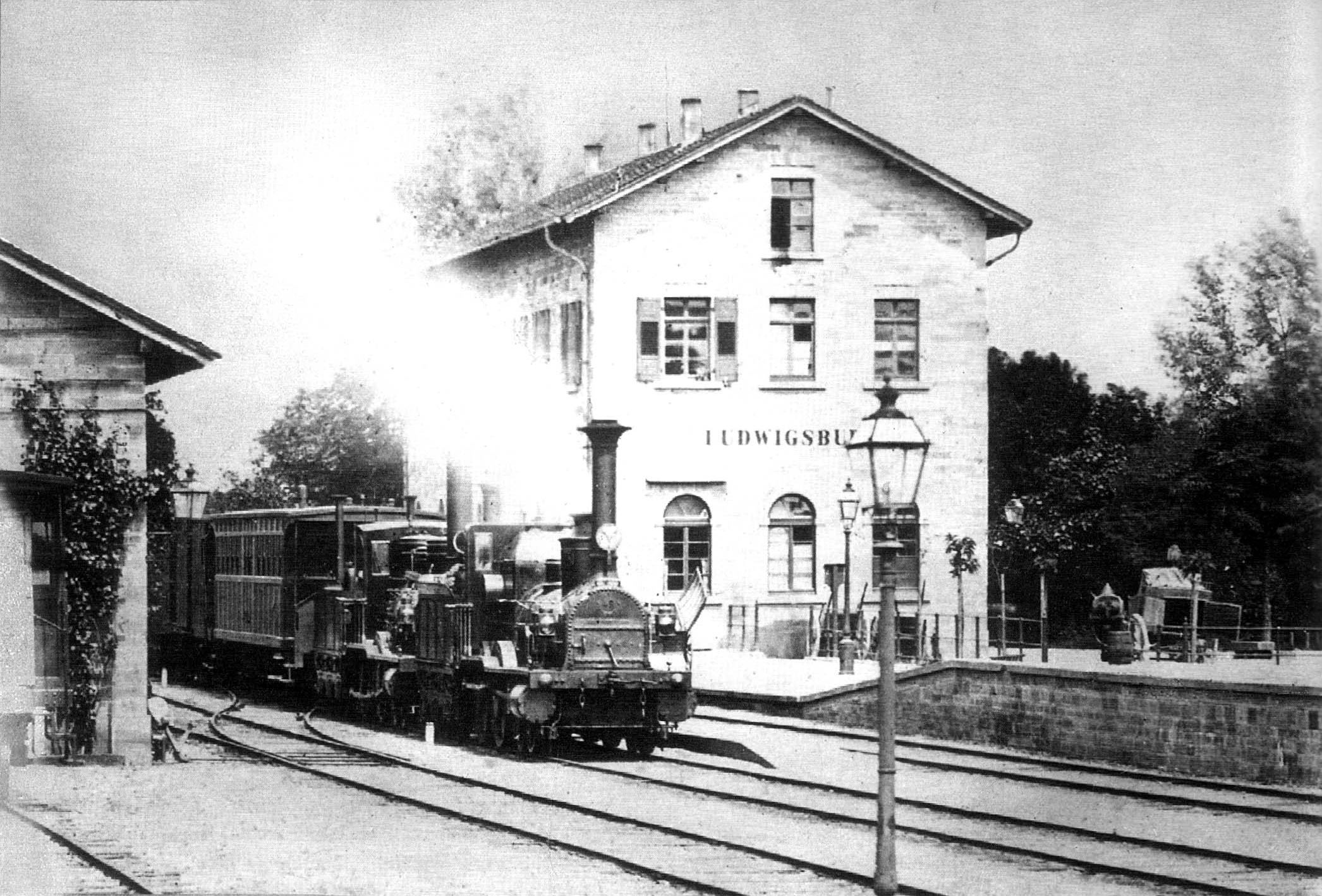
Bahnhof Ludwigsburg um 1860

Der Bahnhof Ludwigsburg liegt an den Fernbahnstrecken Stuttgart–Heilbronn–Würzburg (Frankenbahn) und Stuttgart–Bruchsal (Westbahn). Hier halten die Regionalbahn und Regional-Express-Züge nach Karlsruhe, Heidelberg, Heilbronn und Würzburg sowie die Linien S4 (Backnang–Marbach–Stuttgart-Schwabstraße) und S5 (Bietigheim–Stuttgart-Schwabstraße) der S-Bahn Stuttgart. Ein weiterer S-Bahn-Haltepunkt ist Favoritepark der Linie S4. Die Nebenbahn nach Markgröningen ist stillgelegt, eine Reaktivierung als Stadtbahn ist geplant. Darüber hinaus existiert in der Weststadt noch die Industriebahn Ludwigsburg, die ausschließlich dem Güterverkehr dient.

#### Weitere öffentliche Verkehrsmittel
Den öffentlichen Personennahverkehr bedienen die Stadtbuslinien der Firmen LVL Jäger (mit dem Schwesterunternehmen Zeiher) sowie mehrere Überlandbuslinien der Württembergischen Bus-Gesellschaft.
Alle öffentlichen Verkehrsmittel sind zu einheitlichen Preisen innerhalb des Verkehrs- und Tarifverbunds Stuttgart (VVS) zu benutzen.
Zwischen 1910 und 1926 verkehrten in der Stadt die Oberleitungsbusse der so genannten Ludwigsburger Oberleitungs-Bahnen.
Als Überrest eines einst ausgedehnten Gleisnetzes betreibt die Stadt Ludwigsburg noch ein rund zwei Kilometer langes Industriestammgleis durch den Südwesten der Stadt, über das vom Rangierbahnhof Kornwestheim aus ein Stahlhandel bedient wird.
Seit etwa 2008 ist der Bau einer Ludwigsburger Stadtbahn im Gespräch.

#### Radverkehr
Durch eine Alltagsroute aus dem Radnetz Baden-Württemberg ist Ludwigsburg mit Bietigheim-Bissingen und in der anderen Richtung über Kornwestheim mit Stuttgart verbunden.
Durch den Stadtteil Hoheneck führt der Neckartal-Radweg, der als Landes-Radfernweg von Villingen-Schwenningen nach Mannheim führt. 
Der Württemberger Weinradweg verläuft von Rottenburg am Neckar nach Niederstetten. Im Ludwigsburger Stadtgebiet ist er mit dem Neckartal-Radweg identisch.
Ludwigsburg ist Mitglied der AGFK (Arbeitsgemeinschaft Fahrrad- und Fußverkehrsfreundlicher Kommunen) in Baden-Württemberg und hat die „Qualitätsstufe“ für eine fahrradfreundliche Kommune erreicht.

### Fair-Trade-Stadt
Am 16. Februar 2011 wurde Ludwigsburg mit dem Fair-Trade-Siegel ausgezeichnet (siehe Fair-Trade-Stadt).

### Unternehmen

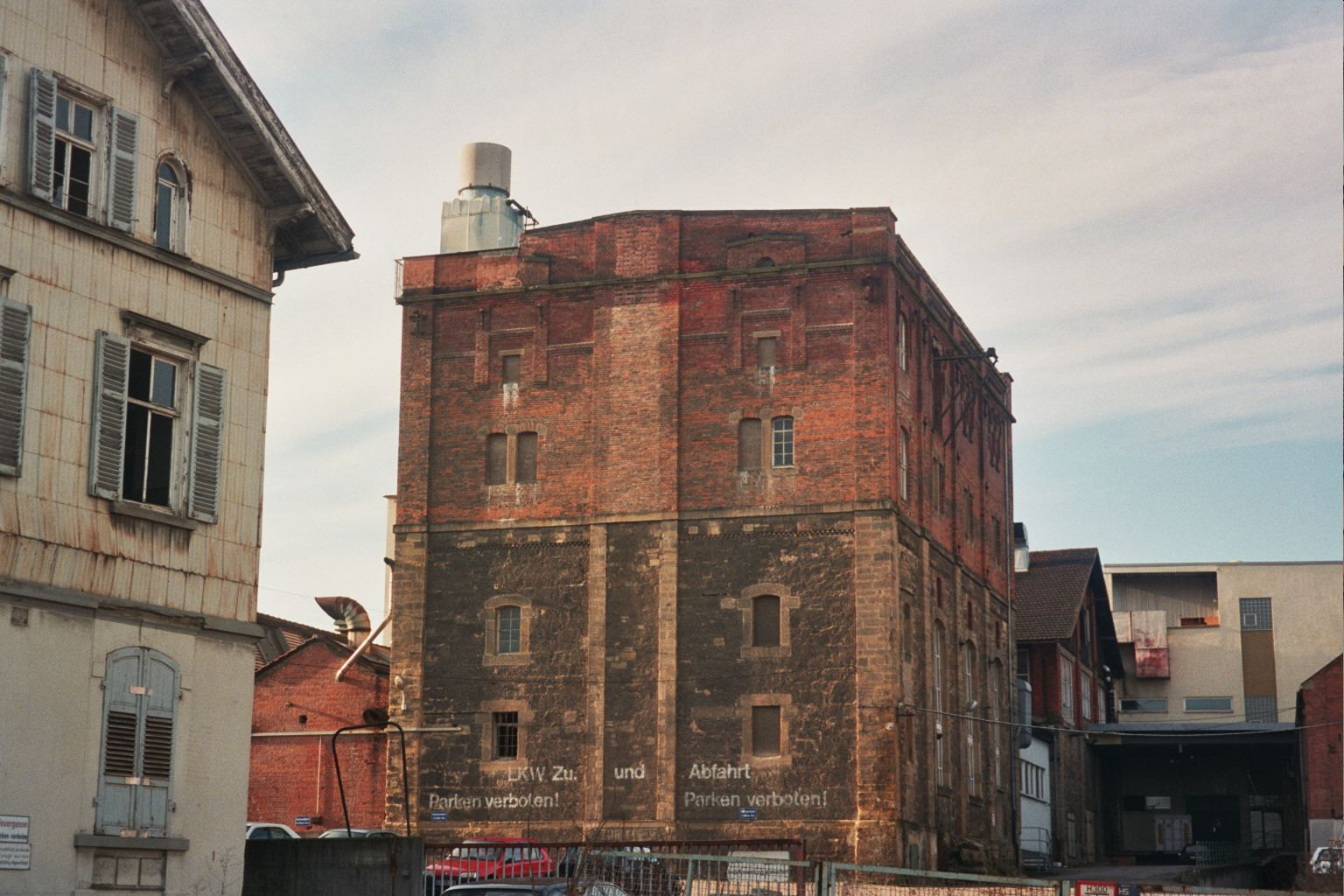
Ehemaliges Fabrikgelände in der Weststadt

#### Automobilzulieferer und Maschinenbau
- Das Unternehmen Beru wurde 1912 gegründet und stellt Glühkerzen und andere Automobilkomponenten her, 2005 wurde es durch BorgWarner übernommen.
- Mann+Hummel wurde 1941 in Ludwigsburg gegründet, ist weltweit führend für Filtrationslösungen und Entwicklungspartner und Serienlieferant der Automobil- und Maschinenbauindustrie.
- Die 1935 gegründete Getrag ist auf Pkw- und Motorrad-Getriebe spezialisiert.
- Die Maschinenbaufirma MAG Powertrain ist Nachfolgerin des ehemals eigenständigen traditionsreichen Unternehmens Hüller Hille beziehungsweise Cross Hüller und noch Hauptteil der ThyssenKrupp-Sparte Metal Cutting
- Der Werkzeugmaschinenhersteller Gleason-Pfauter ist Nachfolger der ehemaligen Chemnitzer Hermann Pfauter Maschinenfabrik KG.

#### Weitere Industrieunternehmen
- Die Heidelberger Druckmaschinen AG übernahm den ehemals eigenständigen Falzmaschinenhersteller Stahl und ist seitdem mit einem Standort in Ludwigsburg vertreten.
- Porsche betreibt eine Niederlassung für Vertrieb und Marketing.
- Ziemann ist weltweit führend in der Planung und dem Bau von Brauereianlagen.
- In Gestalt des Joint Venture EM-motive GmbH betrieben Bosch und Daimler ein Forschungszentrum in Ludwigsburg.
- Im Jahr 2013 verlagerte die Firma Hahn + Kolb ihren Hauptsitz aus Stuttgart nach Ludwigsburg.
- Auch das Porsche Design-Studio, das zur Porsche Design Group (Porsche Lizenz- und Handelsgesellschaft mbH & Co. KG) gehört, zog im Frühjahr 2014 aus Bietigheim-Bissingen nach Ludwigsburg.

#### Dienstleistungsunternehmen
Wichtige ansässige Dienstleistungsunternehmen sind:
- MHplus Betriebskrankenkasse
- MHP Management- und IT-Beratung
- Die GdF Wüstenrot ist im Wüstenrot-Hochhaus und angrenzenden Gebäuden ansässig, hat jedoch für 2023 den Abzug vieler Arbeitsplätze angekündigt. Diese sollen auf den in direkter Nachbarschaft neu errichteten Wüstenrot-Campus verlegt werden, der auf Kornwestheimer Gemarkung liegt. Ludwigsburg verliert dadurch eine große Gewerbesteuerzahlerin.[58]

### Ehemals ansässige Unternehmen
Die Ludwigsburger Maschinenbau GmbH (LUMAG), deren Abwicklung ab 1976 erfolgte, war ein Werkzeugmaschinenbauer, der 1947 gegründet wurde. Das Unternehmen erlitt im Zuge der Ölpreiskrise ab 1973 einen starken Nachfragerückgang und stellte 1975 einen Antrag auf Eröffnung eines gerichtlichen Vergleichsverfahrens.
Von 1987 bis 1998 war Ludwigsburg Firmensitz von Schadt Computertechnik, des nach eigenen Angaben drittgrößten Computerherstellers Deutschlands. Bis zum Jahr 2003 residierte auch das US-Softwareunternehmen Quark Inc. (Hersteller der verbreiteten QuarkXPress DTP-Software) mit seiner Quark Deutschland GmbH in Ludwigsburg. Dort waren sowohl der Firmensitz als auch eine Entwicklungsabteilung angesiedelt. Mit der Verlagerung der kompletten Produktion nach Indien wurde der Standort nach und nach komplett geschlossen.
Die seit 1758 bestehende Porzellan-Manufaktur Ludwigsburg wurde im Februar 2016 wegen Insolvenz aufgelöst.
Im Unifranck-Werk am Bahnhof wurde unter anderem Caro-Kaffee hergestellt. Es gehörte zum Nestlé-Konzern. Das Werk wurde Ende 2018 geschlossen.

### Medien
Ludwigsburg ist mittlerweile zu einem zentralen Film- und Medienstandort in der Region geworden. Hier befinden sich die Filmakademie Baden-Württemberg und in unmittelbarer Nähe das Film- und Medienzentrum Ludwigsburg, wo über 50 Firmen und Niederlassungen aus der Film- und Medienbranche ansässig sind. Die Produktionsfirma teamWorx ist mit einem Büro in Ludwigsburg vertreten. Mit den 1948 gegründeten Bauer Studios, in denen zahlreiche klassische Jazz-Alben aufgenommen wurden, verfügt Ludwigsburg über das älteste privat betriebene Tonstudio Deutschlands.
Der private Fernsehsender L-TV produziert in Ludwigsburg ein Regionalprogramm für den Großraum Heilbronn-Ludwigsburg.
Deutschlands ältestes und größtes Natur-, Tier- und Umweltfilmfestival, NaturVision, zog 2012 aus dem Bayerischen Wald nach Ludwigsburg um und findet seitdem in den dortigen Kinos und seit 2014 mit großem Open-Air-Kino auf dem Arsenalplatz mitten in der Innenstadt statt. Darüber hinaus existieren in Ludwigsburg zahlreiche, wichtige Branchentreffen, wie das Europäische Kurzfilmfestival, der Deutsche Wirtschaftsfilmpreis sowie das Branchentreffen Dokville mit der Verleihung des Deutschen Dokumentarfilmpreises.
In Ludwigsburg erscheint als Tageszeitung die Ludwigsburger Kreiszeitung.
Als eine der ersten Online-Zeitungen bundesweit wurde 2001 die Webzeitung Ludwigsburg online gestellt. Es gibt die Webzeitung mit den Ausgaben Ludwigsburg und Stuttgart.
Der Independent-Verlag Killroy Media, der 1995 im benachbarten Asperg gegründet wurde, hat seit 2013 seinen Sitz in Ludwigsburg-Eglosheim. Der Kleinverlag ging aus der inzwischen aufgelösten Asperger Autorenwerkstatt hervor, die unter Leitung von Michael Schönauer in den Jahren 1995, 1996 und 1998 drei Literaturfestivals in Ludwigsburg veranstaltete. Die so benannten tatWort-Festivals richteten sich vor allem an die links-alternative Social-Beat-Literaturszene und teils auch an die Slam-Poetry-Bewegung der 1990er Jahre und hatten überregionale Bedeutung.
Das Nachrichtenportal Ludwigsburg24 ist ein unabhängiges und kostenloses Portal für den Landkreis Ludwigsburg und der Region Stuttgart, das 2018 von Ayhan Güneş gegründet wurde. Seit 2018 ist die digitale Plattform online und veröffentlicht täglich Nachrichten zu verschiedenen Themen wie Lokales, Politik, Wirtschaft, Polizei, Sport, Lifestyle und mehr. Dieses Portal wird regelmäßig von großen Medien, wie Der Spiegel zitiert.

### Ehemalige Medien
Im Juni 1998 siedelte sich in der Ludwigsburger Weststadt, auf dem Gelände der ehemaligen Kühlschrankfabrik Eisfink, der ursprünglich in Karlsruhe gegründete private Landessender B.TV an. Der Sender musste im Juli 2002 Insolvenz anmelden, wurde aber, nach Übernahme durch einen Unternehmer aus Plüderhausen, ab Februar 2003 unter dem Namen BTV4U weiterbetrieben. Da dem Betreiber im Sommer 2004 von der Landesanstalt für Kommunikation Baden-Württemberg (LfK) die Lizenz entzogen wurde, musste der Sendebetrieb im baden-württembergischen Kabelfernsehen am 31. Dezember 2004 eingestellt werden. Der Sender wurde vom Besitzer daraufhin zum Esoterik-Beratungs- und Teleshopping-Kanal umgebaut und sendete unter den Namen fresh 4u, primetime.tv und Telemedial über Astra und im Internet noch bis Ende Juni 2008 weiterhin aus Ludwigsburg.
Nach dem Auszug des Senders aus dem Studioareal in der Ludwigsburger Weststadt wurde das Studio an die Agentur CP medien vermietet. Diese vermietet das Studio weiter an die Bavaria Fernsehproduktion, welche dann von Januar bis Juli 2009 dort die ARD-Vorabendserie Eine für alle – Frauen können’s besser produziert. Da die Serie aber, mangels Zuschauerinteresse, von der ARD bereits im Oktober 2009 wieder eingestellt wurde, endete damit auch die Ära als Filmstudio.
Der Fernsehsender sonnenklar.TV produzierte bis Mai 2010 Verkaufssendungen für Urlaubsreisen in Ludwigsburg, zog dann aber nach München um.

### Gerichte, Behörden und Einrichtungen
Ludwigsburg hat ein Amtsgericht, das zum Landgerichts- und Oberlandesgerichtsbezirk Stuttgart gehört, sowie die Zentrale Stelle der Landesjustizverwaltungen zur Aufklärung nationalsozialistischer Verbrechen, ferner Kammern des Arbeitsgerichts Stuttgart, ein Finanzamt und eine Agentur für Arbeit. Ludwigsburg ist Sitz des Staatsarchivs Ludwigsburg, einer Abteilung des Landesarchivs Baden-Württemberg.
Darüber hinaus befindet sich hier das Landratsamt des Landkreises Ludwigsburg.
Das Klinikum Ludwigsburg ist mit 969 Planbetten das größte Krankenhaus der Kliniken Ludwigsburg-Bietigheim gGmbH und Akademisches Lehrkrankenhaus des Universitätsklinikums Heidelberg.
Ludwigsburg ist auch Sitz des Ernährungszentrums Mittlerer Neckar (eröffnet 1997), eines von vier solcher Zentren in Baden-Württemberg. Dieses ist dem Landratsamt Ludwigsburg in dessen Funktion als Untere Landwirtschaftsbehörde angegliedert.
Die Stadt ist ferner Sitz des Kirchenbezirks Ludwigsburg der Evangelischen Landeskirche in Württemberg und des Dekanats Ludwigsburg des Bistums Rottenburg-Stuttgart.
Seit seiner Gründung im Jahre 1948 ist Ludwigsburg Sitz des Deutsch-Französischen Instituts, dem seit 1990 die Frankreich-Bibliothek angegliedert ist.

### Bildung
In Ludwigsburg befinden sich folgende Hochschulen: Die Pädagogische Hochschule Ludwigsburg, die Hochschule für öffentliche Verwaltung und Finanzen Ludwigsburg und die Evangelische Hochschule Ludwigsburg (Hochschule für Soziale Arbeit, Religionspädagogik und Diakonie). Darüber hinaus befindet sich in Ludwigsburg die Filmakademie Baden-Württemberg sowie die Akademie für Darstellende Kunst Baden-Württemberg

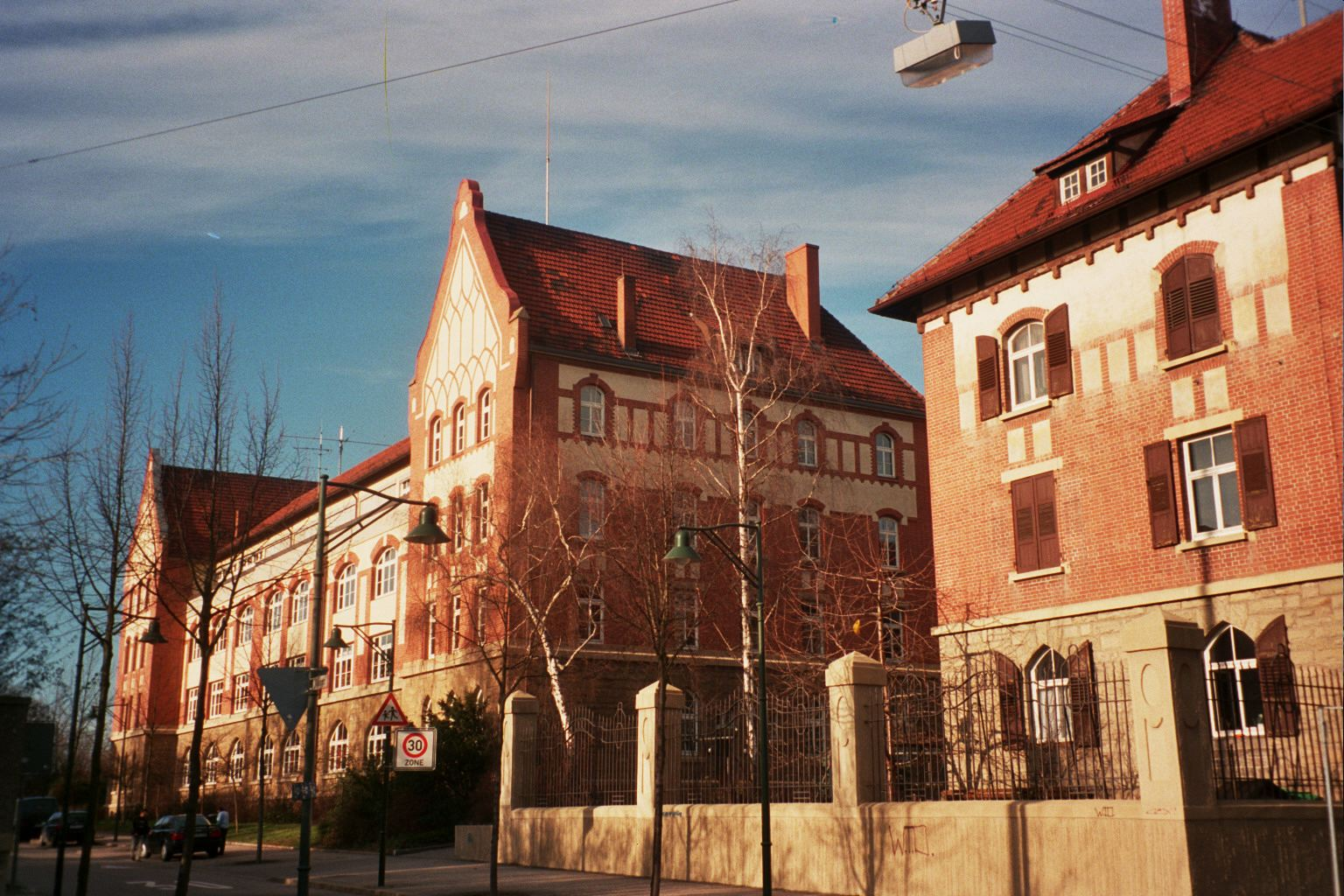
Osterholzschule, ehemalige Olgakaserne

Ludwigsburg hat zahlreiche allgemeinbildende und berufliche Schulen: Vier Gymnasien (Friedrich-Schiller-, Goethe-, Mörike- und Otto-Hahn-Gymnasium), zwei Realschulen (Elly-Heuss-Knapp-Realschule und Gottlieb-Daimler-Realschule), eine Gemeinschaftsschule (Gemeinschaftsschule Innenstadt Ludwigsburg) und zwei Förderschulen (Eberhard-Ludwig-Schule und Silcherschule) sowie zahlreiche Grundschulen bzw. Grund- und Hauptschulen oder reine Hauptschulen. Im Einzelnen: August-Lämmle-Grundschule Oßweil, Eichendorff-Grundschule Grünbühl, Friedens-Grundschule, Friedrich-von-Keller-Grund- und Hauptschule mit Werkrealschule Neckarweihingen, Grundschule Hoheneck, Grundschule Pflugfelden, Hirschberg-Grund- und Hauptschule mit Werkrealschule Eglosheim, Justinus-Kerner-Hauptschule mit Werkrealschule, Lemberg-Grundschule Poppenweiler, Osterholz-Grund- und Hauptschule mit Werkrealschule im Bildungszentrum West, Oststadtschule I Hauptschule mit Werkrealschule, Oststadtschule II Grundschule, Schlößlesfeld-Grundschule, Schubart-Grundschule Eglosheim, Sophie-Scholl-Schule (seit 2019, entstanden aus der Fusion von Anton-Bruckner-Grundschule und Pestalozzi-Grundschule) sowie Uhland-Hauptschule mit Werkrealschule.
Der Landkreis Ludwigsburg ist Träger der vier Beruflichen Schulen (Carl-Schaefer-Schule – Gewerbliche Schule, Mathilde-Planck-Schule – Hauswirtschaftliche und Landwirtschaftliche Schule, Oscar-Walcker-Schule – Gewerbliche Schule und Robert-Franck-Schule – Kaufmännische Schule) sowie der drei Sonderschulen (Fröbelschule für Sprachbehinderte mit Schulkindergarten, Schule am Favoritepark für Geistig- und Körperbehinderte jeweils mit Schulkindergarten und Schule für Kranke in längerer Krankenhausbehandlung).
Die Privatschulen Abendrealschule Ludwigsburg e. V., Freie Waldorfschule Ludwigsburg, Inglingia Sprachschule, die Berufsfachschule und die Kaufmännische Sonderberufsschule für Körperbehinderte der Stiftung Karlshöhe ergänzen das schulische Angebot Ludwigsburgs.
Ferner gibt es in Ludwigsburg noch das Landesinstitut für Schulsport Baden-Württemberg und ein Staatliches Seminar für Didaktik und Lehrerbildung (Realschulen).
Die Volkshochschule Ludwigsburg rundet das Bildungsangebot mit einem breit gefächerten Themengebiet zur Allgemein- und Weiterbildung ab.
Sie hat ihre Räume im Kulturzentrum am Rathausplatz, in dem auch die Stadtbibliothek untergebracht ist.

### Ver- und Entsorgung

#### Stromversorgung
Das Stromnetz in der Stadt wird von den Stadtwerken Ludwigsburg-Kornwestheim GmbH (Kernstadt, Eglosheim, Pflugfelden, Poppenweiler) und von der Syna GmbH (Hoheneck, Neckarweihingen, Oßweil) betrieben.

#### Gasversorgung
Das Gaswerk in Ludwigsburg wurde 1858 in Betrieb genommen, um Gas für die Straßenbeleuchtung zu produzieren. Aus dem Beleuchtungsmittel Gas wurde bald ein guter Heizenergieträger, so dass die Nachfrage stetig stieg. Bis 1963 wurde Gas vor Ort hergestellt. Bereits seit 1949 wurde die Stadt zum Teil über eine Fernleitung versorgt. Die Gasproduktionsanlagen wurden 1963 stillgelegt und das Gas nur noch per Fernleitung bezogen, damals von den Technischen Werken der Stadt Stuttgart. Das Erdgasnetz wird von der Stadtwerke Ludwigsburg-Kornwestheim GmbH betrieben.

#### Wasserversorgung
1866 haben die Ludwigsburger Stadtwerke begonnen, Trinkwasser aus eigenen Brunnen zu liefern. Die schnell wachsende Stadt konnte jedoch nicht dauerhaft aus den eigenen Brunnen versorgt werden. Die Stadtwerke gehören zu den Gründungsmitgliedern der 1912 geschaffenen Landeswasserversorgung, 1916 wurde die Stadt an die Fernwasserversorgung angeschlossen. Seit 1958 bezieht die Stadt zudem auch Trinkwasser von der Bodensee-Wasserversorgung.
Die Innenstadt sowie die Stadtteile Eglosheim, Hoheneck, Neckarweihingen, Oßweil und Poppenweiler bekommen das Trinkwasser von der Landeswasserversorgung. Die Weststadt sowie Pflugfelden, Grünbühl und Tammerfeld werden mit Trinkwasser von der Bodensee-Wasserversorgung versorgt.

#### Abwasserentsorgung
Aufgrund der topografischen Lage betreibt die Stadtentwässerung Ludwigsburg drei Kläranlagen in Hoheneck (für die Kernstadt sowie für die Stadtteile Oßweil, Neckarweihingen und Hoheneck), Eglosheim (für den Stadtteil Eglosheim) und Poppenweiler (für den Stadtteil Poppenweiler). Der Stadtteil Pflugfelden entwässert in die Kläranlage in Markgröningen, die vom Zweckverband Gruppenklärwerk Leudelsbach betrieben wird. Die Abwasserreinigung für den Stadtteil Grünbühl erfolgt durch die Kläranlage in Kornwestheim.

#### Abfallentsorgung
Die Abfallentsorgung wird von der Abfallverwertungsgesellschaft des Landkreises Ludwigsburg mbH (AVL) übernommen, einer 100%igen Tochtergesellschaft des Landkreises Ludwigsburg. Die AVL ist beauftragt, die Aufgaben zur Vermeidung, Verwertung und Beseitigung von Abfällen im Auftrag des Landkreises Ludwigsburg zu erfüllen.

## Kultur und Sehenswürdigkeiten

### Sehenswürdigkeiten der ehemaligen Residenzstadt
Das architektonische und kulturelle Erbe der ehemaligen Residenzstadt prägt Ludwigsburg noch immer.

#### Residenzschloss

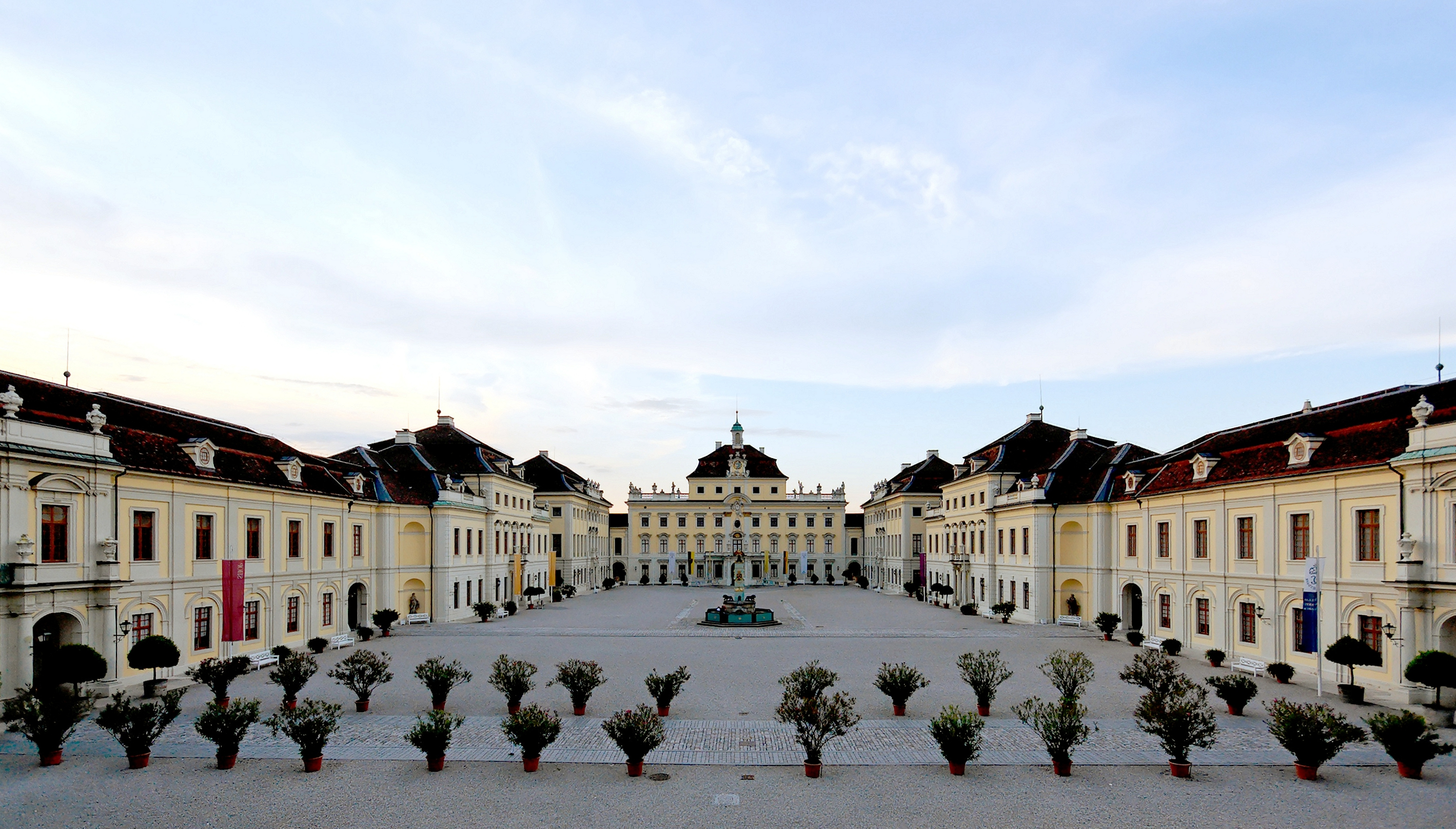
Residenzschloss Ludwigsburg

Die bedeutendste Sehenswürdigkeit und Wahrzeichen der Stadt ist das Residenzschloss, das größte unzerstörte Barockschloss Deutschlands. Das Bauwerk war 26 Jahre lang Hauptregierungssitz der württembergischen Herzöge Eberhard Ludwig und Carl Eugen. Unter König Friedrich I. war das Residenzschloss 19 Jahre lang Sommerresidenz. Im Rahmen von öffentlichen Führungen können das Appartement des Königs und der Königin besichtigt werden. Darüber hinaus sind mehrere Museen im Residenzschloss untergebracht: Im zweiten Obergeschoss des Neuen Corps de Logis bietet das 2004 eröffnete Keramikmuseum im Schloss eine umfangreiche Porzellan-, Fayence- und Keramiksammlung des Württembergischen Landesmuseums Stuttgart. Ebenfalls im zweiten Obergeschoss des Neuen Corps de Logis befindet sich das Carl-Eugen-Appartement, das ohne Führung besichtigt werden kann. Im Alten Corps de Logis ist die Barockgalerie untergebracht. Dort werden über 120 ausgewählte Werke deutscher und italienischer Malerei des 17. und 18. Jahrhunderts ausgestellt. Eine Ausstellung zur Geschichte des Hoftheaters in Württemberg findet man im Theatermuseum. Die Funktionsweise der Mechanik der historischen Bühnentechnik wird hier an einem Modell veranschaulicht. Der Festinbau des Residenzschlosses beherbergt das Modemuseum, in dem anhand von Kleidung des 18. bis 20. Jahrhunderts die Entwicklung der Mode in den letzten 300 Jahren dargestellt wird.

#### Blühendes Barock

Südgartenanlage vom Marstall-Center gesehen

Während der Sommermonate ist das Blühende Barock eine vielbesuchte Parklandschaft um das Residenzschloss. Ein Teil des Blühenden Barock ist dem überregional bekannten Märchengarten vorbehalten. Seit einigen Jahren verkehrt dort auch eine Parkeisenbahn.

#### Weitere Schlösser
Im Rahmen einer Führung kann auch das Jagd- und Lustschloss Favorite (erbaut 1713–1728) besichtigt werden. Favorite nutzte Herzog Eberhard Ludwig für Festlichkeiten, Jagden und als Rückzugsort. Es war aber nicht für längere Wohnzwecke gedacht. Der 72 Hektar große Favoritepark grenzt nördlich an das Blühende Barock an. Dieser von Herzog Eberhard Ludwig 1707 errichtete Wildpark mit einem Lustschloss beherbergt Damhirsche, Europäische Mufflons und Axiswild sowie eine Vielzahl an Vogelarten, Fledermäusen und Eichhörnchen. Er wurde schon 1937 zum Naturschutzgebiet erklärt, dank einer Initiative von Oberforstmeister Otto Feucht. Es ist das einzige Naturschutzgebiet auf der Ludwigsburger Markung. Entstanden ist dieser Park aus einem durch Waldweide veränderten Eichen-Hainbuchen-Wald. Durch Herzog Eberhard Ludwig wurde er eingezäunt, zur Fasanerie umgewandelt und damit erhalten. Später übernahm das hier gehaltene Dam- und Axis-Wild die frühere Beweidung. Das Gebiet ist ein lichter Eichen-Mischwald mit zahlreichen 200 bis 300 Jahre alten Eichen und relativ wenig Unterholz. Die Bäume bieten einen Lebensraum für zahlreiche seltene Tierarten. Zum Schlösserensemble gehört auch das Seeschloss Monrepos (erbaut 1764–1768) mit der zugehörigen Parkanlage.

#### Museen

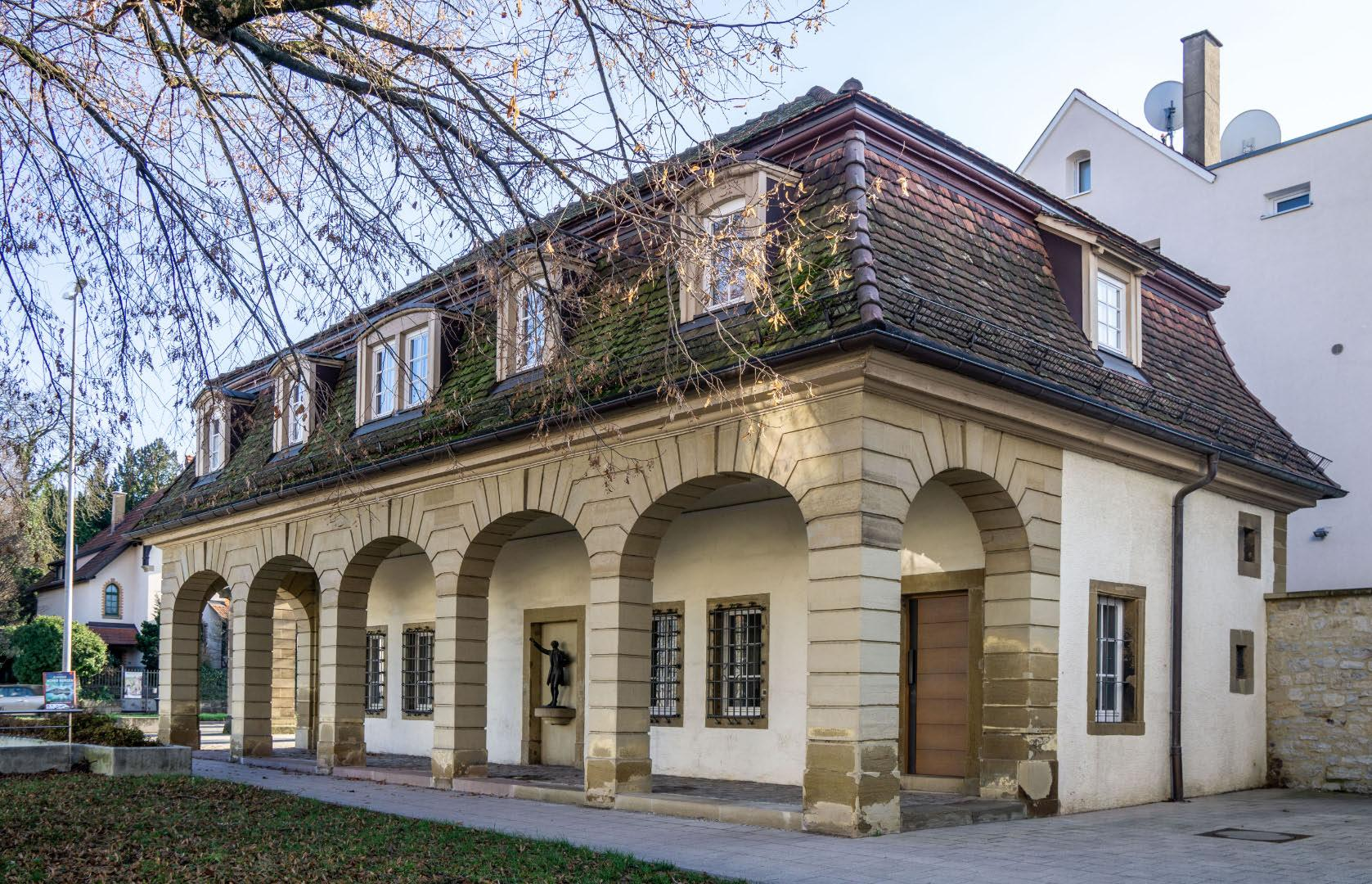
Stuttgarter Torhaus, Sitz des Kuhländler Archivs mit Heimatmuseum

Die Ludwigsburger Torhäuser waren Teil der Stadtbefestigung; sechs von ihnen sind erhalten und stehen unter Denkmalschutz. Im Asperger Torhaus ist das Garnisonmuseum Ludwigsburg untergebracht. Das Garnisonsmuseum stellt die unter Herzog Carl Alexander begründete Geschichte des ehemaligen „schwäbischen Potsdam“ dar. Daneben gibt es im Museum Sonderausstellungen zu verschiedenen militärhistorischen Themen. Das Stuttgarter Torhaus ist der Sitz des Kuhländler Archivs mit Heimatmuseum. Die Stadt Ludwigsburg ist die Patenstadt für das Kuhländchen.
Der umgebaute und durch einen Anbau erweiterte Barockbau der ehemaligen Landvogtei beherbergt das Ludwigsburg Museum und die Ausstellungsräume des Kunstvereins Kreis Ludwigsburg. Das Ludwigsburg Museum thematisiert unter anderem die Stadtgründung und den kulturellen Einfluss des Hofes, der viele Künstler, Musiker und Schriftsteller hervorbrachte. Insgesamt wird die Ludwigsburger Geschichte und Kulturgeschichte bis ins 20. Jahrhundert, vor allem Handwerk und Gewerbe sowie Persönlichkeiten dargestellt. Darüber hinaus beherbergt es eine einzigartige Sammlung württembergischer Grafik mit rund 25.000 Einzelstücken.

#### Innenstadt

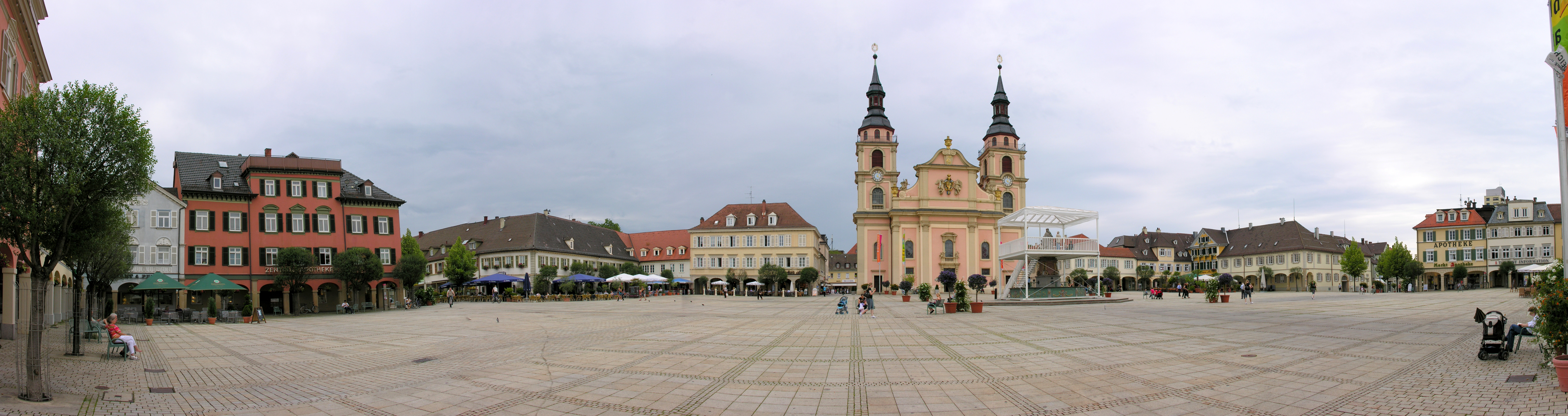
Marktplatz Ludwigsburg

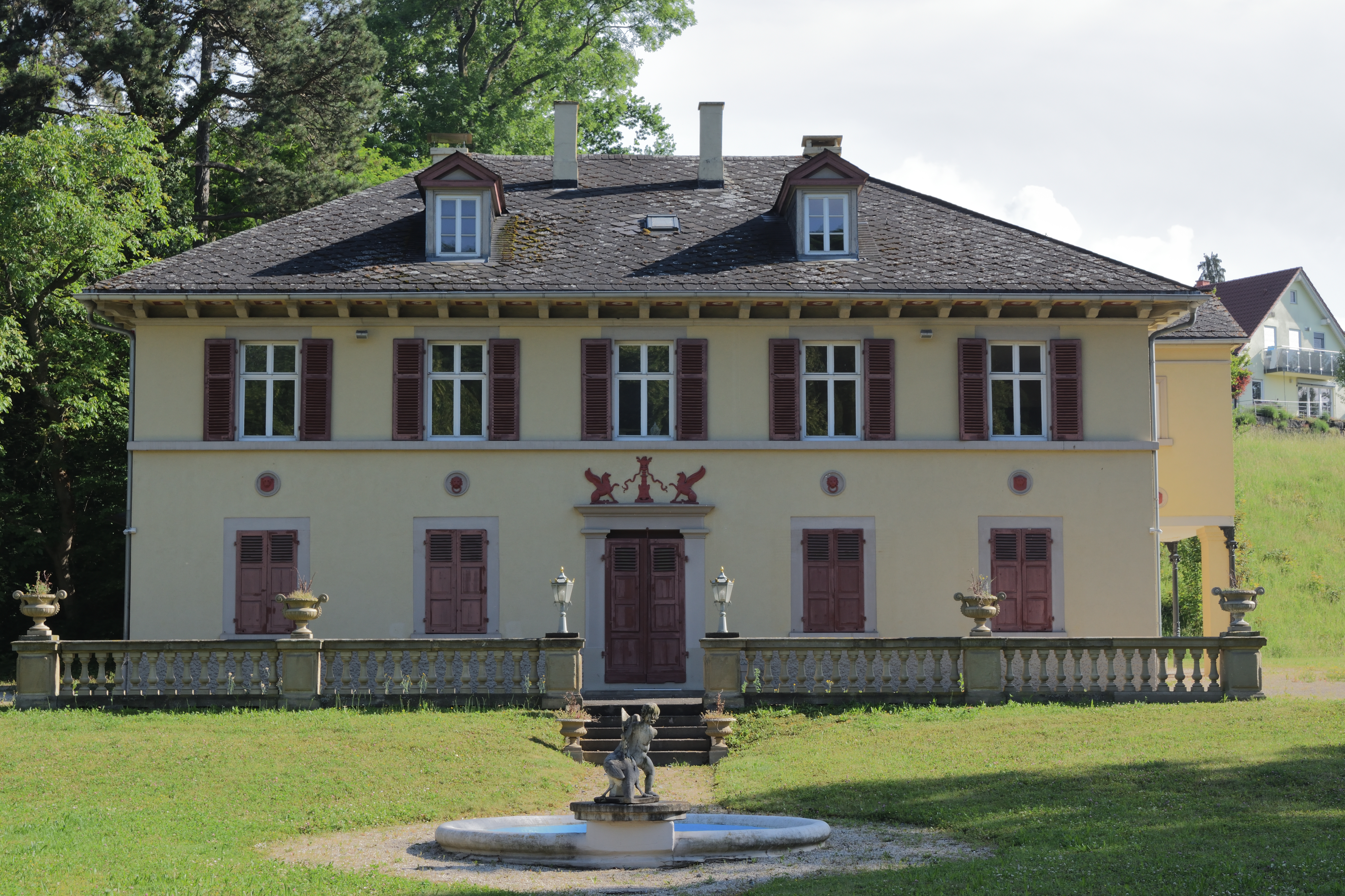
Landgut Marienwahl

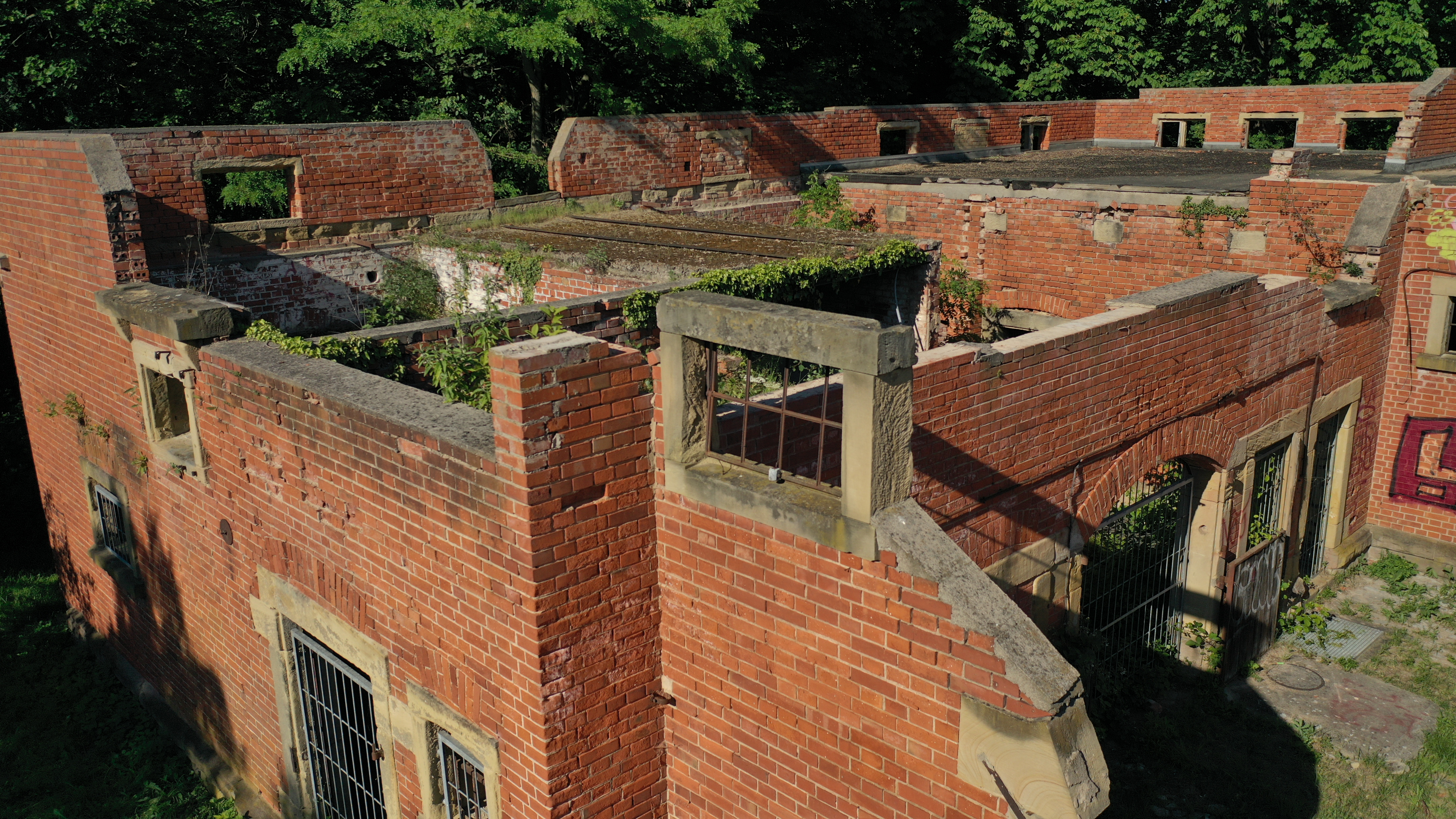
Ehemalige Pferdeställe des Landguts Marienwahl

Das Zentrum der barocken Planstadt bildet der Marktplatz mit dem Marktbrunnen, an dem sich die Kirchen der beiden großen Konfessionen gegenüber stehen: die katholische Dreieinigkeitskirche (erbaut 1721–1727) und die zweitürmige evangelische Stadtkirche (erbaut 1718–26). Nördlich des Marktplatzes befindet sich der Holzmarkt mit einem Obelisk.
Weitere historische Gebäude in der Innenstadt:
- das Landgut Marienwahl[64] mit Park sowie der Ruine des einstigen Pferdestalls (lost place)
- das Palais Graevenitz
- das Joseph-Süß-Oppenheimer Haus in der Mömpelgardstraße 18.

### Sehenswürdigkeiten der neueren Geschichte

#### Museen

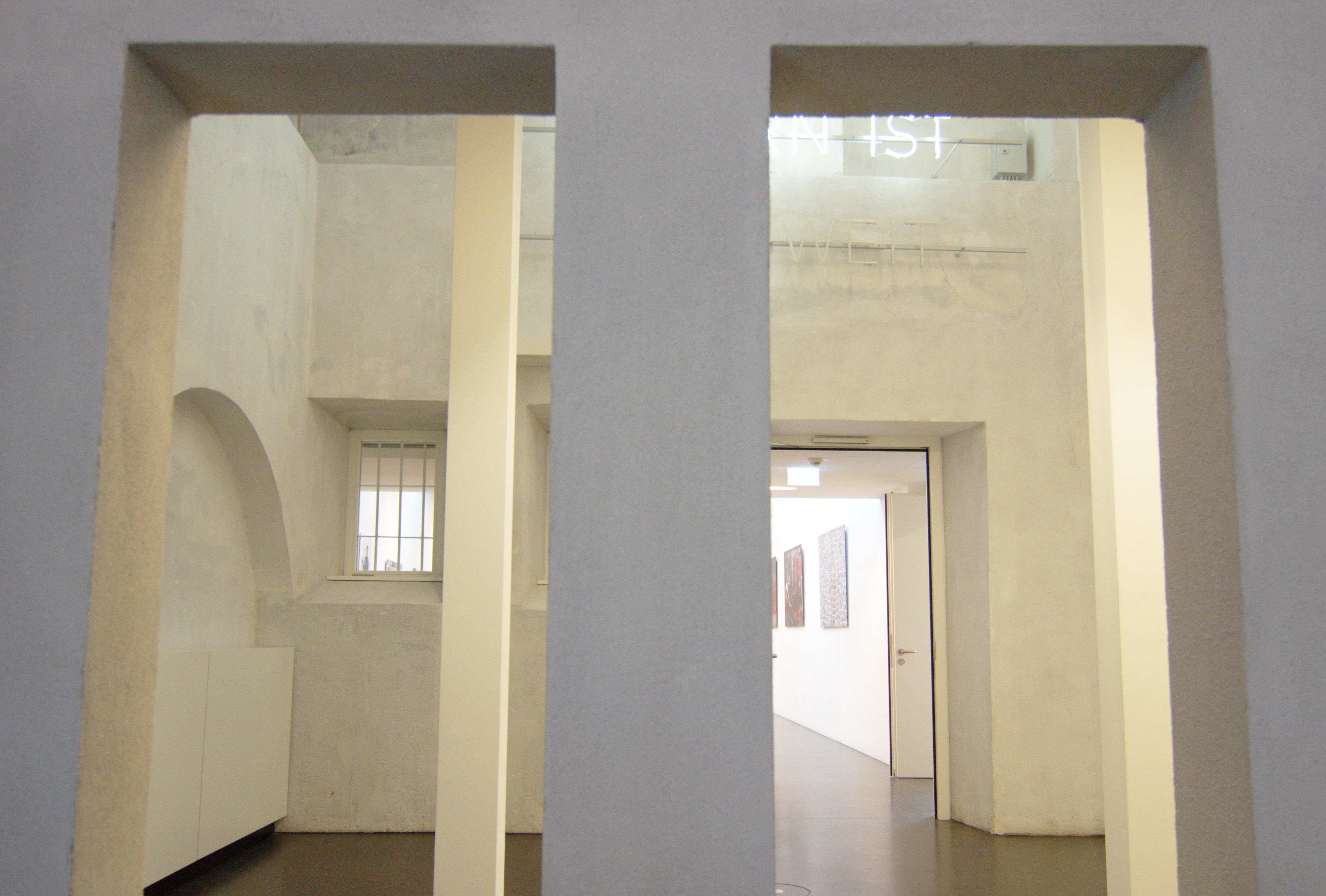
Innenarchitektur des MIK Museum Information Kunst

In Ludwigsburg gibt es einige Museen zu speziellen Themen:
- Das Strafvollzugsmuseum zeigt das Leben oder den Tod von Strafgefangenen in heutigen und früheren Zeiten. Themenschwerpunkte sind das ehemalige Gefängnis Ludwigsburg und die Justizvollzugsanstalt Stuttgart. Zu den Ausstellungsstücken gehören zwei originale deutsche Guillotinen.
- Das Dorfmuseum Poppenweiler zeigt landwirtschaftliche Geräte, Maschinen und Alltagsgegenstände aus dem 19. Jahrhundert.
- Der Kunstverein zeigt in Räumen des MIK (Museum Information Kunst) wechselnde Ausstellungen.
- Das Schlagzeugmuseum Ludwigsburg, das einzige seiner Art in Deutschland, besteht seit 2011.

#### NS-Gedenkstätten
Seit 2008 werden auch in Ludwigsburg sogenannte Stolpersteine für Opfer des Nationalsozialismus durch den Künstler Gunter Demnig verlegt. Bis November 2022 wurden so 96 Gedenksteine im gesamten Stadtgebiet gesetzt.
Eine weitere Gedenkstätte ist der Synagogenplatz (⊙) in der Stadtmitte, der seit November 2013 existiert. Dort stand von 1884 bis 1938 eine Synagoge, die am 10. November 1938 von Nationalsozialisten niedergebrannt wurde.

#### Parkanlagen und Friedhöfe
Der Alte Friedhof ist eine vor allem im 19. und frühen 20. Jahrhundert belegte Begräbnisstätte unweit des Schlossparks. Dort befinden sich die Grabstellen von Wilhelm II. mit Familie und weiterer Honoratioren. Zahlreiche historische Grabsteine, die zum Kriegerdenkmal umgenutzte Friedhofskapelle sowie das Mausoleum für Johann Karl von Zeppelin sind inmitten alten Baumbestands erhalten. Unmittelbar am alten städtischen Friedhof befindet sich der Alte jüdische Friedhof. 1897/98 wurde der Neue Jüdische Friedhof an der Harteneckstraße unmittelbar in der Nähe des neuen städtischen Friedhofs angelegt und 1904 erstmals belegt. Er befindet sich inmitten dieses Friedhofs. Des Weiteren findet man gegenüber dem Südeingang des Blühenden Barocks die Bärenwiese. Sie liegt links und rechts der Königsallee, die das Residenzschloss nach Süden mit dem Salonwald und nach Norden mit dem Schloss Favorite verbindet. Im Sommer wird sie oft zum Grillen, Spielen und Sporttreiben genutzt. Außerdem findet man auf ihr einen großzügig angelegten Spielplatz, der Ende 2006 erneuert wurde.

#### Planetenweg
Der Planetenweg der Grünen Nachbarschaft beginnt in der Nähe der Hochschule und des S-Bahnhofs Favoritepark. Er führt Richtung Norden bis zum Bietigheimer Stadtforst.

#### Neckarbiotop Zugwiesen
Die Zugwiesen sind ein renaturierter Uferabschnitt des Neckars im Bereich der Staustufe Poppenweiler, der ab 1998 geplant und in 2012/13 umgesetzt wurde. Dabei wurden Wiesen und ein asphaltierter Uferweg teilweise rückgebaut und machten Platz für diverse Gewässer und für den Publikumsverkehr unzugängliche Inseln. Ein Bach wurde angelegt, der die Staustufe und den gesamten Biotop umfliesst. Der Biotop wurde von vielen teilweise seltenen Tier- und Pflanzenarten besiedelt. Es gibt geführte Begehungen, in denen das Schutzgebiet vorgestellt wird.

#### Stadtteile

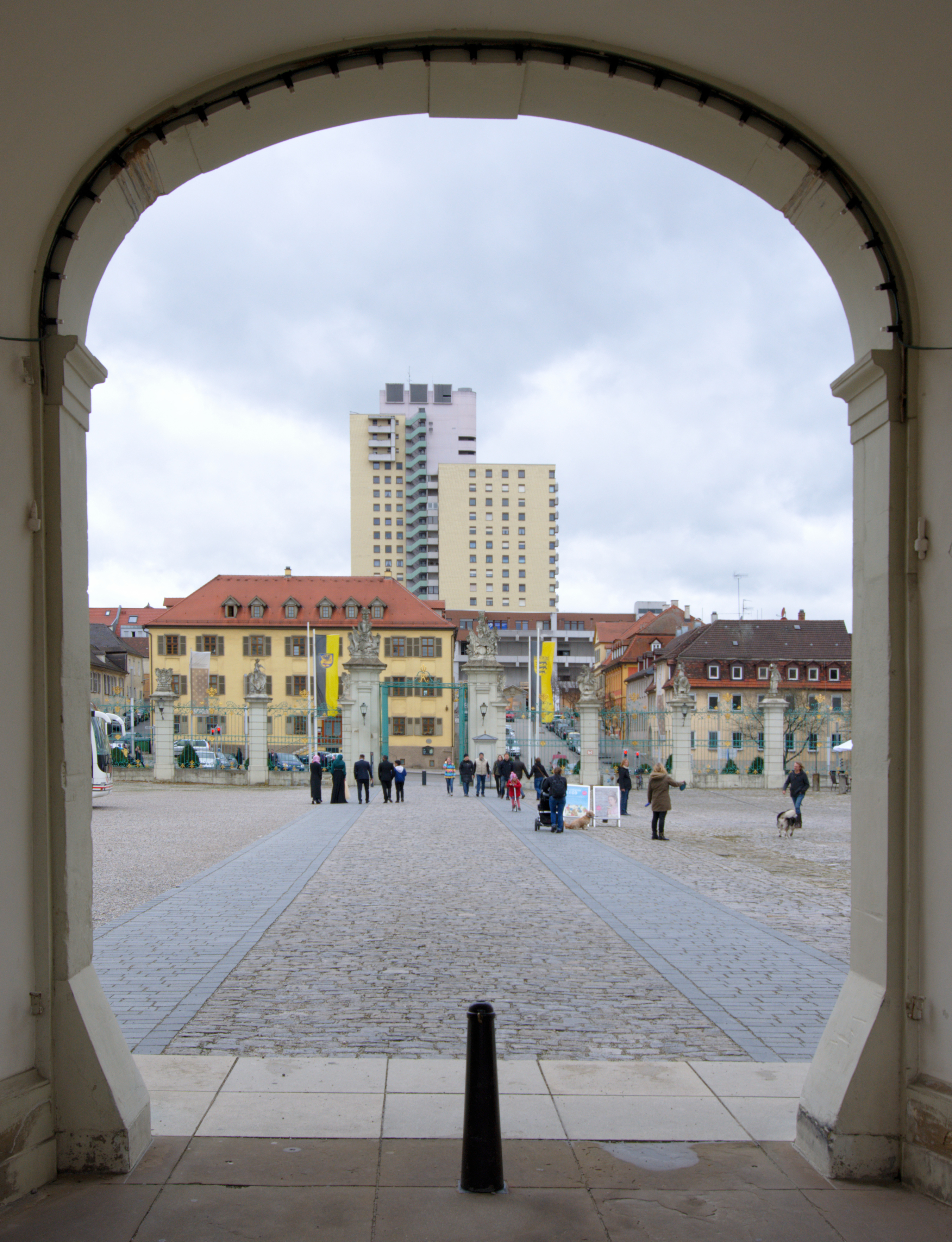
Das Marstall-Center vom Residenzschloss aus gesehen

Die nördlichen Stadtteile werden vom Marstall-Center, einem Einkaufszentrum mit Wohnungen, überragt. Das Heil- und Thermalbad im Stadtteil Hoheneck wurde 1907 eröffnet.
1902/1903 wurde auf der Karlshöhe von der „evangelischen Brüder- und Kinderanstalt“ der sogenannte Salonturm, ein Aussichtsturm in Stahlfachwerkbauweise, erbaut. Der Turm war 43,5 Meter hoch und seinerzeit einer der höchsten Aussichtstürme in Württemberg. 1955 wurde er zugunsten des Baus der Bundesstraße 27 abgebrochen, da sich alle anderen Möglichkeiten der Straßenführung nicht verwirklichen ließen oder zu teuer waren.
Weitere bemerkenswerte Bauwerke sind der als Stahlfachwerkkonstruktion ausgeführte Richtfunkturm des Umspannwerks Hoheneck und das Wüstenrot-Hochhaus.
Die Arena Ludwigsburg (seit September 2012 MHPArena) wurde am 1. Oktober 2009 mit einem rock-sinfonischen Konzert der Scorpions und des Orchesters der Schlossfestspiele feierlich eröffnet.
Im Stadtteil Poppenweiler liegt die Staustufe Poppenweiler im Neckar.

### Theater und Kino
Theatervorstellungen finden vor allem im Forum am Schlosspark statt. Eine der bekanntesten kulturellen Veranstaltungen sind die von Wilhelm Krämer im Jahre 1932 ins Leben gerufenen Ludwigsburger Schlossfestspiele. Dabei handelt es sich um Internationale Festspiele mit einer Vielzahl von Veranstaltungen aus den Bereichen Musik, Tanz, Theater und Literatur an mehreren Spielorten in Ludwigsburg und Baden-Württemberg.
In seiner ersten Saison als künstlerischer Leiter gründete Wolfgang Gönnenwein 1972 das hauseigene Festspielensemble, das Orchester der Ludwigsburger Schlossfestspiele. Gönnenwein folgten im Jahr 2005 Wulf Konold und Michael Hofstetter als künstlerische Leiter. Von 2009 bis 2019 leitete Thomas Wördehoff als Intendant die Ludwigsburger Schlossfestspiele. Seit Oktober 2019 ist Jochen Sandig Intendant und machte die Ludwigsburger Schlossfestspiele zu einem Fest der Künste, Demokratie und Nachhaltigkeit.
Einer der Höhepunkte im Sommerprogramm der Stadt ist der Theatersommer im Cluss-Garten im Freilichttheater, das im Garten der ehemaligen Brauerei Cluss liegt. Seit 1991 werden unter der künstlerischen Leitung von Peter Kratz und Christiane Wolff zeitgenössische Interpretationen großer Klassiker und Kindertheater gezeigt. Das Ensemble besteht aus Profischauspielern, die modernes körperbetontes Freilichttheater präsentieren. Jährlich besuchen zwischen 8000 und 10000 Zuschauer die Aufführungen des Theatersommers.
Ludwigsburg ist Sitz der 1991 gegründeten Filmakademie Baden-Württemberg.
In Ludwigsburg sind mit den „normalen“ Kinos Central und Union Filmtheater und den drei Programmkinos Scala, Luna und Caligari insgesamt fünf Kinos zu besuchen. Die von dem Verein KinoKult e. V. Programmkinos betriebenen Programmkinos zeigen oft ungewöhnliche oder kleinere Produktionen; mit ihrem Programm und ihrem Flair sind sie eine Bereicherung des Filmlebens der gesamten Region. Im Scala gibt es auch Theater-Aufführungen, Musik-Konzerte und Autoren-Lesungen. Das Caligari präsentiert jedes Jahr Programmpunkte des Internationalen Trickfilm-Festivals Stuttgart.

### Sport

#### Sportstätten
Mit dem Ludwig-Jahn-Stadion hat die Stadt seit 1938 ein Fußball- und Leichtathletikstadion.

#### Sportvereine
| Sport      | Vereine                | Liga                         | Anmerkung             |
| ---------- | ---------------------- | ---------------------------- | --------------------- |
| Basketball | MHP Riesen Ludwigsburg | Basketball-Bundesliga        | Erste Basketball-Liga |
| Handball   | HB Ludwigsburg         | Handball-Bundesliga (Frauen) |                       |
|            |                        |                              |                       |

Ludwigsburg hat sieben in den jeweiligen Bundesligen erfolgreiche Mannschaften: die zwei Standardformationen A und B sowie die A Latein-Formation des 1. Tanzclub Ludwigsburg, die Latein-Formation des TSC Residenz Ludwigsburg, die MHP Riesen Ludwigsburg (Basketball), den Hockey-Club Ludwigsburg 1912 e. V. und die Schützengilde Ludwigsburg.
Vor allem die Standard-A-Formation des 1. TC Ludwigsburg, die mit ihren elf Weltmeistertiteln in den Jahren 1985 bis 1990, 1995 bis 1996, 2007, 2009 und 2015 den Weltrekord hält, machte die Stadt als Metropole des Tanzsports weit über die nationalen Grenzen bekannt.
Das Latein-A-Team des 1. TC Ludwigsburg, ist seit Jahren – mit kurzen Unterbrechungen – in der 1. Bundesliga der Latein-Formationen vertreten.
Das Latein-A-Team des Tanzsportclubs Residenz Ludwigsburg schaffte in der Saison 2006, als Vizemeister ebenfalls in die 1. Bundesliga aufzusteigen.
Die MHP Riesen Ludwigsburg (früher Neckar Riesen Ludwigsburg bzw. EnBW Ludwigsburg) spielen im Basketball seit 1986 in den beiden höchsten deutschen Spielklassen und seit 2002 ununterbrochen in der 1. Bundesliga (BBL). Die Rutronik Stars Keltern II spielen in der 2. Damen-Basketball-Bundesliga.
Die Karate-Sportler des MTV 1846 e. V. Ludwigsburg nehmen seit einigen Jahren erfolgreich an nationalen und internationalen Kumite-Wettkämpfen teil und gehören somit zu den erfolgreichsten Karatesportlern Deutschlands.
Die Luftpistolenschützen der Schützengilde Ludwigsburg 1845 e. V. nehmen seit Beginn der Bundesliga im Schießsport erfolgreich im vorderen Mittelfeld teil.
Die Wasserballer des SV Ludwigsburg 08 e. V. spielen zurzeit in der 2. Bundesliga Süd.
Die Fußballer der SpVgg 07 Ludwigsburg spielten in den 1970er und 1990er Jahren erfolgreich in der zweit- bzw. drittklassigen Fußball-Regionalliga. Zurzeit spielt die SpVgg in der Bezirksliga Enz-Murr.
Die Fußballerinnen des TSV Ludwigsburg spielten von 1991 bis 1993 in der Frauen-Bundesliga. Die Hockeydamen des TSV waren im Jahr 1989 Mitglied der Feldhockey-Bundesliga.
Die Herrenmannschaft des Hockey-Club Ludwigsburg 1912 e. V. spielt seit 2007 auf dem Feld in der 2. Bundesliga und in der Halle in der 1. Bundesliga.
Die Handballer der 1. Männermannschaft vom SV Ludwigsburg-Oßweil wurden dieses Jahr aus der Württembergliga Nord zurückgezogen. Ob sie in der nächsten Saison in der Landesliga antreten, steht noch nicht fest. Die 1. Frauenmannschaft spielt derzeit in der Landesliga.
Der Ludwigsburger Citylauf, eine Breitensportveranstaltung mit inzwischen über 5.000 Teilnehmern, findet seit 1999 jährlich statt.

### Regelmäßige Veranstaltungen

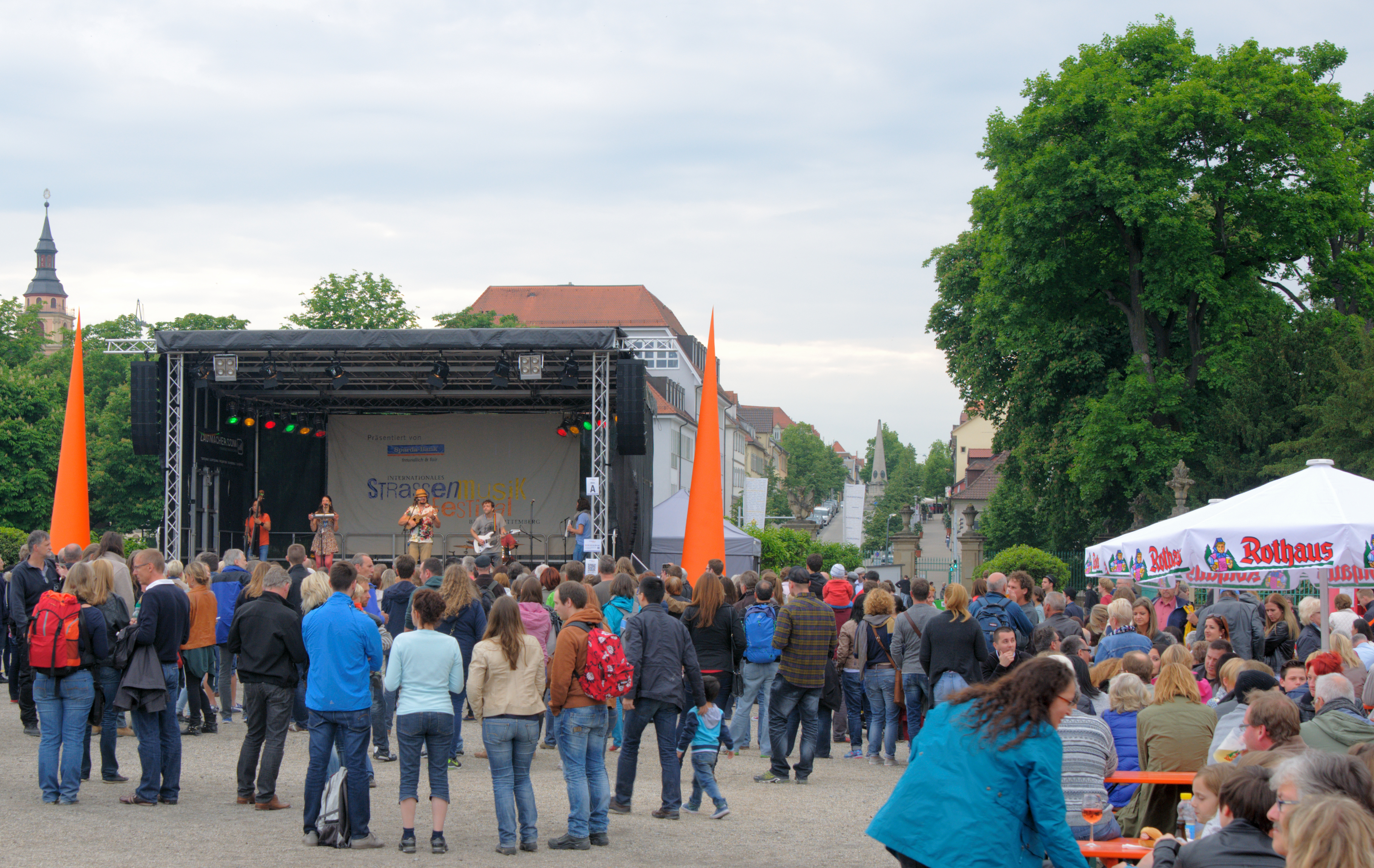
Internationales Straßenmusikfestival

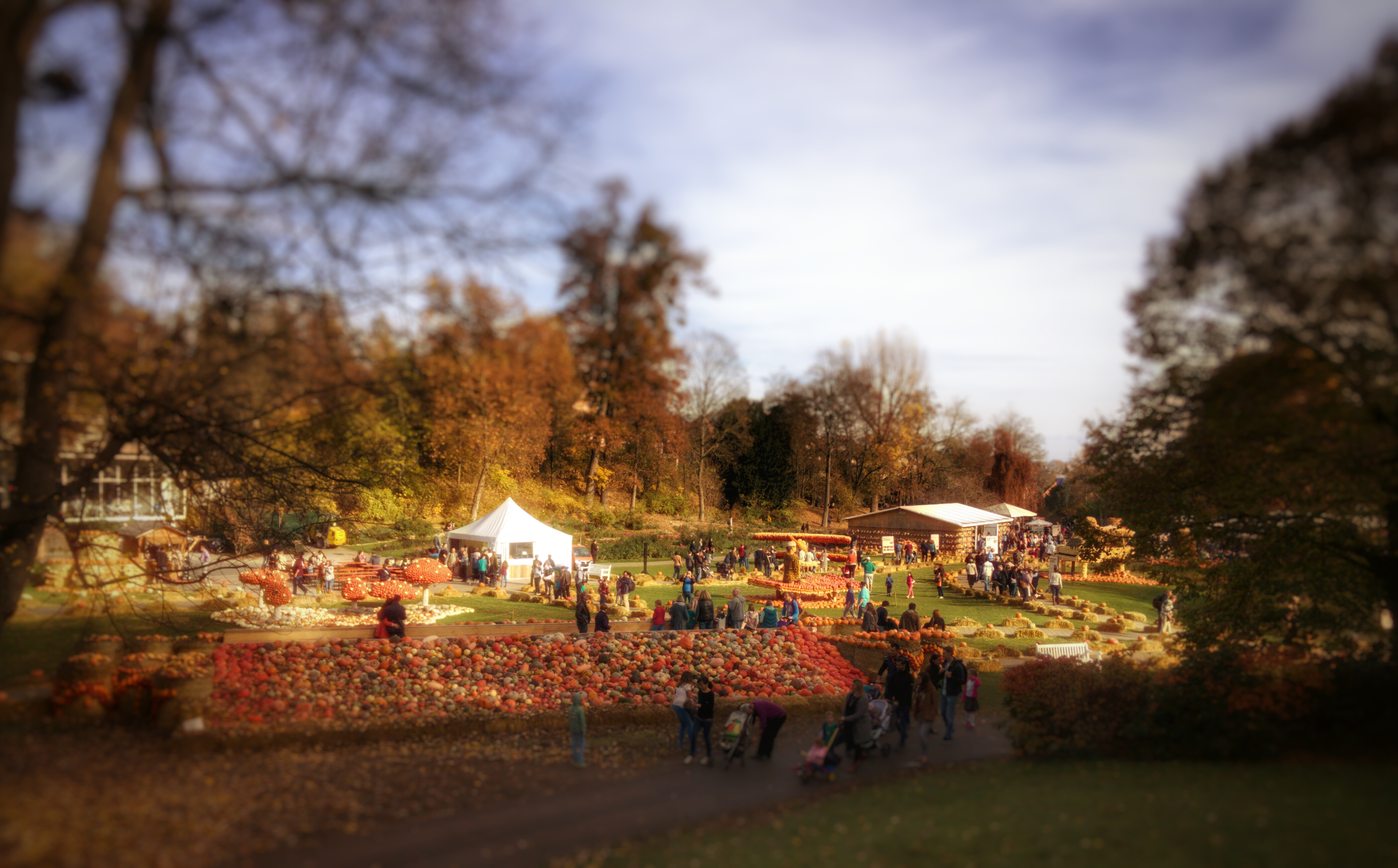
Kürbisausstellung mit Figuren aus Kürbissen

- Erstes Januarwochenende: Auftakt der 1. Bundesliga der Standardformationen in der Rundsporthalle (Veranstalter: 1. Tanzclub Ludwigsburg)
- Mai: Ludwigsburger Pferdemarkt, seit 1731
- Mai: Night of Happy Music/Night of Gospel Music der Abendsterne – Der Chor
- Mai: Ludwigsburger BrauTage
- Mai: Ludwigsburger Rollstuhltanztage[69]
- Mai bis Juli: Ludwigsburger Schlossfestspiele
- Pfingstwochenende, Freitag bis Sonntag: Internationales Straßenmusikfestival Baden-Württemberg im Blühenden Barock
- Juni: Kiesranzenfest im Stadtteil Neckarweihingen
- Juni: Marktplatzfest
- Juni: Oldtimertreffen Retro Classics meets Barock
- Juli: Musikfeuerwerk im Blühenden Barock/Oßweiler Musikfest
- Juli: Ludwigsburger Citylauf
- Juli: NaturVision Filmfestival
- Juli/August: Großes Sommernachts-Open-Air-Kino
- August: Ludwigsburger Weinlaube
- August: Lichterzauber im Blühenden Barock
- August/November: Weltgrößte Kürbisausstellung im Blühenden Barock
- September: Venezianische Messe (nur in geraden Jahren)
- Oktober: Antikmeile
- Dezember: Barockweihnachtsmarkt auf dem Marktplatz
- Dezember: GospelWeihnacht der Abendsterne – Der Chor

### Einmalige bedeutende Veranstaltungen

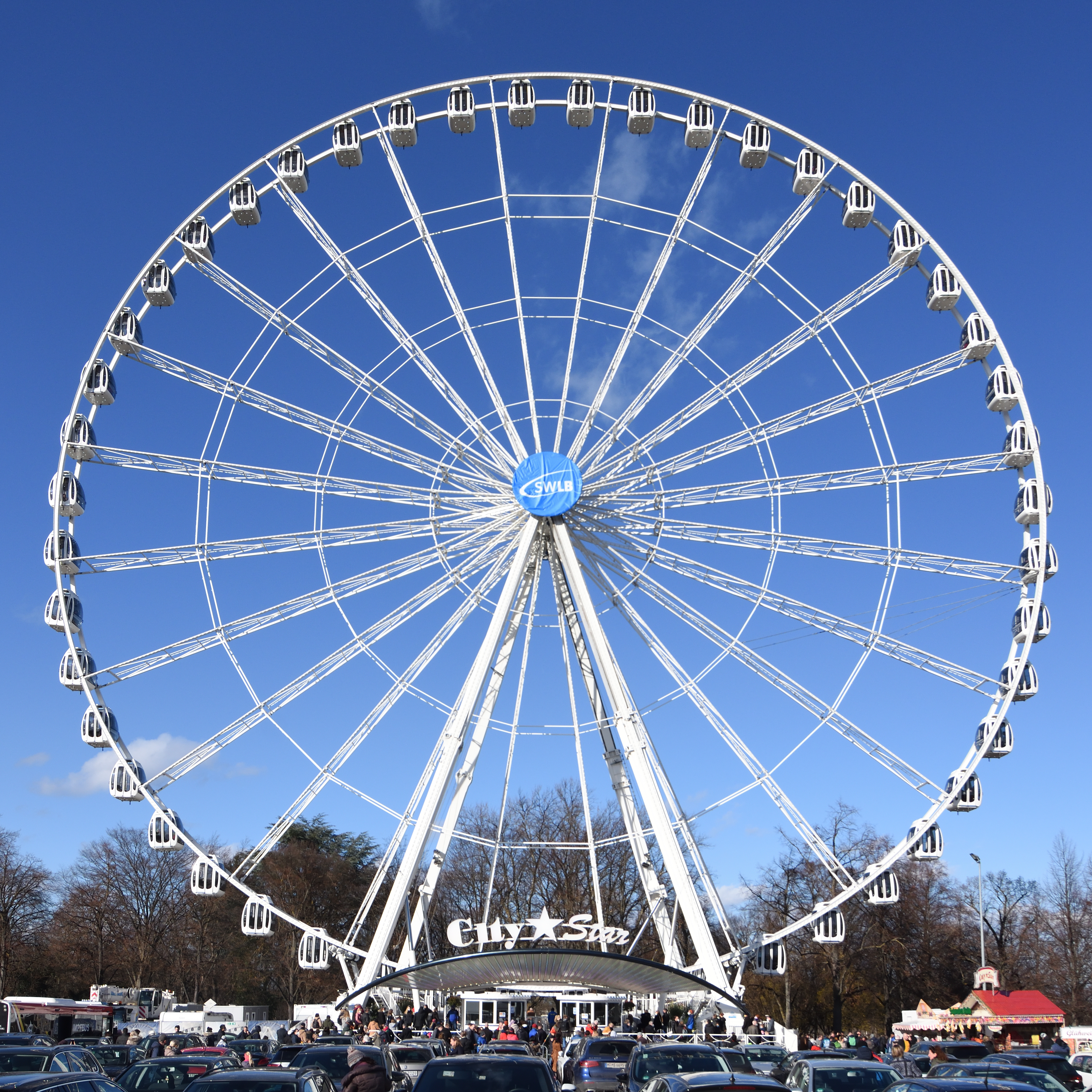
Riesenrad City Star, Februar 2022

- Februar bis Mai 2022: weltgrößtes transportables Riesenrad City Star auf der Bärenwiese.[70]

## Besonderheit
Der Makenhof, der im Norden der Stadt liegt und direkt an die Stadt Marbach am Neckar grenzt, hat deren Postleitzahl 71672 erhalten.

## Persönlichkeiten
Der junge Friedrich Schiller lebte von 1766 bis 1773 in Ludwigsburg. Er besuchte die hiesige Lateinschule und wurde 1772 in der Garnisonskirche konfirmiert. Die Malerin Ludovike Simanowiz lebte und starb in Ludwigsburg. Der Dichter und Musiker Christian Friedrich Daniel Schubart war 1769–1774 als Organist und Musikdirektor des württembergischen Hofes in Ludwigsburg tätig. Später haben die Komponisten Carl Maria von Weber und Friedrich Silcher in Ludwigsburg gewohnt und musiziert.
Der Chemiker Karl Pfizer wurde in Ludwigsburg geboren, wanderte nach der Niederschlagung der Märzrevolution in die USA aus und gründete zusammen mit seinem Vetter Charles Erhart den Pharmakonzern Pfizer. Horst Köhler, der ehemalige Bundespräsident der Bundesrepublik Deutschland, ist in Ludwigsburg aufgewachsen.
Leidvolle Schicksale erlitten jüdische Bürger Ludwigsburgs. Der einflussreiche Hoffaktor Joseph Süß Oppenheimer erwarb 1735 ein Haus in der Nähe des Schlosses. Drei Jahre später fiel er einem Justizmord zum Opfer. Die Familie der Geschwister Scholl lebte 1930–1932 in der Stadt. Einige Straßennamen erinnern an Persönlichkeiten im Widerstand gegen den Nationalsozialismus und an Opfer der NS-Diktatur. An deportierte und ermordete jüdische Bürger erinnert eine Installation auf dem Platz der ehemaligen Synagoge.

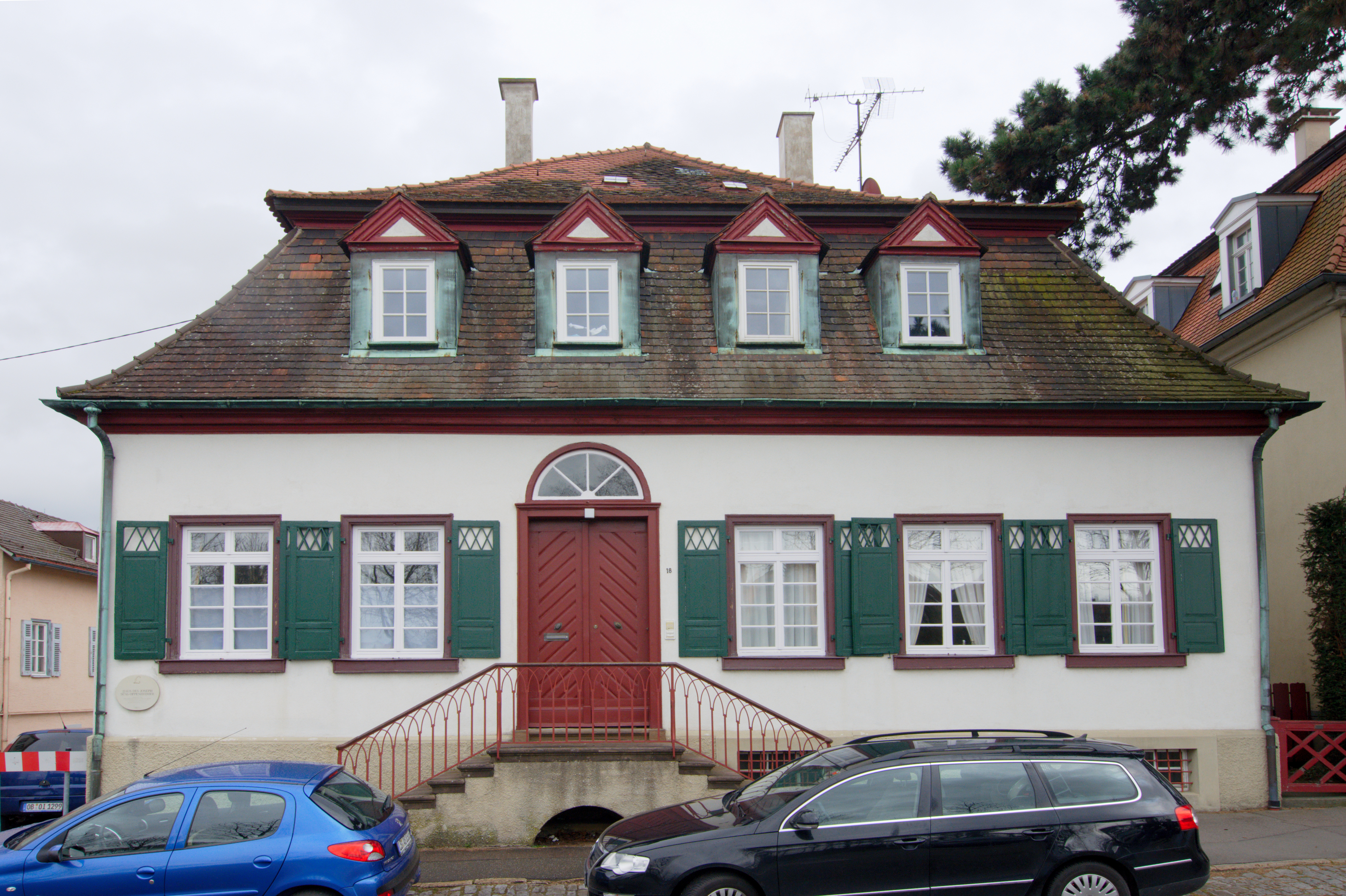
Haus von Joseph Süß Oppenheimer
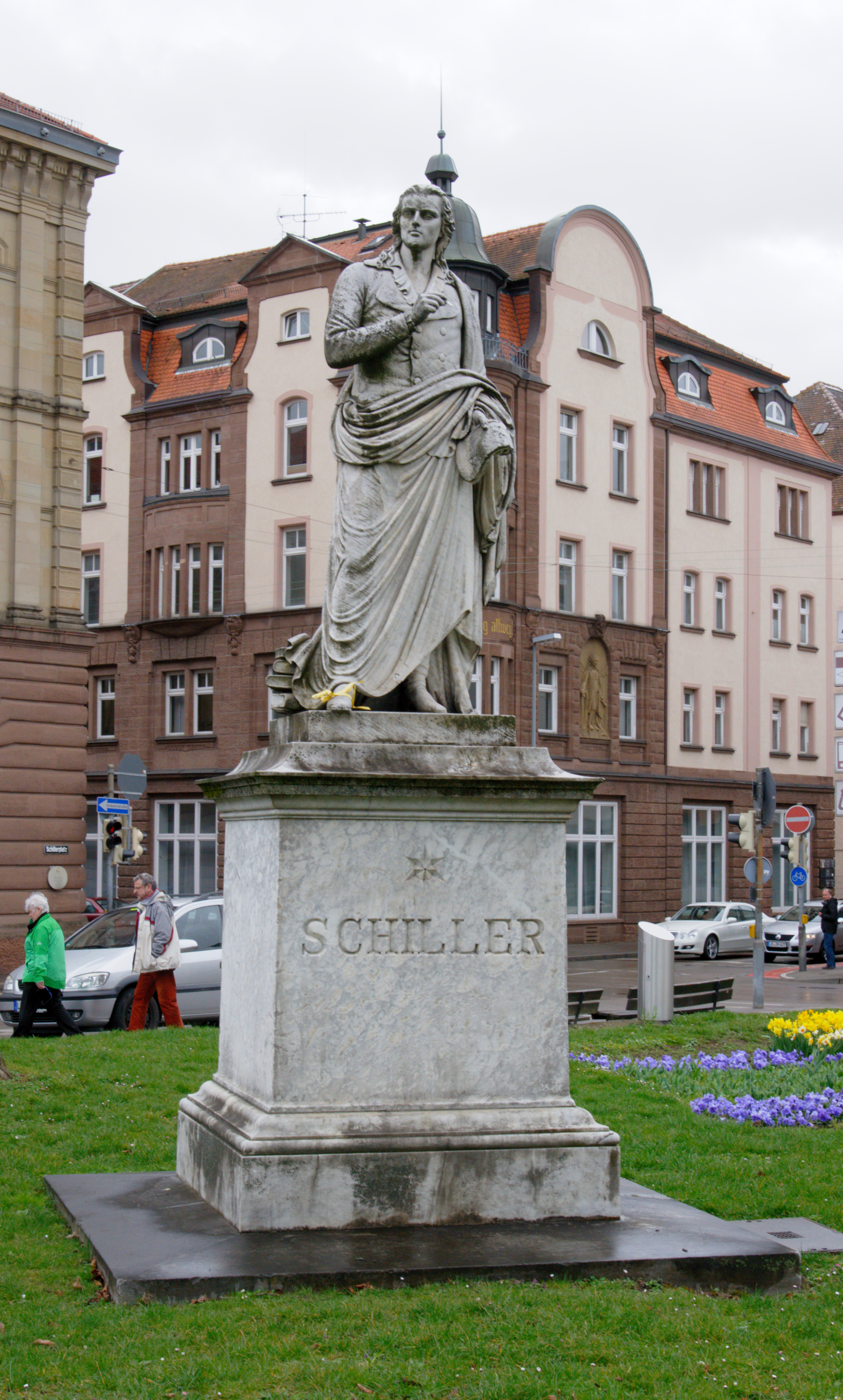
Schiller-Denkmal
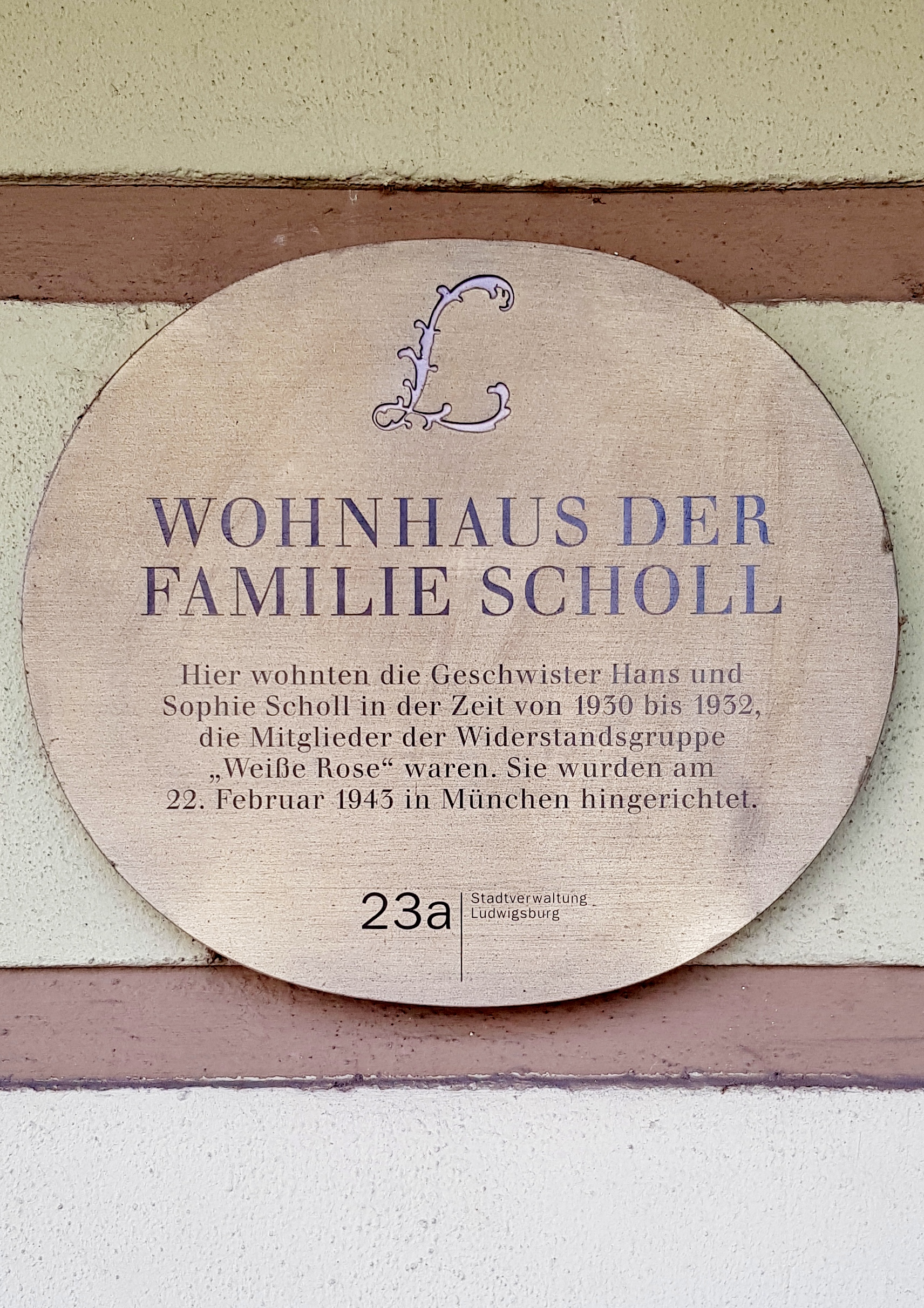
Gedenktafel H. und S. Scholl